# 쇼와 천황
쇼와 천황(일본어: 昭和天皇, 1901년 4월 29일 ~ 1989년 1월 7일)은 일본의 제124대 천황(재위 : 1926년 12월 25일 ~ 1989년 1월 7일)이다.
본명은 히로히토(일본어: 裕仁)이며, 어릴 적에 쓰이던 궁호는 미치노미야(일본어: 迪宮)이다. 또, 쇼와 천황이 사용하던 오시루시는 어린 대나무를 상징했다. 다이쇼 천황과 구조 공작가의 당주 구조 미치타카의 딸 데이메이 황후의 맏아들이다. 현 일본 천황 나루히토의 할아버지이다.
메이지 천황이 확립한 일세일원제에 따라 재위 기간 동안 쓴 연호는 쇼와(일본어: 昭和)이다.
히로히토는 1926년 다이쇼 천황에 뒤이어 천황 자리에 올랐다. 당시 아시아 유수의 강대국이던 일본에서는 대공황으로 인한 경제적 침체가 있었고, 그러한 배경 속에서 제국주의의 팽창론이 세력을 크게 불려 1930년대 후반에는 결국 천황을 비호하고 정부를 장악한 군부가 중국과 인도차이나 등을 침략하기에 이른다.
이후 일본제국은 미국과 벌인 태평양 전쟁에서 패배하였고, 쇼와 천황은 전범 기소와 황위 박탈은 면했으나 연합군 최고사령부에 의해 군국주의를 철저히 배제한 새로운 헌법이 제정되어 쇼와 천황 및 앞으로의 천황들에게서 정치적 실권은 빼앗기게 된다.
정치적 실권을 완전히 상실한 그는 이후 해양생물학 연구에 매진하거나, 사회를 위한 봉사활동 등 개인적인 삶에 전념하며 살다가 1989년 십이지장암으로 인해 서거했고, 그의 장남이자 황태자인 아키히토가 천황으로 즉위했다.

## 즉위 전의 삶

### 출생과 성장

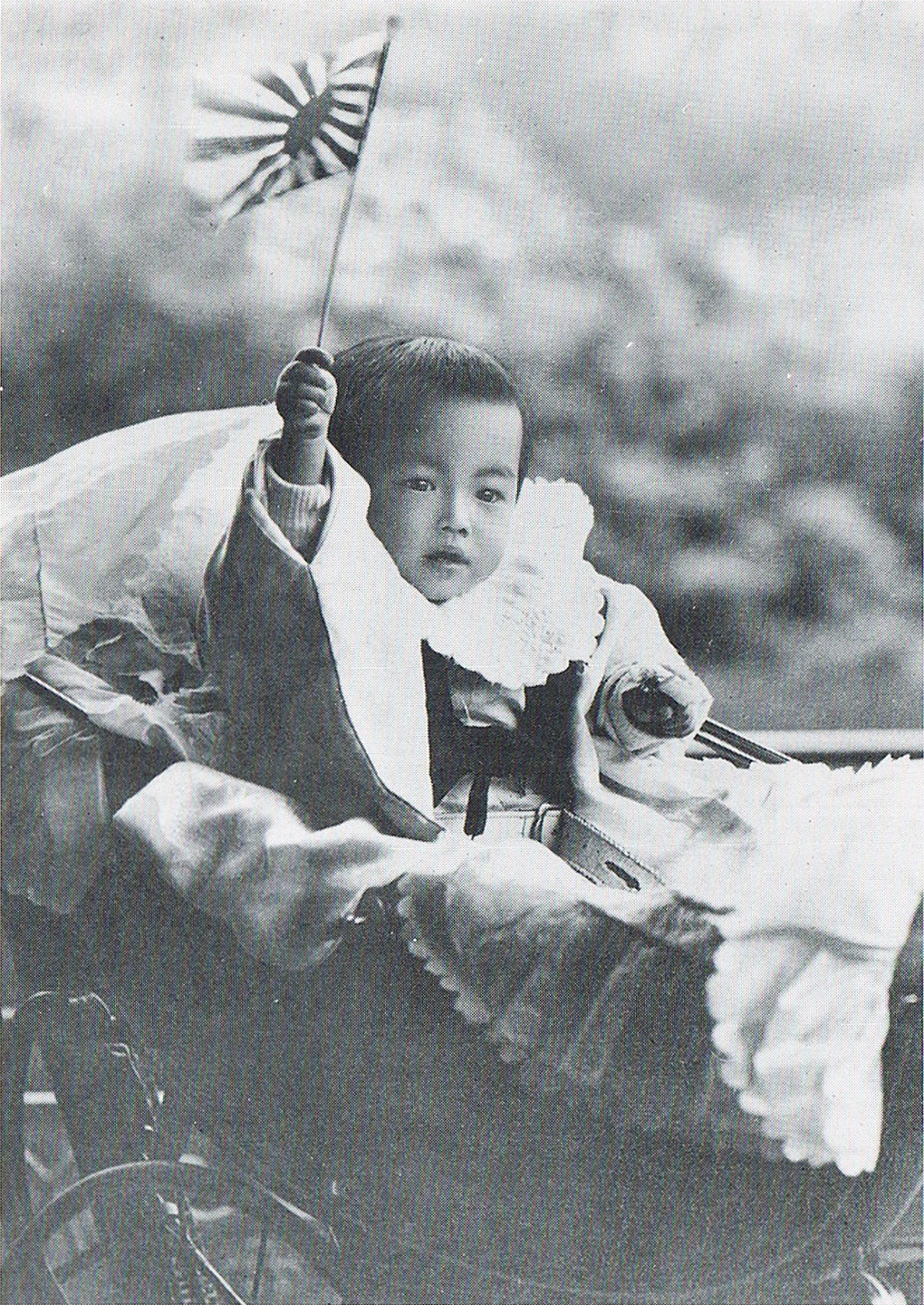
1살 때의 히로히토(1902년).

1901년(메이지 34년) 4월 29일, 도쿄시의 아오야마 어소에서 당시 요시히토 황태자였던 다이쇼 천황과 데이메이 황후의 장남으로 태어났다.
관례를 맡은 이들은 황자에게 궁호는 ‘덕을 깨우치는 자’라는 의미를 가진 ‘미치노미야’를, 이름은 중국의 고서인 《상서》(尙書)에 등장하는 격언 ‘유내이민녕’(裕乃以民寧)에서 딴 ‘히로히토’(裕仁)를 붙여주었다. 히로히토의 아래로는 1902년에 태어난 지치부노미야 야스히토 친왕, 1905년에 태어난 다카마쓰노미야 노부히토 친왕, 1915년에 태어난 미카사노미야 다카히토 친왕이 있었다. 히로히토가 태어나기 전, 메이지 천황과 측근들은 근친혼이 아이의 요절이나 병약한 아이의 출산을 초래하지 않을까 우려하고 있었기 때문에 황족이 아닌 귀족 가문의 후손으로 구조 미치타카 공작의 넷째 딸인 구조 사다코를 황태자비로 간택하기로 결정하였다. 이들은 시종들을 대동하여 몇 차례 만난 후 1900년 봄에 결혼하였다.
메이지 천황은 요시히토, 황태자비 사다코의 의견을 물은 끝에 히로히토를 군인이 가르치게 하기로 결정하였다. 히로히토를 교육시킬 후견인이 될 군인은 결혼한 육군·해군 장교여야 했으며 ‘군인적인 모습’을 히로히토에게 가르쳐줄 수 있어야 했다. 메이지 천황은 오야마 이와오 제국 육군 참모총장에게 히로히토를 맡기려 했으나 오야마는 이를 사양했다. 이 때문에 메이지 천황은 옛 사쓰마번 출신의 번벌(藩閥)이자 해군중장과 해군경을 지낸 가와무라 스미요시 백작에게 히로히토의 양육을 맡기기로 하였다. 가와무라는 유학을 배웠으며, 황태자비 사다코와는 먼 인척 관계였다. 히로히토를 맡은 가와무라는 히로히토를 이기적인 인간이 아닌, 다른 사람들의 생각에 귀를 기울일 줄 알며 어떤 어려움도 헤쳐 나갈 수 있는 용기있는 사람으로 기르기로 결심했다고 한다.
히로히토는 가와무라가 세상을 떠난 1904년 11월까지 가와무라의 저택에서 지냈으며, 그 후 동생 지치부노미야와 함께 요시히토와 사다코 아래서 자라게 됐다. 처음에는 시즈오카현 누마즈시의 황실 별장에서, 나중에는 아오야마 어소의 황손어전에서 살았다. 히로히토 형제의 직접적인 양육은 요시히토 황태자의 신임 시종장 기도 다카마사가 맡았다가 나중에 전담 시종과 궁녀들이 그 일을 맡게 됐다. 히로히토를 돌본 궁녀들 중, 일본의 항복 직전 마지막 총리대신을 지낸 스즈키 간타로의 부인이 된 아다치 다카는 둘째 지치부노미야와는 달리 히로히토가 조용하고 신중한 아이였다고 평가했다.
히로히토는 열 살이 될 때까지 아버지 요시히토 황태자와는 어소에서 자주 얼굴을 마주했지만 아다치의 말에 따르면 메이지 천황은 히로히토를 비롯한 손자들을 만나는 것을 매우 꺼려했으며 손자들의 생일날에 손자들을 만날 때에도 군복 차림으로 앉아 권위적인 인사치레만 받았다고 한다. 네 살부터 여덟 살까지 히로히토는 아우들과 함께 마차를 타고 도쿄의 중심부를 자주 돌았으며, 러일 전쟁의 군사 지도자들이나 메이지 시대의 내각 관료들이 히로히토가 있는 황손어전을 찾기도 했다.

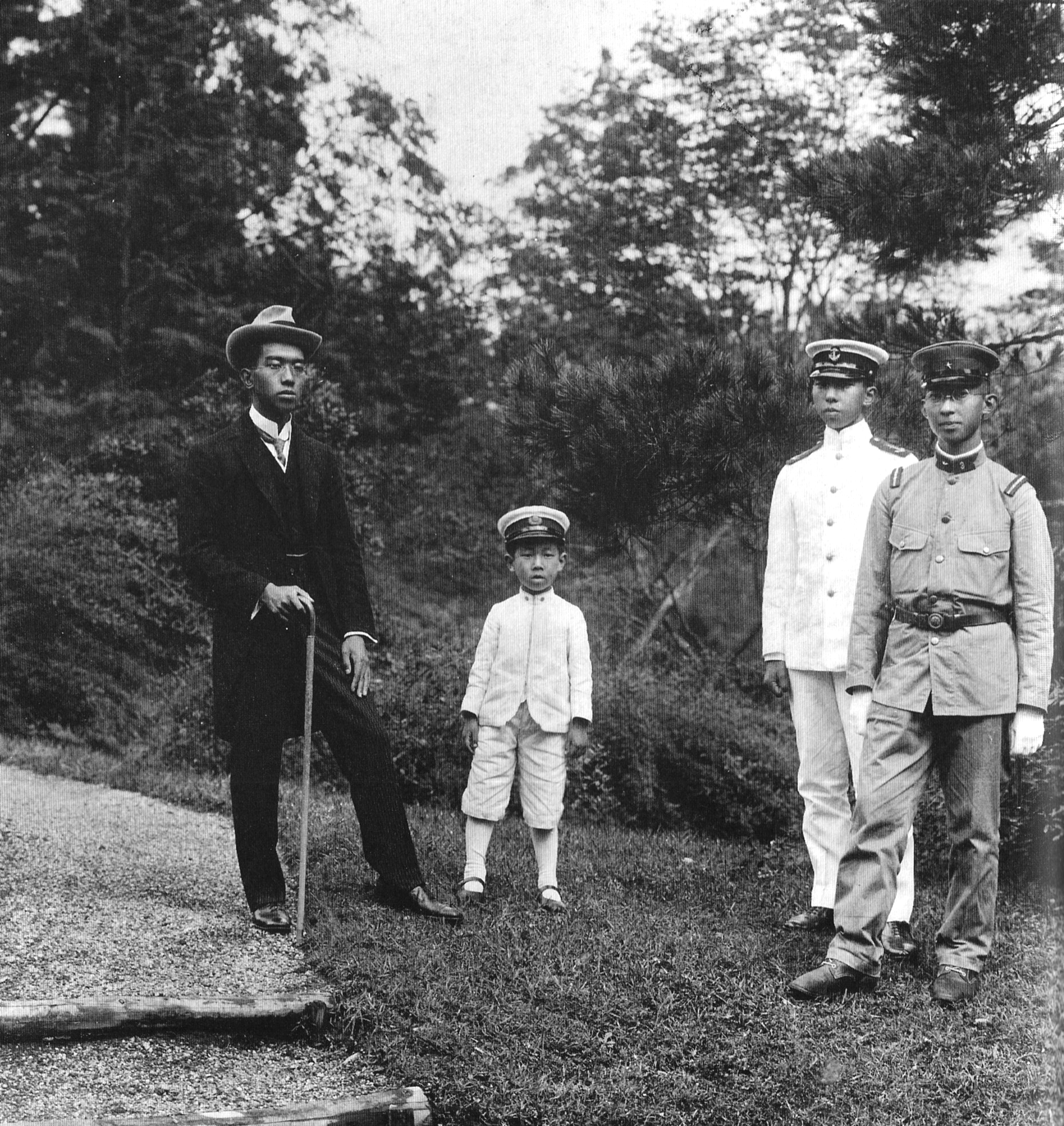
다이쇼 천황의 황자들. (1921년)
----왼쪽부터 히로히토, 미카사노미야 다카히토, 다카마쓰노미야 노부히토, 지치부노미야 야스히토

1908년 봄부터 히로히토는 도쿄 요쓰야에 있는 가쿠슈인의 초등과에 들어갔다. 메이지 천황은 러일 전쟁에서 활약했던 육군대장 노기 마레스케를 제10대 가쿠슈인 원장으로 임명해 히로히토를 비롯한 황손들의 교육을 책임지도록 하였다. 노기는 엄격한 군대식 교육과 무사도, 유학 사상, 선(禪)을 강조하였으며, 황손들을 엄격하게 대했다. 또 노기는 히로히토의 건강을 고려하여, 교사진들에게 체육 교육과 건강관리에 특히 신경을 쓰도록 하였으며, 노기 자신은 히로히토에게 자신이 미래의 제왕에게 꼭 필요한 것이라고 생각했던 검소, 근면, 인내, 남자다움, 의무에 대한 헌신 등을 강조했다.
한편, 1910년에 메이지 천황은 황실 남자들에게 ‘황족신위령’을 내려 군사 훈련을 받고 군무를 맡도록 강제했지만 어린 히로히토에게 주어진 군사 훈련은 승마 훈련과 ‘특별히 뽑힌 학우’ 몇 명과 벌이는 전쟁놀이 뿐이었다. 그런 한편으로 히로히토는 궁내성 장전부(掌典部)의 궁정 귀족으로부터 신토식 제사 의식을 익혔는데 이는 천황이 신토의 최고 신관을 겸하고 있었기 때문이다.
1912년 7월 29일, 메이지 천황이 세상을 떠났다. 뒤를 이어 히로히토의 아버지 요시히토가 천황이 되면서 히로히토는 황태자로 책봉됐으며, 육군·해군 소위의 직위를 하사받았다. 이와 동시에 히로히토가 머무는 황손어전은 동궁어소로 이름이 바뀌었으며, 이 해에 노기는 동궁어소를 찾아 히로히토에게 야마가 소코가 쓴 《중조사실》과 미야케 간란이 쓴 《중흥감언》을 선물한 뒤 자살했다. 노기를 뒤이어 히로히토의 남은 초등과 2년 과정은 러일 전쟁 때 활약한 해군 제독인 도고 헤이하치로와 해군대좌 오가사와라 나가나리 자작이 가르치게 됐다. 초등과 과정을 마친 히로히토는 어학문소에서 특별히 선발된 다섯 학우와 함께 군사와 일반교양에 대한 교육을 받았다. 도고는 이 어학문소의 교장을 맡았고, 오가사와라는 어학문소의 교사진을 선발하고 감독했다. 오가사와라는 군인과 도쿄 제국대학을 나온 학계의 권위있는 교수들로 교사진을 꾸렸다. 군사 교육은 노기의 후임으로 가쿠슈인 원장이 된 오사코 나오하루, 해군대장 사토 데쓰타로, 독일 제국에 유학을 다녀온 후시미노미야 히로야스, 육군 소장이었던 우가키 가즈시게와 나라 다케지를 비롯한 2명 등이 맡았다. 이들은 러일 전쟁에서의 경험을 바탕으로 한 교육을 실시했으며, 히로히토에게 군대에서의 무사도를 강조하고 강력한 대함대를 중심으로 한 전투와 백병전을 중시해야 한다고 가르쳤다. 그런 한편으로 도고와 오가사와라는 히로히토의 어학문소에서의 일거수일투족을 감시하고 관리했다.
제왕 수업을 받던 시절에 히로히토에게 영향을 준 또 다른 인물로는 스기우라 주고, 시라토리 구라키치, 시미즈 도루가 있었다. 영국 유학파 출신으로 국수주의자였던 스기우라는 히로히토를 가르치면서 일본의 국수주의와 제국주의를 옹호하고, 표트르 1세와 빌헬름 2세보다 유능한 측근이 많은 일본의 천황이 더 위대하다고 주장했다. 또한 스기우라는 “윗사람이 아랫사람에게 시혜하고 아랫사람이 윗사람에게 충성하는” 권위주의를 정당화한 반면 사회계약론과 시민의 저항권을 주장한 계몽주의자 장 자크 루소에 대해선 “국가와 정부를 저주한다”며 깎아내렸다. 그뿐만 아니라 스기우라는 “서양인들이 황화를 두려워하는 반면, 우리는 백화를 한탄한다”고 말하면서 통속적 사회진화론에 입각해 세계를 백인종과 황인종 간의 대립 중심으로 가르쳤다. 한편 독일 유학파 출신인 시라토리는 중국의 요, 순, 우 신화는 모두 허구라고 비난했으며, 히로히토에게 역사를 가르치면서 일본을 “아시아의 평화를 확보할 유일한 나라이며, 한국을 침략한 것은 한국 국민들의 복지를 증진하는데 유익한 것”이라고 미화했다. 마지막으로 시미즈 도루는 히로히토에게 법학 등을 가르치면서 메이지 천황을 ‘완벽한 군주상’으로 포장했다.

### 황태자 생활

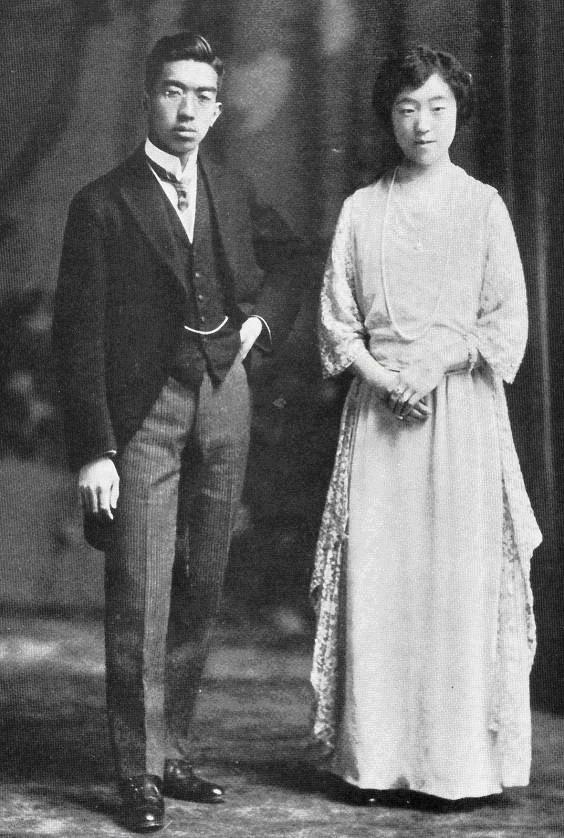
히로히토가 후일 고준 황후가 되는 나가코와 함께 서 있는 사진 (1924년 촬영)

히로히토는 1919년 5월, 만 18세의 나이로 성년식을 치렀다. 1917년에는 히로히토의 비가 될 이를 고르게 됐는데 어학문소에서 히로히토의 교육을 책임졌던 오가사와라 나가나리와 궁내대신 하타노 요시나오가 여기에 관여하였다. 오가사와라는 히로히토의 신부감으로 왕녀 세 명의 이름을 데이메이 황후(다이쇼의 비, 구조 사다코)에게 올렸고, 데이메이 황후는 이들 세 명 중 구니노미야 구니요시의 딸인 나가코(良子)를 신부로 간택했다.
이 때, 히로히토의 결혼 문제를 두고 권력 투쟁이 벌어졌다. 전 총리대신 야마가타 아리토모는 황실에 대한 영향력을 넓히기 위해 나가코의 어머니 쪽인 시마즈씨가 대대로 색각 이상을 앓고 있다는 점을 근거로 파혼을 주장했으며 히로히토를 당분간 해외로 여행을 보내고자 “황태자비 간택 절차를 철저히 밟지 않았다”는 구실로 하타노를 궁내대신에서 물러나게 했다. 그러면서 야마가타는 새로운 궁내대신으로 자신의 파벌에 속한 육군중장 나카무라 유지로를 추천했다. 하라 다카시 총리대신은 야마가타를 지지하였는데, 하라는 다이쇼 천황의 지병이 유전적인 요인에서 비롯됐다고 생각했으며 이번 일을 계기로 야마가타와 좋은 관계를 맺어 황실에 영향력을 행사하기를 원했다. 장인이 될 구니노미야는 황후 사다코와 스기우라 주고를 끌어들여 야마가타의 행보에 반격했다.
스기우라는 파혼이 황실사에 나쁜 선례를 남길 것이며, 황태자 히로히토의 앞길에도 흠으로 남을 것이라고 주장하며 궁내성 관료들을 설득했다. 하지만 이것이 여의치 않자 스기우라는 구니노미야의 인척인 시마즈 씨 출신의 화족들을 동원했다. 그러나 야마가타와 하라가 황실의 장래를 염려하고 있다는 것과 그것의 정당성에 밀려 궁내 여론을 돌리지는 못했다. 그러던 중 오쿠보 도시미치의 차남으로 사쓰마 파의 중심 인사 중 하나였던 마키노 노부아키가 파리에서 평화 회담을 마치고 귀국하자, 스기우라의 제자이자 야하타 제철소의 장관이었던 시라니 다케시가 마키노를 설득하려 했지만 원하는 언질을 받아내지 못했고 야마모토 곤노효에도 스기우라의 간청을 들어주지 않았다.
결국 스기우라는 겐요샤의 대두였던 도야마 미쓰루에게 접근했다. 도야마는 흑룡회와 낭인회 등에 속한 동지들, 오카와 슈메이나 기타 잇키와 같은 대아시아주의자들과 함께 반야마가타 투쟁에 참여했다. 결국 1921년 2월 초에 야마가타는 혼인에 대한 반대 의견을 철회했다. 2월 10일에는 궁내성과 내무성이 히로히토의 결혼은 예정대로 거행할 것이며, 궁내대신 나카무라 유지로와 차관 이시하라 겐조가 사임할 것이라고 발표했다. 또 2월 15일에 하라 내각은 히로히토가 유럽을 다녀올 것이라고 발표했다. 혼인과는 달리 히로히토의 유럽 여행은 스기우라와 도야마 등 우익 세력이 반대했던 것이었다. 히로히토의 혼례 문제를 두고 벌어진 이 일련의 권력 투쟁은 요미우리 신문 등 전국구 언론을 중심으로 “궁중의 어떤 중대한 사건”(宮中某重大事件)으로 은폐됐다.

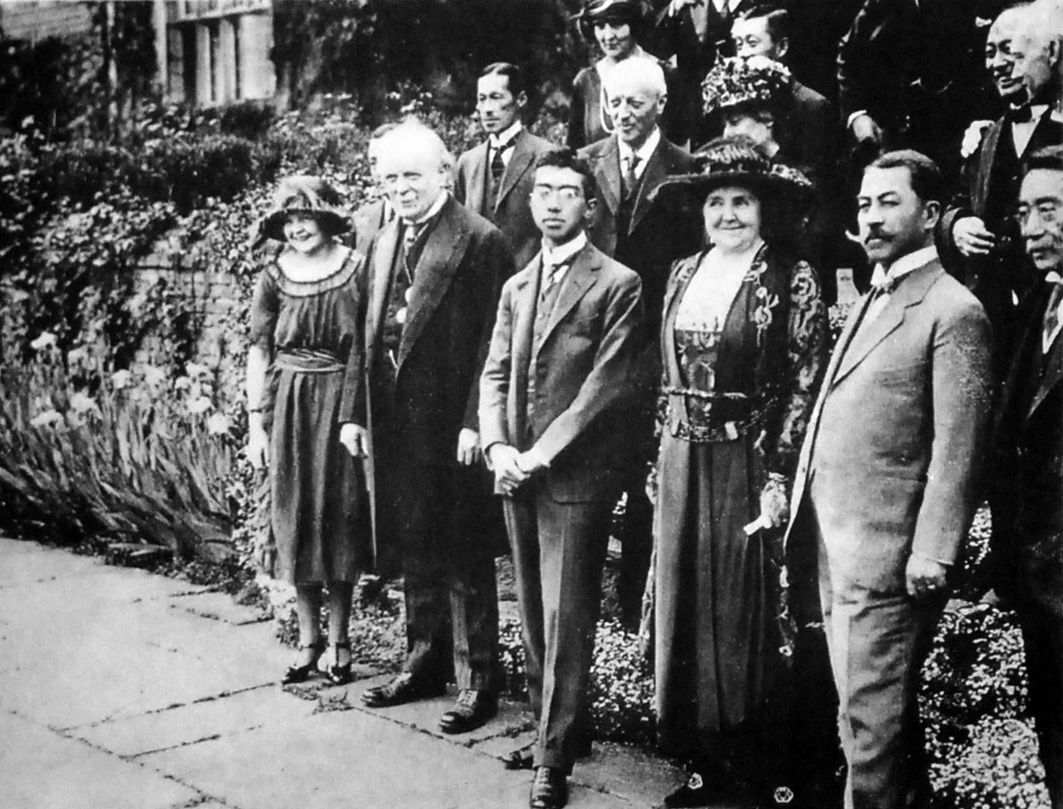
영국의 총리 로이드 조지(왼쪽에서 두 번째)를 만난 히로히토(1921년)

한편, 히로히토가 유럽으로 떠날 때의 공식 명목은 데라우치 마사타케 내각이 끝나가던 1918년에 일본의 황실을 찾은 코넛과 스트래선 공작 아서 왕자를 답방하는 것이었지만 실질적인 목적은 오랫동안 병상에 있는 다이쇼 천황을 통해 국민들이 품은 황실에 대한 나쁜 여론을 히로히토의 해외여행을 통해 무마하는 것에 있었다. 처음에 황실은 히로히토의 안전을 우려하여 반대했으며, 입헌국민당, 헌정회 등의 의원들, 도야마 미쓰루, 우치다 료헤이 등의 극우계 거물들도 반대했다. 특히 극우파는 출발 전 몇 주 동안 격렬한 항의 시위를 벌였는데 “아버지가 병상에 있을 때 일본을 떠나 여행하는 것은 불효”라는 것이 그 명분이었다. 이에 원로 마쓰카타 마사요시가 데이메이 황후에게 “베르사유 조약 이후의 유럽의 정세를 (조만간 섭정을 맡을) 황태자가 살피는 것은 앞으로를 위해 중요하다”는 내용의 상소문을 올려 황후의 마음을 돌렸고 반대 여론은 차차 수그러들었다. 해외 순방 일정은 다이쇼 천황의 유고에 대비해 최대한 서둘러 실행해야 했다. 때문에 정부와 궁내 관료들은 히로히토가 찾을 나라로 영국, 프랑스, 벨기에, 네덜란드, 바티칸 교황청과 이탈리아로 한정했다. 미국의 워렌 하딩 정부도 히로히토의 방문에 관심을 가졌으나 히로히토와 미국 기자들 사이의 소통 문제를 우려한 워싱턴 D.C.의 주미 일본 대사 시데하라 기주로의 진언으로 미국은 방문 국가에서 제외됐다.
1921년 3월 3일에 히로히토와 간인노미야 고토히토 친왕, 진다 스테미 백작, 나라 다케지 육군중장과 수행원 34명이 도쿄역을 출발하여 해외 순방길에 올랐다. 이들은 요코하마에서 가토리 호를 타고 5월 7일에 영국에 도착했으며, 그 후로 영국에서 24일간, 프랑스에서 26일간, 벨기에와 네덜란드에서 각각 5일간, 이탈리아에서 8일간 머물렀다. 히로히토는 순방 중에 영국 왕세자 웨일스 공과 국왕 조지 5세, 벨기에 왕 알베르 1세, 이탈리아 왕 비토리오 에마누엘레 3세, 교황 베네딕토 15세 등을 만났으며 7월 18일에 유럽을 떠나 9월 2일 지바현 다테야마를 거쳐 다음날인 3일에 요코하마로 돌아왔다.

### 대리청정을 맡다
귀국한 지 얼마 지나지 않은 1921년 11월 25일부터 건강이 악화된 다이쇼 천황을 대신해 대리청정을 하게 됐고 따라서 칭호도 셋쇼노미야(일본어: 摂政宮 섭정궁[*])가 됐다. 전 내대신 히라타 도스케와 궁내대신이 된 마키노 노부아키는 대리청정을 맡은 히로히토를 고위급 궁내관 회의에 참여시켜 회의가 끝난 뒤 회의의 요점을 묻게 하는 등 정치적인 수완을 가르치려 노력했지만 고령이었던 히라타가 몸져눕게 되자 마키노가 직접 궁정 규칙과 정치학을 히로히토에게 강론하게 됐다. 그 후, 식부성(式部省) 장관 이노우에 가쓰노스케와 장전(掌典)의 우두머리인 구조 미치자네, 원로 사이온지 긴모치의 데릴사위이자 양자인 사이온지 하치로가 히로히토에게 궁중 제례를 가르치기 시작했으며, 경제학자 야마자키 가쿠지로와 전 일본은행 총재 이노우에 준노스케가 경제학을, 시미즈 도오루가 헌법학을, 다치 사쿠타로가 국제법을 ‘정례 강의’로 히로히토에게 번갈아 가르쳤다.
대리청정 시작 이후 히로히토는 1922년 겨울에 가나가와현과 시코쿠섬으로 첫 행차를 떠났다. 행차를 성공적으로 마친 후 1923년 4월 12일에는 요코스카를 출발해 당시 일본 제국의 식민지였던 타이완섬으로 행차를 떠났다. 타이완 행차의 목적은 현재 일본 황실을 대표하는 사람이 바로 히로히토임을 본국 국민들에게 알리고 타이완에 있던 다수의 비일본인들과 소수의 일본인들 모두에게 ‘타이완은 일본의 식민지임을’ 재확인시키려는 것이었다. 히로히토는 일본이 타이완섬에 세운 신사와 군사 시설, 일본 자본이 개입한 공장 등을 방문하고 무장 독립 운동에 참여하였다가 1915년에 붙잡혔던 535명의 형량을 ‘인애의 상징’이라는 명분으로 줄여주었다. 히로히토는 행차 일정을 모두 마친 후 4월 27일에 섬 북쪽에 위치한 지룽을 떠났다.

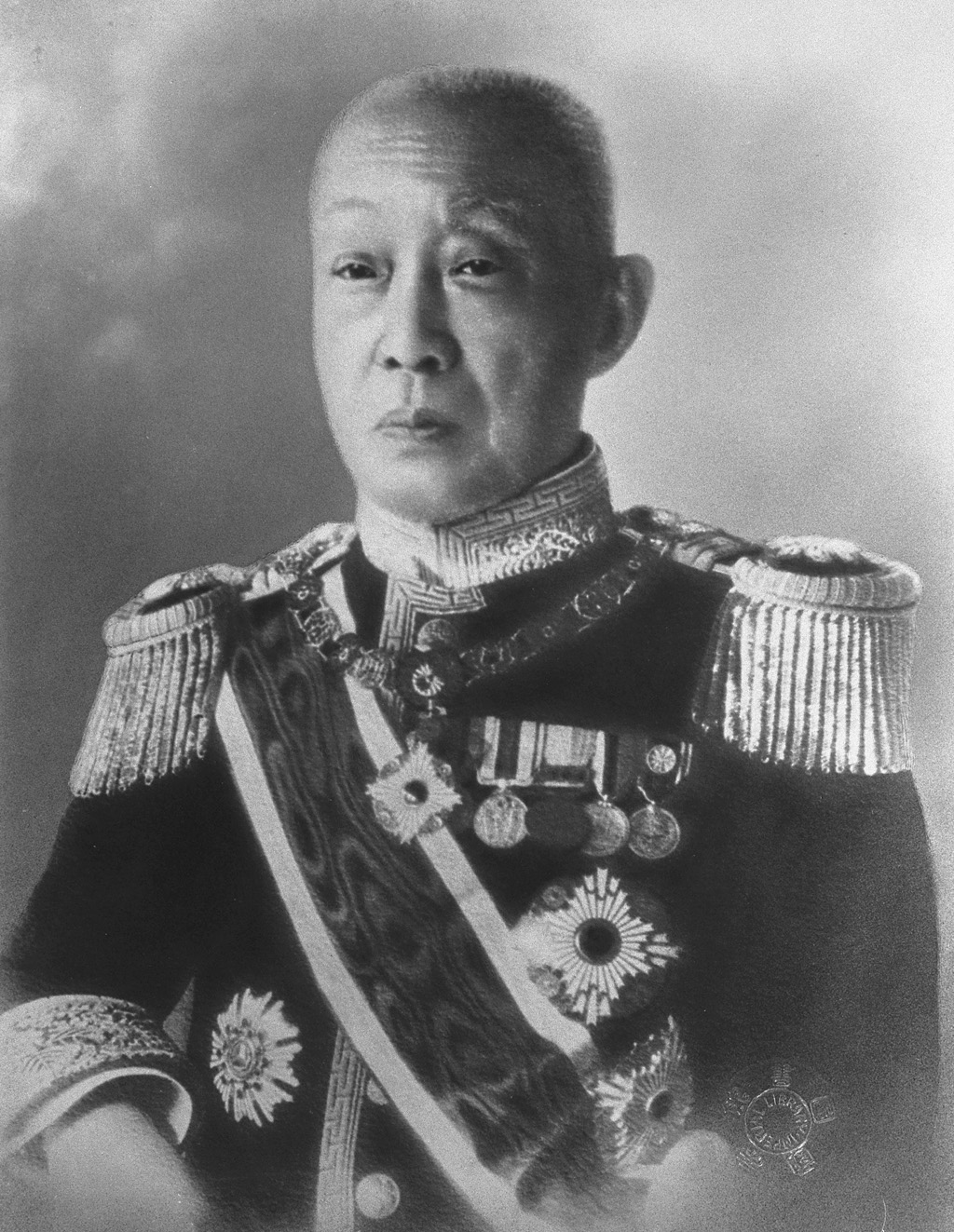
히로히토의 대리청정 시기까지 정치적 영향력을 행사한 사이온지 긴모치

도쿄로 돌아온 뒤 히로히토는 불법으로 규정된 일본공산당의 창설이 발각된 일을 접했다. 같은 해 12월 27일에는 의회 개회식장으로 취임 연설을 하러 가던 히로히토에게 아나키스트 난바 다이스케가 총격을 가하는 ‘도라노몬 사건’이 발생했지만 동궁 시종장이 다치는 데에서 그치고 히로히토는 무사했다. 하지만 이 사건의 여파로 야마모토 내각이 총사직했으며, 경시총강 유아사 구라헤이와 도라노몬을 관할하던 지역의 일반 경관들까지 모두 면직을 당했다. 1924년 1월 26일에는 나가코와 혼례를 올렸다. 같은 해 8월에는 도치기현의 닛코와 후쿠시마현의 이나와시로호에서 아내와 휴가를 보냈으며 1925년 12월에는 첫 아이이자 장녀인 데루노미야 시게코가 태어났다. 딸이 태어난 것을 계기로 히로히토는 궁 안에서 항상 지내야 했던 궁녀들에게 통근을 허락했으며, 후궁 제도를 폐지하고 궁녀의 수를 줄이기로 했다.
히로히토가 대리청정을 한 1921년부터 1926년까지, 히로히토의 의사와 상관없이 내각이 5번이나 바뀌는 등 일본은 정치적 우여곡절을 겪었다. 총리들 중 첫 3명인 다카하시 고레키요, 가토 도모사부로, 야마모토 곤노효에는 원로들이 천거했지만 1924년 원로들 중 한 사람인 마쓰카타 마사요시가 죽자 새로운 총리를 천거하는 일은 사이온지 긴모치가 혼자서 떠맡게 됐다. 사이온지는 정당내각을 반대하던 기요우라 게이고를 천거했고 히로히토는 이를 재가했다. 기요우라는 선거로 뽑힌 중의원 의원들을 무시하고 천황이 직접 임명하는 귀족원 의원들의 의사를 중시했다. 이는 의회 정당들을 자극해 제2차 호헌 운동을 초래했다. 결국 1924년 5월 10일의 총선거에서 호헌파가 크게 이기고, 6월 7일에 기요우라 내각은 총사직했다. 사이온지는 기요우라의 후임으로 호헌 3파 중 하나인 헌정회의 총재 가토 다카아키를 천거했으며, 히로히토는 이를 재가했다. 가토는 호헌 3파를 중심으로 내각을 조직했다. 하지만 의회 정당의 제휴는 1925년 이후 무너지기 시작했다. 그리고 1926년에 갑작스럽게 사망한 가토를 대신해 총리가 된 와카쓰키는 의회 내의 여러 분쟁들을 해결해야만 했다.
우선 헌정회가 마쓰시마 유곽 사건에 연관된 정우회 인사들을 거론하며 와카쓰키 내각의 퇴진을 요구했으며, 정우회는 1926년 11월 29일에 아나키스트 가네코 후미코와 한국의 독립운동가 박열 부부의 괴사진을 거론하며 이를 ‘국체 문제’로 규탄하면서 와카쓰키 총리가 “국체 관념이 없다”고 비난했다. 국가의 주권이 어디에 있는지를 두고 벌어진 ‘국체 논쟁’은 히로히토의 대리청정 기간에 일본에서 매우 중요한 논쟁거리였다. 하지만 이러한 ‘국체’ 논쟁은 ‘천황의 일본 통치는 정당하며 천황제는 지켜져야 하는 것’이라는 결론으로 돌아갔으며 오히려 니치렌종 등의 주도로 일본의 제국주의와 천황의 전제 통치를 정당화하는 전체주의, 초국가주의 사상이 널리 퍼졌다.

## 천황 자리에 오르다

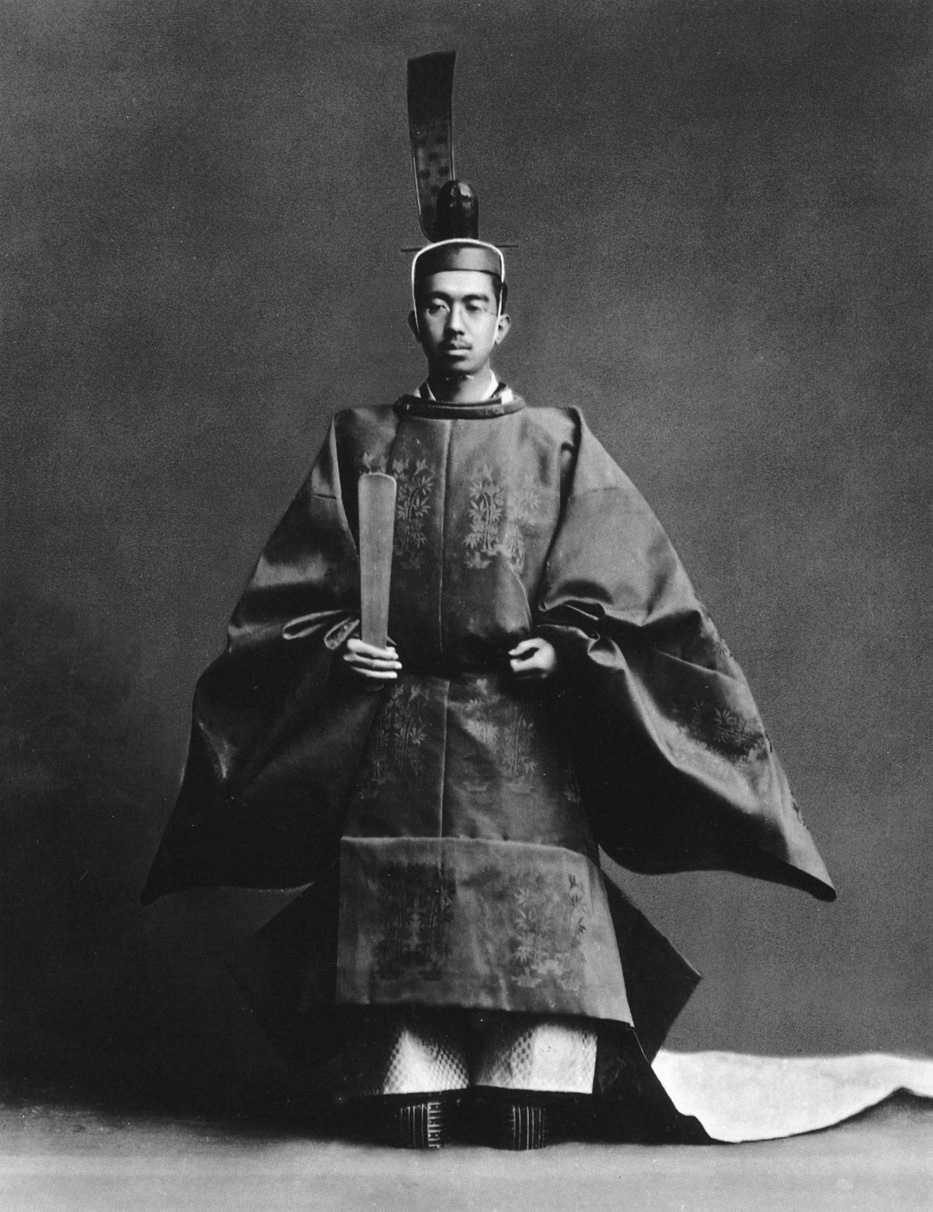
히로히토가 즉위 후 소쿠타이 차림으로 찍은 사진(1928년)

다이쇼 천황은 1926년 12월 25일 새벽, 가나가와 현의 하야마 별장에서 사망하였다. 히로히토는 부황 사망 후 제124대 천황이 되었으며 메이지 시대부터 내려오는 관례대로 열린 추밀원은 회의에서 새로운 천황을 위한 연호를 정하게 됐다. 앞서 다이쇼 천황이 사망하기 몇 주 전 마이니치 신문은 황거에서 흘러들어온 풍문을 따라 새 천황 히로히토가 밝은 문화의 창달을 뜻하는 ‘고분’(廣文)이라는 연호를 쓰게 될 것이라고 보도했으나, 추밀원은 천황의 새로운 연호를 ‘쇼와’(昭和)라고 12월 26일에 대외에 공식 발표하였다. 쇼와(소화)란 ‘밝은 조화’, ‘찬란한 평화’, ‘세상이 태평하고 백성과 임금이 하나됨’을 의미하는 한자어이다. 새 천황은 같은 날, 육해군 장병과 와카쓰키 총리, 황실 종친 간인노미야, 사이온지 공작을 불러놓고 모든 국민에 대하여 칙어를 내어 자신의 즉위를 선포함과 동시에 칙어를 발표하여 후임 총리 천거는 마지막 원로 사이온지에게 맡기며, 군부의 특권을 인정할 것이라고 선언했다. 1928년 11월 10일에는 교토로 행차하여 즉위식을 거행하였다.
히로히토는 이제 정치 세계에 깊숙이 개입할 수 있게 됐으며, 일명 ‘측근’이라 불리는 7명의 인사들이 히로히토를 옆에서 도왔다. 내대신 마키노 노부아키, 시종장 스즈키 간타로, 무관장 나라 다케지, 가와이 야하치, 세키야 데이사부로, 식부차장 오카베 나가카게 자작 등이 바로 그들이다. 한편, 천황의 내각총리대신 임명권은 사이온지가 대행했는데 사이온지는 궁내관 선임에도 커다란 발언권을 행사했다. 그러나 1927년 이후에는 궁내의 측근들이 먼저 새 총리 선정을 협의한 뒤 교토나 오다와라, 오키쓰의 별장에서 지내던 사이온지에게 사람을 보내 재가를 얻었다.
사이온지와 마키노는 근대 정당의 역할을 무시했다는 데 공통점이 있지만, 마키노와 궁중 측근들이 곤란한 정치 문제는 천황이 관여해야 해결할 수 있다고 본 반면 사이온지는 천황이 정치적인 판단을 내리는 것을 반대했으며, 마키노가 극우 정치인들과 함께 행동하는 것을 염려했다. 하지만 정치적으로 새로이 두각을 드러내던 기도 고이치 후작, 고노에 후미마로 공작, 하라다 구마오 남작 등은 정치 문제를 해결하기 위해서는 천황의 권위가 필요하다는 주장에 가세했다. 사이온지는 궁중의 정책 결정 과정에 더 이상 개입하지 않았고, 궁중 측근들의 판단에 따르기로 했다. 사이온지가 정치 일선에서 물러난 뒤로 궁중 측근들은 영국, 미국 등의 대사관부터 일선 군부대에서까지 들어오는 다양한 정보를 히로히토에게 전달하는 구실을 맡았으며, 명목 상의 입헌군주였던 히로히토의 실질적인 권력 행사를 도왔다.

## 혼란한 정국과 궁중 측근들의 활약

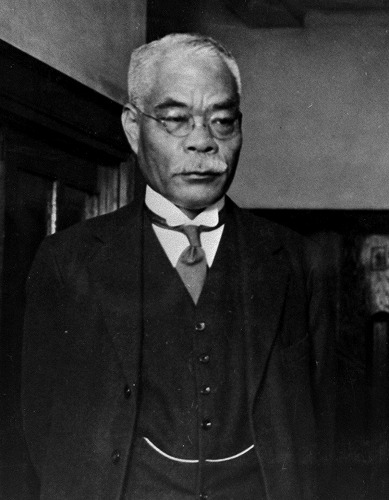
온건파 출신인 하마구치 오사치는 쇼와 천황과 궁정 측근들의 지지를 얻고 있었다.

히로히토가 즉위한 직후 몇 년 동안 일본은 좌익과 우익의 대립으로 극심한 혼란에 시달렸다. 다이쇼가 죽은 뒤 휴회 상태였던 제52차 제국 의회는 1927년 1월 18일에 다시 열렸다. 제국의회에서 쇼와 천황은 궁중 측근들과 함께 자신의 영향력을 행사하려고 했다. 우선 메이지 천황을 경축하여 새 천황 히로히토를 간접적으로 미화하기 위해 메이지 천황이 태어난 날인 11월 3일을 메이지의 날(일본어: 明治節)로 제정하여 3월 3일에 공표하였다. 그리고 추밀원은 시데하라 외무대신의 대중국 정책을 공격하여 와카쓰키 내각을 총사직하게 했다. 그 후, 가와이, 진다, 마키노, 이치키 기토쿠로 등이 천황과 상의해, 육군대장 다나카 기이치를 새 총리로 세웠다. 다나카의 총리 선임 때부터 이누카이 쓰요시 총리가 암살당할 때까지 총리 인선은 궁중 측근을 비롯한 내대신들이 담당하게 되었고 사이온지는 이들의 선택에 재가를 가하는 데 그치게 됐다. 1927년 4월 20일에 다나카 기이치 내각이 출범했다. 쇼와 천황은 마키노를 통해 다나카 기이치 내각의 각종 정책에 간섭했다.
쇼와 천황은 1928년 6월 4일, 장쭤린이 제국 육군의 계략으로 기차를 타다 폭사하는 사건이 발생하자 이를 불문에 부쳐 은폐하려 했으며 1929년 7월에 다나카의 후임으로 온건 외교 노선을 표방한 입헌민정당 총재 하마구치 오사치를 새 총리로 지명했다. 미국·영국과의 외교적 충돌을 꺼려했던 쇼와 천황과 궁중 측근들은 해군 군비 축소 문제에 대한 가토 히로하루의 의견을 뿌리쳤으며 가토와 육군중장 아라키 사다오, 도고 헤이하치로, 오가사와라 나가나리의 방해에도 아랑곳않고 하마구치가 순양함 톤수 비율에 대해 영국, 미국과 타협을 할 수 있도록 지원했다. 다나카가 있었던 정우회는 이 일을 두고 하마구치 총리와 마키노, 스즈키, 가와이 등의 측근들을 ‘군주 주변의 간신배’라고 규탄했다.
그 후 1930년 4월 22일, 일본이 영국, 미국과 런던 해군 감축 조약을 체결하자, 정우회와 군령부 등은 반대 여론을 부추겼으며 같은 해 11월 14일에 쇼와 천황이 오카야마현에서 육군 특별 대연습을 지휘하던 사이 하마구치 총리를 극우 폭력배이자 애국사 단원인 사고야 도메오가 저격했다. 이 사건은 쇼와 천황을 중심으로 하는 궁중 세력과 정당 내각 사이의 우호 관계를 깨뜨리는 계기가 됐다. 이듬해 4월 14일, 후계자 와카쓰키 레이지로가 다시 내각을 구성했지만, 군비 축소를 둔 육군과 해군의 대립을 막기에는 역부족이었다.

## 침략 시대

### 만주 사변의 배후에 서다

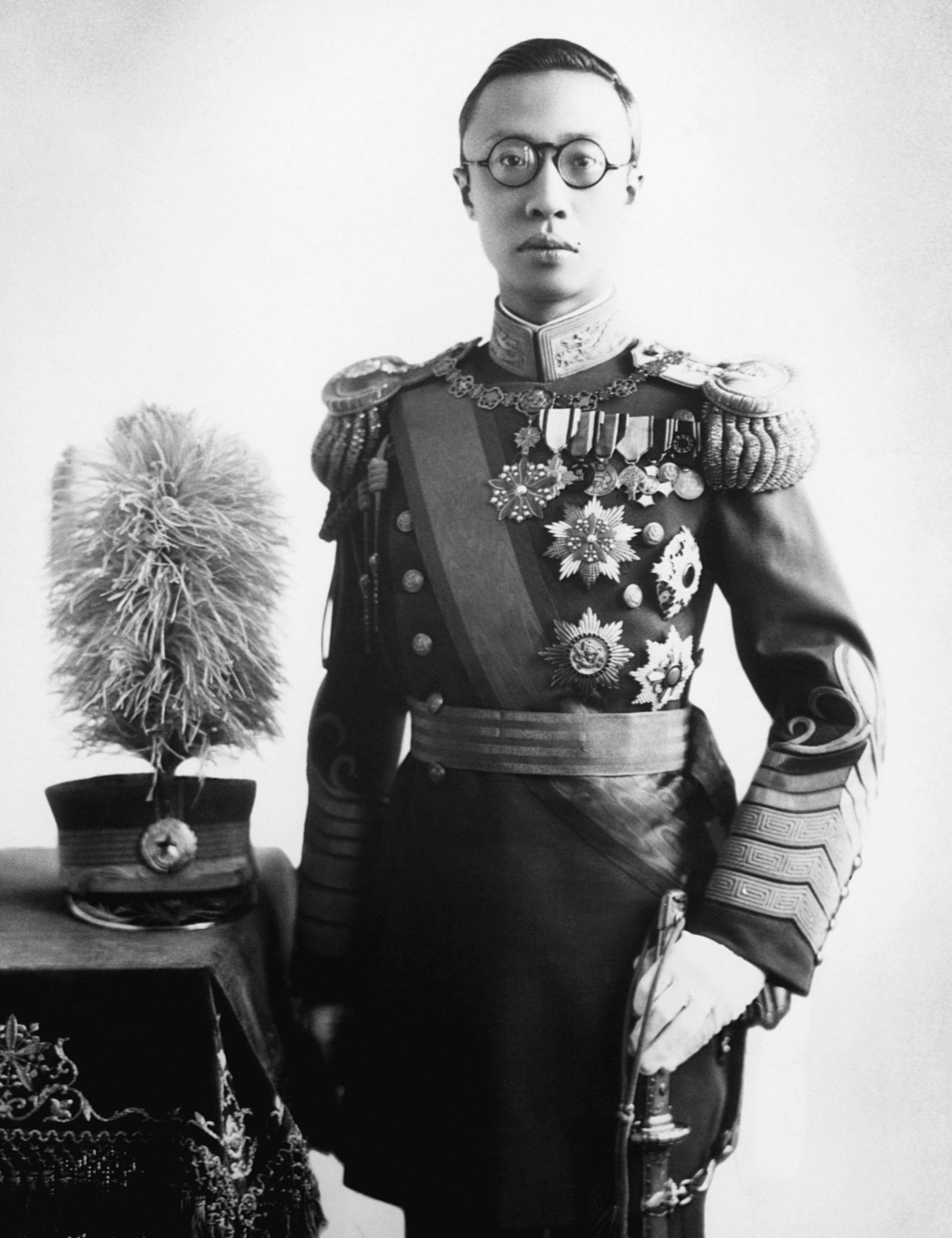
만주국의 명목 상의 군주였던 선통제 푸이

1931년 9월 18일 밤, 만주 사변이 일어났다. 쇼와 천황은 이 만주 사변을 묵인했으며 때때로 관동군의 중국 공격을 적극적으로 도왔다. 나라 다케지가 1931년 9월 22일에 쓴 일기에 따르면 쇼와 천황은 하야시의 통수권을 침해한 침략 행위를 묵인했으며, 10월 1일에는 참모총장과 관동군 사령관에게 “육군 형법을 위배했다”며 가벼운 징계만을 내리는데 그쳤다. 쇼와 천황은 10월 8일에 관동군의 진저우 공중 폭격을 재가했다. 진저우 공습은 제1차 세계 대전 종결 이후 처음으로 벌어진 도시 폭격이었다.
10월 24일, 중화민국의 호소로 열린 스위스 제네바에서 열린 국제 연맹 이사회 특별위원회는 미국 국무부 장관 헨리 스팀슨의 권고를 받아들여 일본과 중화민국에 켈로그-브리앙 조약을 발동했다. 국제 연맹은 일본군에게 11월 16일까지 만주의 점령지에서 철수하도록 하는 도의적 결의를 가결했다. 해외에서는 이 일을 계기로 일본의 만주 침략을 비판하는 여론이 높아졌으나, 반대로 일본에서는 신문, 라디오, 연예계, 제국재향군인회, 극우 단체 등이 불안 심리를 조장하면서 국민들 사이에서 관동군을 지지하고 서양과 중화민국을 비난하는 여론이 강해졌다.
11월 6일, 시데하라 기주로 외무대신은 장제스 국민정부와의 협상 계획을 파기함을 쇼와 천황에게 보고했으며 시차(熙洽)를 비롯한 남만주의 기득권층 등이 일본을 지지했다. 그 후 시데하라는 마키노 노부아키, 사이온지 긴모치, 새로이 조선 총독이 된 우가키 가즈시게에게도 이 방침에 대한 동의를 얻었다. 한편 쇼와 천황은 11월 5일에 가나야 한조 참모총장에게 위임명령권을 내려 가나야가 관동군의 작전과 용병(用兵)에 관한 것들을 결정할 수 있도록 윤허했다. 11월 23일, 시데하라는 미국의 AP 통신에 거짓 성명을 내보내, 만주 사변에 발발에 대한 책임을 져야 할 나라도, 일본군이 만주 북부의 하얼빈과 치치하얼을 점령하게 된 원인을 제공한 나라도 모두 중화민국이라고 밝혔다.
만주에서 진저우 공중 폭격이 벌어진 직후인 10월, 참모본부의 급진 인사인 하시모토 긴고로가 비밀결사 벚꽃회를 이끌고 정권 전복을 기도하는 일이 발생했다. 하시모토는 같은 해 3월에 이어 두 번째로 정권 전복을 위한 쿠데타를 일으켰지만 쇼와 천황과 군 상층부는 하시모토 일당에 대한 처벌을 요구하지 않았으며, 이들은 솜방망이 처벌만을 받고 풀려났다. 하지만 이 사건은 제국 육군 안에서 제국 육군사관학교 출신 장교들끼리 두 파벌로 갈라지는 계기가 됐다. 하나는 아라키 사다오, 마사키 진자부로, 오바타 도시시로 등을 따르는 청년 장교들이 모인 황도파(皇道派)였고, 다른 하나는 나가타 데쓰잔, 도조 히데키, 하야시 센주로 등의 고위 장교들과 그들을 따르는 청년 장교들이 모인 통제파(統制派)였다. 이 두 파벌은 모두 ‘천황 아래서’ 군사 독재를 실현하고자 하였으며, 일본의 침략 활동을 지지했지만 황도파는 쿠데타를 통해 목적을 달성하려는 급진파였고, 통제파는 암살이나 협박과 같은 수단을 거부한 것은 아니었지만 법률 등의 개정을 통해 정부를 차차 군부 위주로 개혁하자고 주장하는 등 황도파보다는 다소 온건적 성향을 띠고 있었다.
1931년 12월 23일, 관동군이 내각의 명령을 무시하고 진저우를 점령했다. 미국, 영국, 프랑스는 관동군의 진저우 점령을 9개국 조약을 위반한 행동이라 지적했지만 쇼와 천황은 이에 아랑곳 않고 이듬해인 1932년 1월 8일 관동군에게 칙어를 내려 “스스로를 지키기 위해 중국 비적과 맞서 싸워 황군의 위엄을 세계에 드높였다”며 정부의 통제를 무시한 관동군을 치하했다. 3월 9일, 관동군은 만주의 관동군 점령 지역을 떼어 괴뢰 국가인 만주국을 수립하고 청나라의 마지막 황제였던 선통제 푸이를 명목 상의 군주로 옹립했다. 육군은 황족 장로인 간인노미야 고토히토 친왕을 육군 참모총장으로 임명하였고, 해군은 런던 해군 감축 조약의 반대파들을 이끈 후시미노미야 히로야스 친왕을 군령부 총장으로 임명하여 황실과의 가까운 사이를 유지하려 했다.

### 군부의 반란에 휘말리다

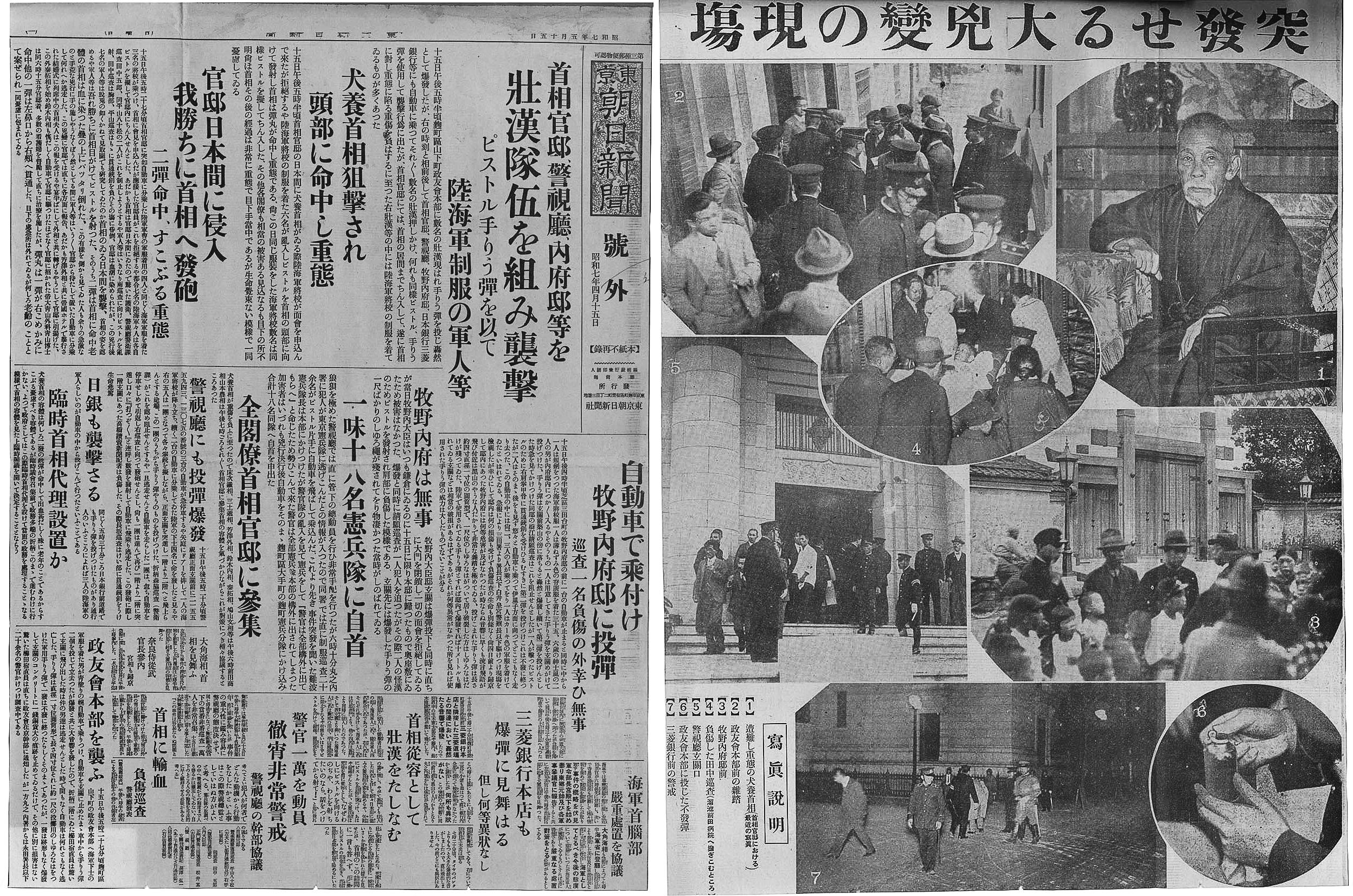
이누카이 쓰요시는 5·15 사건으로 살해되었다.

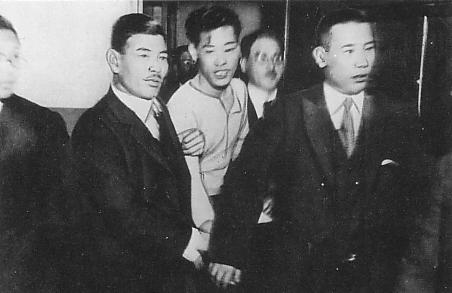
이봉창이 체포되어 끌려가는 모습.
----한국의 독립운동가로, 사쿠라다문에서 쇼와 천황을 암살하려다 미수에 그쳤다.

쇼와 천황은 같은 해 1월 8일, 도쿄 사쿠라다몬에서 한국의 독립운동가 이봉창이 던진 폭탄에 암살당할 뻔했으나 살아남았다. 이 때 개각한지 한 달도 되지 않았던 이누카이 내각은 사직하려고 했으나 쇼와 천황은 이누카이 내각의 유임을 명령했다. 쇼와 천황은 정부의 정책과 각료 인사의 연속성이 지켜지기를 바랐으며, 여러 정당으로부터 황실의 독립성을 지키기 위해서는 내각이 자주 바뀌어서는 안 된다고 판단한 것이다.
정치적으로 실패한 이누카이 내각을 향한 비판 여론은 정치적 폭력 행위로까지 번졌다. 비밀 결사단체인 혈맹단의 주도로 2월 9일에는 와카쓰키 내각의 전 대장대신 출신인 이노우에 준노스케가, 3월 5일에는 미쓰이 합명회사 이사장 단 다쿠마 남작이 암살당했다.
5월 15일에는 해군 청년 장교가 이누카이 총리를 총리 관저에서 살해했으며, 정우회 본부와 일본은행, 경시청, 내대신 마키노의 관저에 폭탄이 날아들었다. 혈맹단은 런던 해군 감축 조약을 완전히 폐기할 것을 요구하였다. 이 5·15 사건 다음 날 이누카이 내각의 남은 각료들은 총사직했으며, 쇼와 천황은 5월 25일에 이누카이의 후임으로 해군 출신의 사이토 마코토를 지명했다. 사이토는 9월 14일에 만주국을 승인하고 일만의정서에 조인하였다. 일만의정서의 내용에 따라 일본은 만주국의 국방을 책임지는 대신 만주에서의 모든 행동이 허용됐다. 사이토 내각의 주도로 일본은 1933년 2월에 국제 연맹을 탈퇴했다. 관동군은 1933년에 러허 성(熱河省)를 침공한데 이어 허베이성까지 진격했다가 쇼와 천황의 제지로 한동안 산하이관에 머무르고 있었다. 그러나 5월 7일 관동군은 다시 허베이 지방으로 진격했다.
1934년 7월, 사이토 내각을 이어 출범한 오카다 게이스케 내각은 과격파 청년 장교들의 계속되는 갈등 유발과 점령지 주민들의 계속되는 저항에 부딪쳤다. 1936년 2월 26일 육군 하급 장교 22명이 제1사단 휘하 3개 연대와 근위보병연대의 무장 병사들 1,400명을 이끌고 도쿄에서 반란을 일으켜 사이토 마코토 내대신, 다카하시 고레키요 대장대신, 와타나베 조타로 교육총감을 살해하는 2·26 사건이 일어났다. 또, 이 사건으로 경찰관 5명이 죽었으며, 스즈키 간타로 시종장이 부상을 입었다. 요코스카 진수부에 있던 진수부 사령장관 요나이 미쓰마사, 참모장 이노우에 시게요시는 도쿄 만에 함대를 집결시켰고 정부는 계엄령을 발동했다. 정부의 발빠른 수습으로 주동자들 중 한 명은 자결하고 나머지 지휘관들은 항복했으며, 병사 대부분이 부대로 돌아갔지만 계엄령은 5개월 넘게 이어졌다.
이 때, 결혼한 지 8년이 흐른 쇼와 천황과 나가코 황후 사이에서는 네 명의 딸 중 세 명이 살아남았고, 나가코가 임신 중이던 다섯째는 1932년에 유산됐다. 그 후 다시 임신한 나가코는 1933년 12월 23일, 지금의 천황이 되는 첫째 아들 아키히토를 낳았다. 쇼와 천황은 2·26 사건이 일어났을 때 지치부노미야 야스히토 친왕을 의심했으며, 반란이 이어지는 동안 아오모리의 히로사키에 있는 임지에서 온 지치부노미야를 불러 그가 반란군과 멀리하고 있었는지를 확인했다. 2·26 사건 이후 수립된 히로타 고키 내각과 하야시 센주로 내각은 육군의 허베이 침략 계획을 지지했다. 히로타 내각과 하야시 내각은 쇼와 천황을 안심시키고, 국민들의 천황에 대한 충성심을 강화하기 위한 교육을 시행했는데 1937년 5월 31일에 《국체의 본의》라는 책 20만 부를 각지 학교에 배포하고 200만 부 이상을 판매한 것이 그 예이다. 이 책에서는 “자신을 버리고 생명과 활동의 근원을 항상 천황께 바친다”는 내용을 담아 천황에 대한 일본 국민들의 충성을 강조했다.

### 침략 전쟁을 이끌다
1937년 7월 8일, 루거우차오 사건이 일어났다. 하지만 쇼와 천황은 중화민국과의 갈등보다 루거오차오 사건이 일어나기 한 주 전인 6월 30일에 아무르강의 건차자도(乾岔子島)에 요새를 건설하던 일본군이 소비에트 연방의 포함 2척을 파괴한 사건으로 인해 소비에트를 자극하는 것을 우려했다. 때문에 참모총장이었던 간인노미야 고토히토를 불러들여 대책을 묻고자 했으나 명확한 언질을 받아내지는 못했다. 결국 쇼와 천황은 “중국과의 전쟁은 두석달 만에 끝낼 수 있다”고 말한 간인노미야와 스기야마 하지메 신임 육군대신의 말만을 믿고, 고노에 내각의 허베이 파병 결정을 승인하였다. 7월 25일에 관동군과 조선군에서 보낸 증원 부대가 일본 본토에서 온 3개 사단과 합류한 뒤부터는 베이징과 톈진에서 가까운 몇몇 지역에서 작은 전투가 일어났다. 7월 27일 쇼와 천황은 전쟁을 결판내기 위하여 베이징과 톈진 지방의 중국군을 섬멸하라는 명을 내렸고, 일본군은 총공격을 개시한지 이틀만에 베이징과 톈진을 모두 점령했다.
쇼와 천황이 내린 어명으로, 일본의 군사적 행동은 중국에 있는 일본인들을 지키는 것에서 중국을 적극적으로 침략하는 것으로 변모했다. 쇼와 천황은 8월 31일부터 2주일 동안 연이어 병력 동원을 재가했으며, 9월 7일에는 상하이 전선에 3개 사단과 타이완 주둔군을 파견하는 것을 허가했다. 당시 일본 정부는 이러한 중국 침략 행위를 ‘사변’을 해결하는 것이라 부르거나, 성전(聖戰, 성스러운 전쟁)으로 미화했다. 쇼와 천황은 10월 27일에 러일 전쟁 이후 폐지된 대본영을 궁중에 다시 설치하도록 명령했다. 11월 19일에는 내각과 군을 이어주는 ‘대본영정부연락회의’가 조직됐다. 육해군의 결정 사항, 요구 사항을 다른 정부 부처의 기능 및 정책과 통합하기 위한 기구였다. 그리고 연락회의의 안건들은 쇼와 천황이 직접 참석한 어전회의에서 최종적으로 결정했다. 이 어전회의는 정부 규정에 따른 것도 아니었고, 헌법 절차와도 무관했다. 어전회의에서 쇼와 천황은 일본과 그 주변국의 운명이 엮인 결정들을 승낙했는데, 자신의 결정에 책임을 지지 않기 위해 측근들의 조언에 따라 재가만 했다.

### 난징 대학살을 묵인하다

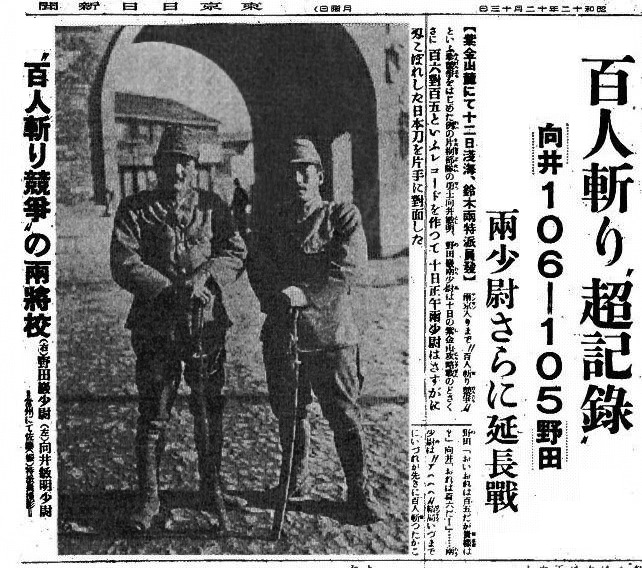
쇼와 천황은 난징에서 일본군이 자행한 범죄들을 묵인했다.

12월 14일에 난징을 점령한 뒤, 일본군은 아사카노미야의 참모장 이누마 마모루의 주도로, 비무장 상태로 아직 난징과 그 주변에서 벗어나지 못한 중국군 패잔병들을 붙잡아 소년과 성인 남자 약 17,000명 이상을 살해했으며, 17일에는 예정대로 마쓰이와 아사카노미야의 승전 기념 행진이 열렸다. 일본군은 난징 성과 그 주변 지역에서 석 달이 넘도록 살인, 강간, 약탈, 방화를 자행했으며 일본 육군 소위 두 명이 저지른 ‘중국인 100명 목 베기 시합’은 도쿄니치니치 신문에 몇 번이고 게재되기도 했다. 일본군은 난징에서 자행한 범죄 행위의 보도를 금지하고 미화하려 했으며, 통제를 강요당한 일본과 조선의 언론들은 “난징에서 많은 포로가 잡히고 중국인들의 시신이 대량으로 묻혔다”는 식의 보도만을 했을 뿐이다. 하지만 난징의 전쟁 범죄는 미국과 유럽에서 온 소수의 기자들을 중심으로 세상에 알려졌으며, 욘 라베를 비롯해 아직 난징에 남아있던 외국인들은 난징 안전지대를 구성해 약 20만 ~ 30만의 피난민들을 수용하기도 했다.
쇼와 천황을 비롯한 일본 황실과 정부는 일본군이 난징에서 자행한 전쟁 범죄에 대해 알고 있었다. 아사카노미야, 히가시쿠니노미야 나루히코, 간인노미야 등은 난징에서 일본군이 범죄를 저지를 때 군의 고위 간부였다. 스기야마 육군대신, 대본영의 장교들, 외무성 등도 알고 있었으며 전시 중 특명전권대사로 난징에 머물렀던 시게미쓰 마모루는 “난징 점령 당시의 죗값을 치르기 위해 중국에 선정을 베풀려고 노력했다”고 술회하기도 했다. 허버트 빅스는 당시 일본군의 지휘명령 계통의 정점에 서서 모든 동정을 상세히 쫓고 있었던 쇼와 또한 난징 대학살을 알고 있었을 것이며, 군 통수권자로서 군기 붕괴에 관심을 쏟을 의무를 실천하지 않았다고 비판했다. 쇼와 천황은 군에서 해임되어 도쿄로 돌아온 마쓰이에게 마쓰이의 임무 성공을 치하하는 칙서를 내렸으며 1940년에서야 돌아온 아사카노미야에게는 훈장을 내리는 식으로 난징에서의 전쟁 범죄를 묵인했다.

### 일당 독재의 시작

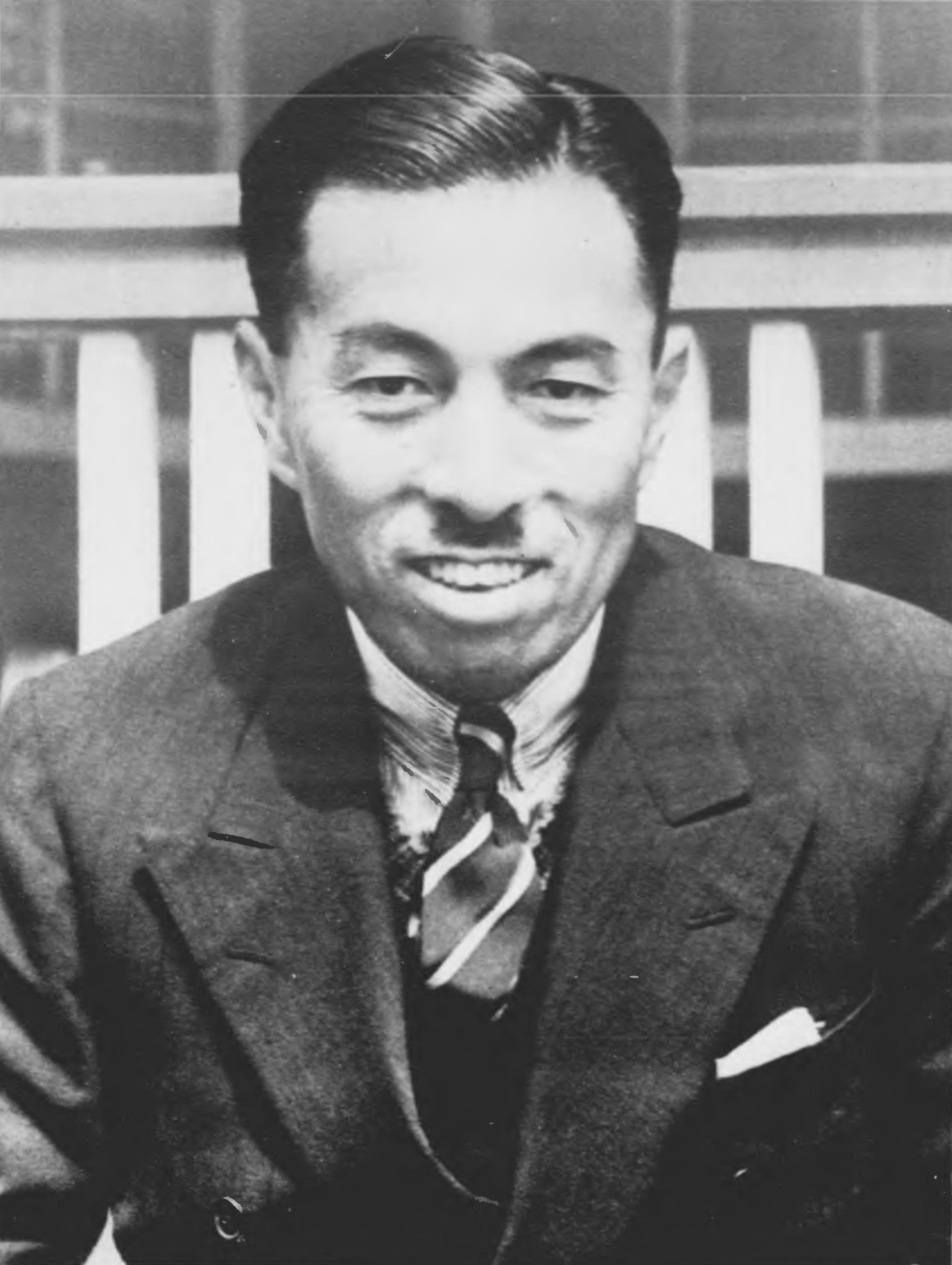
고노에 후미마로는 대정익찬회를 중심으로 한 일당 독재 체제를 수립했다.

중일 전쟁이 교착 상태에 빠졌고, 제2차 세계 대전이 한창 벌어지던 1940년 9월, 쇼와 천황은 《대륙명 제458호》를 내려 일본의 프랑스령 인도차이나 침략을 승낙했다. 그러는 한편으로 일본은 내부 식민지에 대한 탄압도 강화했는데, 1939년부터 이미 창씨개명을 시행해 조선인들에게 일본식 이름의 사용을 강요하기 시작했으며, 1940년 8월 10일에는 조선총독부 점령 지역의 조선일보, 동아일보를 모두 폐간했다. 이어 쇼와 천황은 9월 19일 어전회의에서 나치 독일 - 이탈리아 무솔리니 정권과의 추축 동맹을 재가하였으며, 9월 27일 고노에 내각이 보낸 일본 대표단이 베를린에서 나치 독일, 이탈리아와의 삼국 협약에 조인했다. 여기에는 루마니아의 이온 안토네스쿠 정권, 헝가리의 호르티 미클로시 정권도 동참했다. 협약에 따라 일본은 독일과 이탈리아의 유럽 지배를, 독일과 이탈리아는 일본의 아시아 지배를 인정했다.
9월 28일 쇼와 천황은 일본이 삼국 협약을 치렀다는 내용을 담은 조서를 국민들에게 발표하였다. 10월 4일, 제2차 고노에 내각은 교토에서 기자회견을 열어 “미국이 삼국 협약에 대항한다면 우리 삼국은 과감히 맞서 싸우겠다”는 내용을 담은 성명을 발표했다. 일본의 추축국 가담에 영국은 폐쇄하기로 했던 버마 로드를 다시 열어 장제스 정부를 적극 지원하고, 미국 루스벨트 행정부는 장제스 정부에 소규모의 차관을 제공하고 중국군의 전쟁을 지원할 것을 약속하는 것으로 대응했다. 위기를 느낀 고노에 총리는 ‘신체제 운동’을 주창하며, 군부의 힘으로 의회를 강제로 폐쇄하고 ‘대정익찬회’라 불리는 단일 정당을 통해 일당 독재 체제를 세웠다.

### 진주만 공격

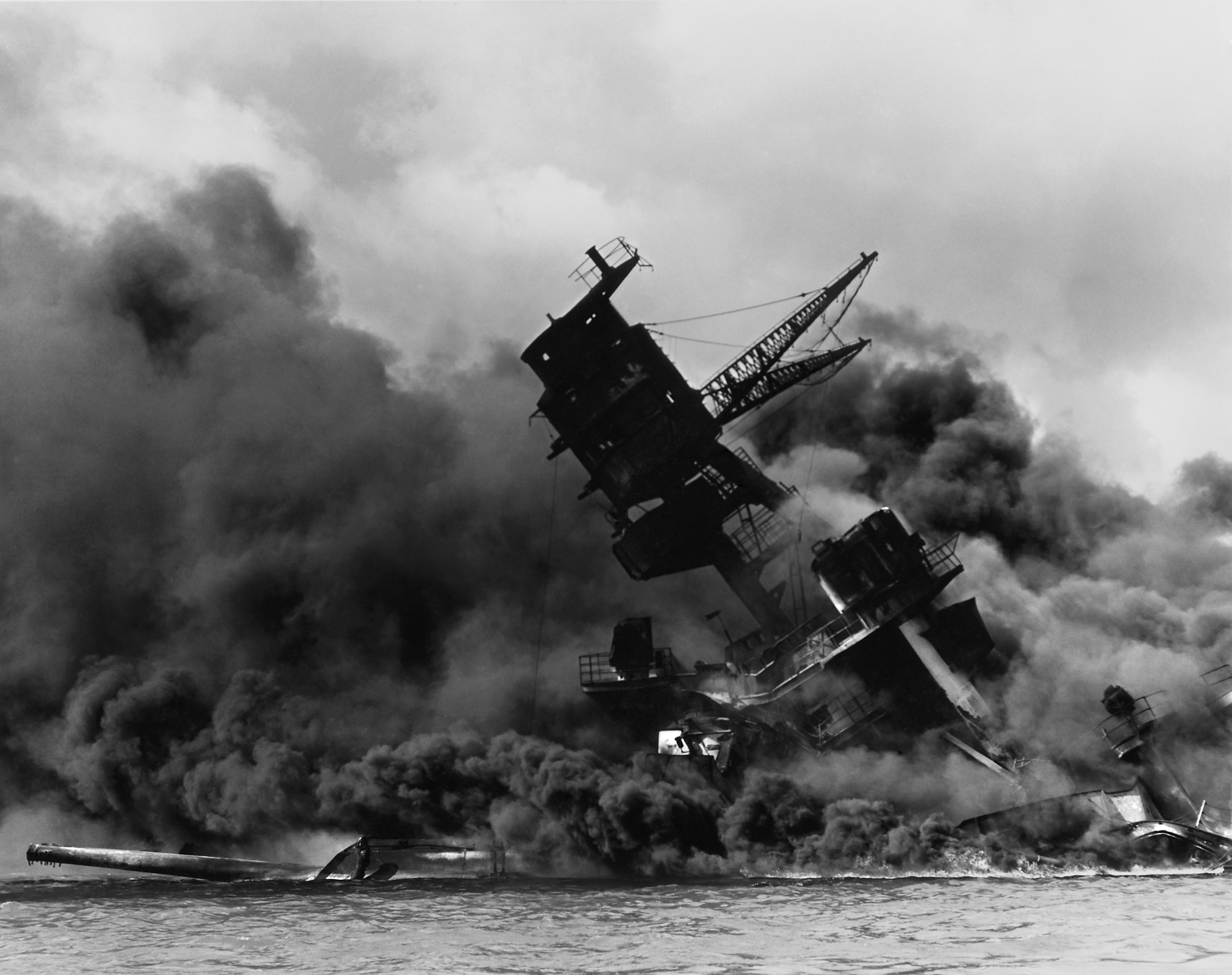
일본의 기습 공격으로 반파당한 BB-39 애리조나. 진주만 공격은 일본이 치른 양면 전쟁의 시작이었다.

1941년, 나치 독일은 바르바로사 작전을 개시하여 소련을 침공했다. 이 사이에 대본영정부연락회의의 심의 장소는 총리 관저에서 쇼와 천황이 있는 고쿄로 옮겨졌다. 연락회의의 최종 결정은 어전회의를 거쳐 공식화되기 때문에, 연락회의가 잦아지자 쇼와 천황이 참여하는 어전회의도 더 잦아지게 됐다. 쇼와 천황은 나치 독일의 소련 침공이 시작되고 얼마 지나지 않은 7월 초순에 일본과 소비에트 연방이 맺은 불가침 조약을 승인했지만 7월 2일에 소비에트 연방을 침공할 목적으로 ‘관동군 특종 연습’을 은밀히 재가해 북만주에 70만 ~ 80만에 이르는 병력을 집결시켰다가 8월 9일에 철회하는 등 결정을 계속 번복했다. 이 사이에 미국은 일본의 재미 자산을 동결하고, 8월 1일부로 석유와 가솔린의 대일본 수출 금지 조치를 내렸다. 일본은 당시 석유 수입량의 약 80%를 미국에 의존해왔기 때문에 이 조치는 전쟁을 계속하려는 일본에게 상당히 치명적이었다.
상황을 타개하기 위해 정상회담을 열려던 고노에 내각의 계획이 실패한 뒤 미국, 영국, 중화민국, 네덜란드령 인도네시아가 하나의 축을 결성해 일본을 압박했다. 군부는 이에 ‘미국과의 전쟁’을 주장하면서 고노에 내각을 압박했다. 결국 고노에 내각은 10월 16일에 총사직하고, 도조 히데키와 함께 후임으로 히가시쿠니노미야 나루히코 친왕을 천거했다. 하지만 쇼와 천황은 황실을 위험에 처하게 할 수는 없다며 이들의 천거를 각하했으며, 대신 측근 기도 고이치와 중신들의 천거를 받은 도조 히데키를 총리로 지명했다. 10월 17일에 출범한 도조 내각은 가야 오키노리를 대장대신으로, 도고 시게노리를 외무대신으로 임명했다. 이들은 도조가 주장하는 미국과의 전쟁을 반대했지만 얼마 못가 결국 도조의 주장을 받아들였다. 쇼와 천황은 도조에게 전쟁 이후를 대비해 로마 교황 비오 11세와 만나게 했으며, 11월 8일에는 진주만 공격 작전에 대한 보고를, 같은 달 15일에는 계획의 전모와 세부 사항에 대한 보고를 받았다.
한편, 미국의 헐 국무장관은 11월 26일, 노무라 기치사부로 주미대사와 구루스 사부로 특사에게 일명 ‘헐 노트’를 전달했다. 이 문서를 통해 미국은 중국의 수많은 세력들 중 장제스 국민당 정부 외에는 어떠한 정권도 지지하지 않을 것임을 밝혔으며, 일본에 “중국과 인도차이나 반도에서 육군, 해군, 경찰력 등 모든 병력을 철수하라”고 요구했다. 헐 노트를 받은 도고 시게노리는 연락회의에는 헐 노트가 ‘미국이 보내는 최후통첩’이라고 거짓으로 전달했으며, 미국과의 전쟁에 동의했다. 미국 공격에 대한 결정을 앞두고, 다카마쓰노미야는 쇼와 천황을 찾아 개전 결정을 만류하려 했지만 이에 쇼와 천황이 검토를 명령하고자 불러온 해군의 최고위 지도자 나가노 오사미와 시마다 시게타로 해군대신은 이번 전쟁에서의 목표를 달성할 수 있다면서 전쟁을 강행해야 한다고 주장했다.
1941년 12월 8일, 야마모토 이소로쿠와 나구모 주이치가 이끄는 해군이 하와이주 진주만을 폭격하였고, 이어 일본군은 루손섬 클라크 항공 기지, 싱가포르, 괌, 다바오, 웨이크섬을 공습했다. 진주만 공격을 비롯한 일본군의 대규모 공습은 선전포고 없이 벌어졌고 쇼와 천황은 진주만 공격이 일어나고 8시간 가까이 지난 일본 시간 오전 11시에야 선전 조서를 발표하였다.

### 뒤집힌 전황

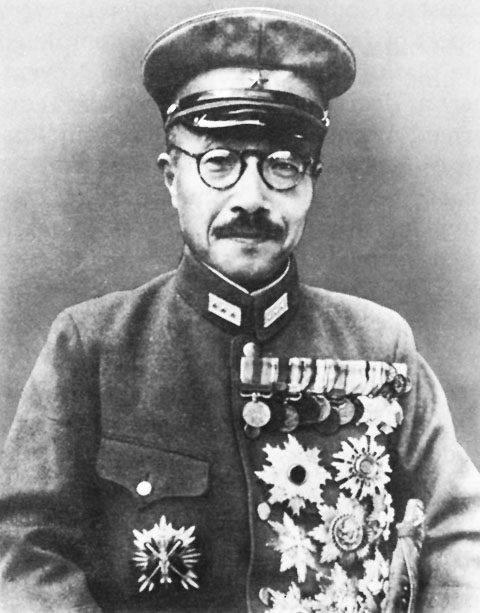
도조 히데키는 태평양 전쟁 이후 독재 내각을 이끌었다.

선제공격 이후로 일본군은 계속 영토를 늘려나갔다. 1942년 1월 29일, 쇼와 천황은 직접 《대해령 제14호》를 발령해 인도네시아 남동부의 포르투갈령 티모르섬 공격을 명했다. 마침내 해군은 2월 20일 티모르섬을, 3월 5일에는 자바섬의 중심 도시인 바타비아(지금의 자카르타)를, 그 직후 솔로몬 제도에서 가장 큰 섬인 부건빌섬까지 점령했다. 이로써 일본군은 오스트레일리아로 이어지는 미국·영국의 해상 보급로를 위협했다. 한편 육군은 서쪽으로 진군하였다. 1942년 2월 15일에 싱가포르를 점령한데 이어 3월 8일에는 양곤(랑군), 4월 28일에는 버마 로드의 기점인 라시오를, 5월 1일에는 만달레이를 점령했다. 6월에는 알류샨 열도와 가까운 키스카섬과 애투섬에도 수비대를 배치하였고, 7월에 이르러 일본 제국의 영토는 북쪽으로는 알류산 열도, 남쪽으로는 뉴기니섬, 서쪽으로는 버마(지금의 미얀마)까지 넓어졌다. 기도 고이치는 쇼와 천황이 이 기간 동안 자신을 자주 불러 “일본군이 이렇게 빠른 속도로 곳곳을 점령하다니 놀랍다”는 자신의 감상을 이야기했다고 밝혔다. 그런 반면 쇼와 천황은 일본군의 전쟁에 대해 가족들과 이야기를 나누는 것은 꺼려했는데, 1942년 4월 17일 사다코 대비가 쇼와 천황, 기도 고이치에게 진주만 기습 이후 일본군이 자행한 야만적 행위에 대해 묻자 쇼와 천황이 나서 버섯 재배에 관한 이야기로 주제를 바꾼 일도 있었다.
| “ | 이 때 천황이 보인 반응은 ‘위대한 지도자’의 모습이었다. 폐하의 자태에서 빛나는 지도자의 자질을 본 것 같았다. 대일본 제국에 대한 벅찬 감정이 전율이 되어 나의 몸을 감싸는 듯 했다. | ” |
|   | — 기도 고이치, 《기도 일기》에서. |   |

한편 필리핀 전선에서는 마닐라만과 붙어 있는 바탄 반도와 코레히도르섬에서 미국군과 필리핀군이 진지를 건설하고 계속 저항했으며, 일본군은 공격을 시작한 지 4개월이 지난 5월에서야 코레히도르 요새 점령을 끝낼 수 있었다. 약 7만 8,000명의 포로를 붙잡은 일본군은 이들을 잔혹하게 대했는데, 이를 일명 ‘바탄 죽음의 행진’이라 불렀다. 바탄 반도가 일본군 손에 들어가고 아흐레가 지난 4월 18일, 미국은 보복으로 둘리틀 특공대를 편성하여 도쿄, 요코하마, 나고야를 공습했다. 대부분의 비행기들은 중화민국 영토에 착륙했고, 일본 제국령에 불시착한 여덟 명의 승무원은 붙잡혔다. 미국의 재미 일본인을 향한 보복을 의식한 도조 내각의 반대와 쇼와 천황의 사면령으로 5명은 감형 받았지만 국제법에 저촉됨에도 3명은 사형에 처해졌다. 종전 후 극동 국제 군사 재판에서 도조 히데키가 증언한 바에 따르면, 포로들에 대한 미군의 보복을 우려한 도조 히데키는 붙잡힌 둘리틀 특공대원들의 감형을 위해 쇼와 천황에게 선처를 요청했다.
5월 초에 있었던 산호해 해전에서 일본군은 승리했지만 소형 항공모함 한 척과 조종사 104명을 잃는 큰 손해를 보았다. 이어 6월 6일에는 미드웨이섬 근해 전투에서 히류를 비롯한 대형 항공모함 4척, 중순양함 1척, 조종사 121명을 비롯한 3000명의 병력을 잃었다. 하지만 해군은 이 사실을 은폐하기 위해 연락회의에 이 미드웨이 해전의 결과를 축소해 보고했으며, 오로지 쇼와만이 정확한 보고를 받을 수 있었다. 진격을 멈춘 일본군은 1942년 8월부터 연합군의 반격을 받기에 이르렀다. 8월 7일 사보섬 해전에서 일본군은 중순양함 네 척을 파괴하는 성과를 거두지만, 코코다 트랙 전투와 과달카날 전투 등을 거치면서 전쟁 상황은 연합군에 유리하게 흐르기 시작했다.

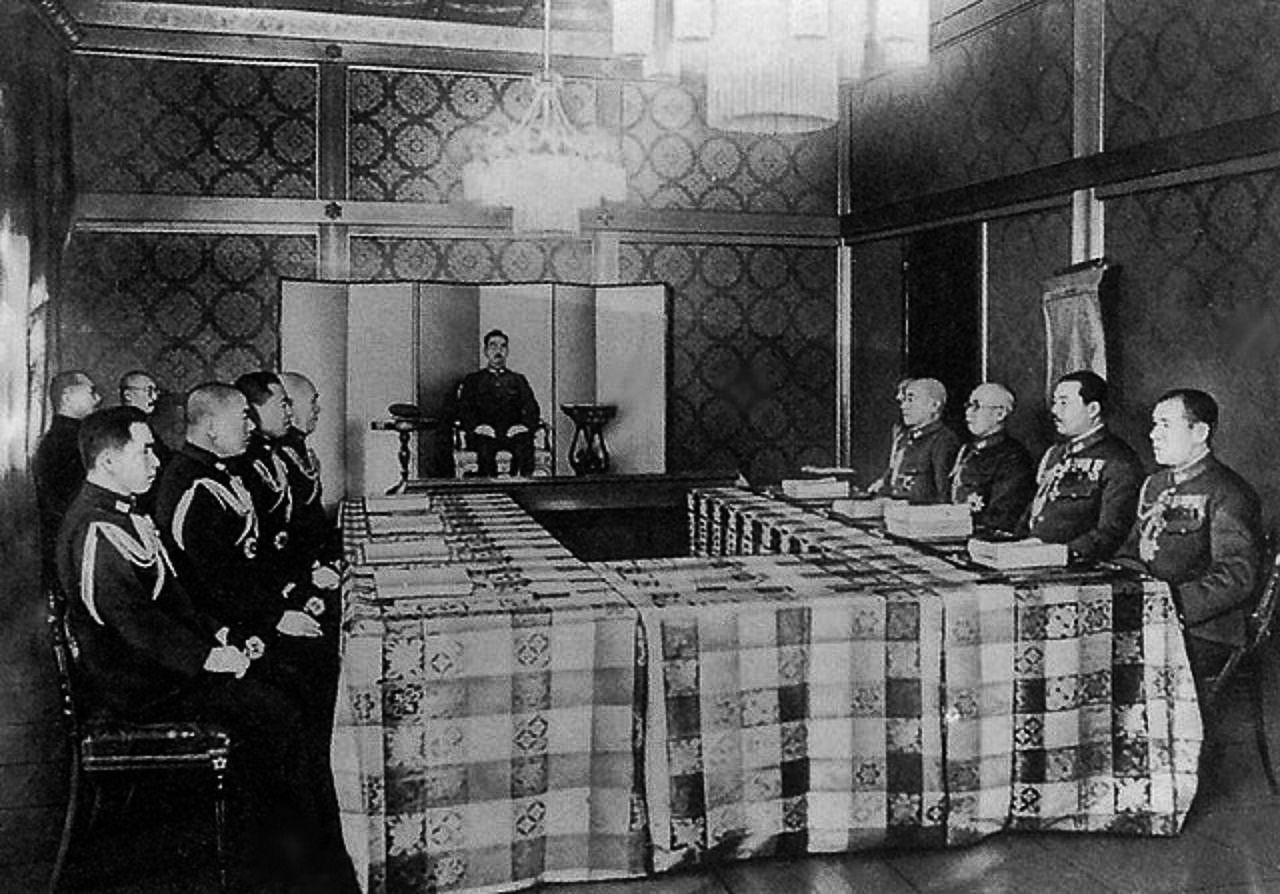
어전회의의 모습. 가운데가 쇼와 천황

쇼와 천황은 12월 31일에 열린 어전회의를 거쳐 과달카날에서 일본군의 철수를 명령했다. 일본군은 솔로몬 제도에서도 연합군의 공격으로 수세에 몰리고 있었지만 쇼와 천황과 대본영은 방어선의 축소를 반대했으며, 과달카날 탈환을 요구하며 나가노 오사미를 압박했다. 한편 일본군은 북방 전선에서도 수세에 몰리고 있었다. 1943년 5월 29일, 알류샨 열도의 애투섬의 수비대가 전멸 당했으며 8월 이후로 미국군의 솔로몬 공세로 남방 전선도 차차 무너졌다. 7월에 무솔리니 정권이 무너진 이탈리아가 9월 8일에 연합군에 항복하고, 쿠르스크 전투에서 나치 독일이 소비에트 연방에 대패하면서 일본 제국과 함께 하는 추축 세력도 약해져갔다. 일본군 선전대는 알류산 열도에서의 수비대 전멸을 “천황 폐하를 위한 자기희생과 용기의 극치”라고 미화했지만 정작 쇼와 자신은 참모총장들에게 “왜 확실한 승리를 얻지 못했느냐”며 일갈했으며 미군의 고립 전략에 특별히 주의할 것을 주문했다. 또, 야마모토 이소로쿠의 국장을 치르고 사흘이 지난 뒤 애투 군도에서의 패배를 분석하는 자리에서 쇼와 천황은 “육군과 해군이 정말로 협력하고 있는지 의심스럽다. 귀군들은 (패배 원인이) 짙은 안개 때문이라는 등 갖은 변명들만 늘어놓고 있는데 그런 문제점들은 사전에 충분히 검토했어야 되는 것 아닌가?”라며 육군과 해군의 반목과 불통을 지적했다.
이 상황에서도 육군과 해군은 일본군의 방어선인 ‘절대 국방권’(絶對國防圈)에 대한 해석을 둘러싸고 내홍을 겪었으며, 나가노 오사미를 비롯한 전방의 군대 지도부들은 전과를 과장하거나 일본에 유리한 식으로 포장해 쇼와 천황에게 거짓으로 보고했다. 이 때 도조 히데키는 총리직뿐만 아니라 육군대신, 문부대신, 상공대신까지 겸하면서 일인 독재 체제를 세웠다. 1944년까지 연거푸 전투들에서 패배한 일본은 마리아나 제도까지 방위선을 후퇴시켰고, 도조 히데키는 쇼와 천황의 동의를 얻어 스기야마 하지메를 몰아내고 참모총장 자리를 장악했으며 도조의 측근인 시마다 시게타로 해군대신은 나가노 오사미를 몰아내고 군령부 총장을 장악하였다. 쇼와 천황은 도조에게 영국령 인도 제국의 아삼주를 공격할 것을 명령했다. 도조는 아삼 공격을 위해 제15군 사령관으로 무타구치 렌야를 임명했는데 무타구치는 아삼 주로 이어지는 길목의 요충지이자, 버마 로드의 주요 거점인 임팔을 공격하는 작전을 세웠지만 악천후와 질병, 보급 실패로 7만 2,000명에 이르는 사상자를 냈으며 아웅 산이 이끄는 반파시스트 인민자유동맹의 무장 투쟁으로 오히려 버마를 상실했다.
1944년 중순, 연합군은 마리아나 제도에서 일본군의 항공모함 3척과 전투기 395대를 격파했으며 사이판, 괌, 티니안을 점령하고 B-29 폭격기의 전진 기지로 삼았으며, 태평양 전역의 제공권과 제해권을 빼앗았다. 유럽에서는 소비에트 연방의 역습이 시작됐고, 연합군이 노르망디 상륙 작전을 거쳐 프랑스를 되찾았다. 도조는 쇼와 천황에게 ‘풍선 폭탄’ 3만 개를 미국 본토로 띄워 보내자는 작전을 제안했지만 오히려 고노에 후미마로를 비롯한 궁중·중신 세력은 도조에게 사임을 압박했으며, 결국 7월 18일 도조 내각은 총사직했다. 쇼와 천황은 도조의 후임으로 조선 총독을 지내며 조선인들에게 강제 징병과 징용, 종군위안부를 강요했으며, 당시 도조의 지지를 받고 있던 고이소 구니아키를 임명했다.

### 제국의 몰락
쇼와 천황은 1944년 9월 7일에 열린 제85차 임시의회 개회식에서 칙어를 내려 전쟁을 지속하겠다는 뜻을 밝혔다.
| “ | 황국이 총력을 기울여 승리를 결정지을 계기는 바로 오늘날에 있으니, 공들은 기꺼이 백성들보다 앞장을 서서 분노를 새로이 하여 단결을 굳건이 하고 떨쳐 일어나 적국의 야욕을 분쇄함으로써 황운을 무궁히 도울지어다. | ” |

하지만 전쟁을 계속하려는 쇼와 천황의 의지와는 달리 레이테 만 해전과 이듬해인 1945년의 필리핀 탈환전에서 일본군은 잇달아 패배했다. 고이소 내각은 전쟁을 최대한 오래 끌기 위하여 조종사들을 모아 ‘가미카제’(神風)라 불리는 자살 특공대에 들어갈 것을 강요했다. 또 쇼와 천황은 도조가 제안했던 풍선 폭탄을 우메즈 요시지로 참모총장에게 10월 말까지 완성하라고 명령했고 1945년 3월까지 약 9,300개의 풍선 폭탄을 띄워 보냈지만 그 중 극소수가 북아메리카 대륙에 닿았을 뿐이었고 별다른 피해를 주지도 못했다.

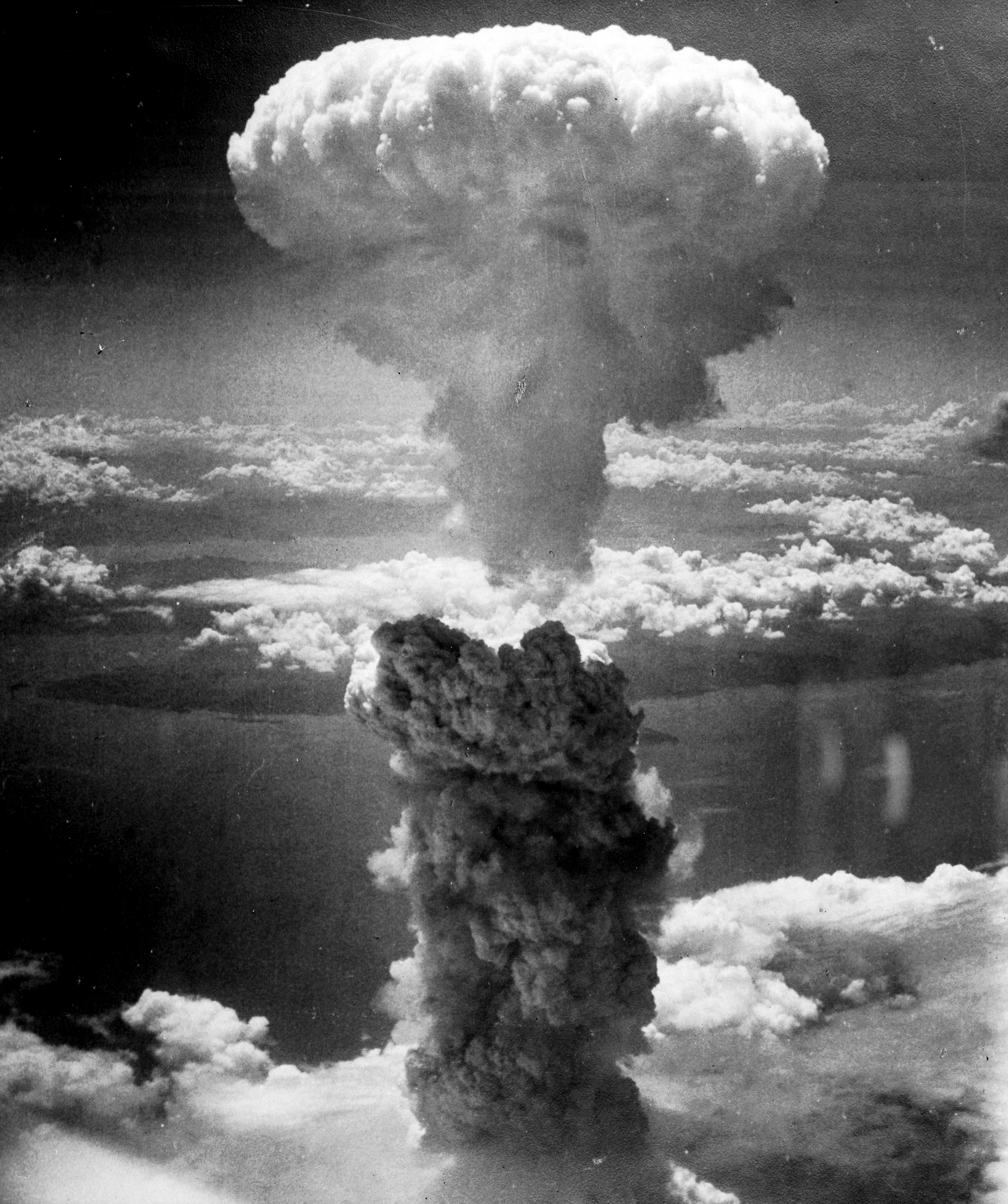
히로시마와 나가사키에 떨어진 떨어진 원자 폭탄으로 인해 수많은 일본인이 사망하였고, 일본제국은 항복하였다.

패전이 계속되던 도중인 1945년 1월 26일, 고노에 후미마로는 당시 미국이 폭격을 하지 않기로 했던 교토에 있던 다카마쓰노미야 고토히토 친왕을 찾아가 쇼와 천황이 천황 자리를 양위하고 여생은 승려로 전쟁 중에 목숨을 잃은 신민들의 영혼을 달래기 위해 기도에 정진해야 한다고 주장했다. 그러면서 고노에는 고시라카와 천황, 우다 천황 등 스스로 승려, 즉 법황이 된 앞선 천황들의 예를 들었다. 고노에가 내놓은 제안의 주요 골자는 태자 아키히토에게 양위한 뒤 어린 아키히토를 대신해 다카마쓰노미야가 섭정을 맡다는 것이었다. 그리고 나서 쇼와 천황은 교토 닌나지(仁和寺)에 들어가 ‘참회청문승’이 되어야 했다. 고노에는 닌나지의 주지였던 오카모토를 찾아 오카모토로부터 “쇼와 천황이 승려가 된다면 주지 자리를 넘겨주겠다”는 약속을 받았고, 오카모토와 함께 쇼와 천황의 새로운 법명 유닌(裕仁)을 만들었다. 그러나 다카마쓰노미야와 시종장 기도 고이치는 “연합군은 천황이 승려가 된 것을 천황 스스로가 죄의식을 느끼고 종교로 도피한 것이라고 생각할 것”이라며 강하게 반대했다. 한편 육군 강경파는 고노에와는 따로 움직였다. 후지 산 근처의 마쓰시로 지하에 본토에서 전투가 벌어지더라도 고쿄를 대신해서 쇼와 천황이 기거할 수 있는 벙커를 짓고 있었다. 2월 25일에 이미 데이메이 황후의 처소가 폭격으로 불탔고, 황태자 아키히토는 산속으로 피신한 상태였다. 쇼와 천황은 고노에의 제안도, 육군의 제안도 받아들이지 않기로 했다.
1945년 5월 아돌프 히틀러가 자살하고 나치 독일의 대통령 칼 되니츠는 서부 전선의 연합군과 만나 무조건 항복 문서에 서명했다. 미국군은 마지막 추축국인 일본의 본토에 무차별 야간 공습을 실시했다. 도쿄시와 그 주변 지역에서만 많게는 10만 명이 소이탄 폭격으로 타죽었다. 이 도쿄 대공습 이후 쇼와 천황은 소비에트 연방과의 강화 협상을 추진했으며, 고이소를 이어 새로 발족한 스즈키 간타로 내각은 ‘일억총옥쇄’의 일환으로 ‘결호 작전’을 시행했다. 이것은 가미카제 특공대뿐만 아니라 인간 어뢰, 자살 특공정, 로켓 분사 인간 폭탄 등을 동원하여 자살 공격을 강행해 미국에 저항하려는 것이었다. 미국은 일본 국민들을 동요시키기 위해 ‘쇼와 천황의 뜻’을 사칭하여 자살 공격을 강요하는 군부를 비난하는 내용의 선전물이나, 다음 공습 목표를 알리는 선전물을 뿌리기 시작했다. 7월 26일에는 미국, 영국, 소비에트 연방이 포츠담에 모여서 일본의 무조건 항복을 요구했으며, 신임 미국 대통령 해리 트루먼 은 “일본의 항복은 일본인이 말살당하거나 미국의 노예가 되는 것이 아니라는” 성명을 내며 일본의 항복을 유도하려 했다. 하지만 아나미 고레치카, 도요타 소에무 등 강경파의 강요로 스즈키 간타로 내각은 ‘포츠담 선언을 묵살한다’는 성명을 냈다.
| “ | 태양에서 나오는 힘이, 이제 태양의 여신 아마테라스 오미카미로부터 전해 내려오던 옥좌가 있는 땅 일본 전체를 일식 상태로 만들어버렸다. | ” |
|   | — 해리 트루먼, 히로시마에 원자폭탄을 투하한 뒤 발표한 성명.                                                                         |   |

그리하여 미국은 몰락 작전의 일환으로 규슈 남부 침공 작전과 원자 폭탄 사용을 추진했다. 8월 6일, ‘에놀라 게이’라는 애칭을 단 B-29 폭격기가 히로시마에 원자 폭탄을 투하해 10만 명 이상의 즉사자를 냈으며, 8월 9일에는 나가사키에도 원자 폭탄을 투하해 4만 명 이상이 죽음을 당했다. 같은 날 소비에트 연방은 일본이 포츠담 선언을 거부했다는 것을 구실로, 불가침 조약을 깨고 만주를 침공했다.
나가사키에서 원자 폭탄이 터지고 소비에트 연방이 만주를 침공하기 시작하자 스즈키 간타로 내각은 포츠담 선언 수락에 대해 논의하는 회의를 열었다. 아나미를 비롯한 군부 강경파는 천황제를 비롯한 국체(國體)의 존중, 무장 해제와 복원을 대본영이 책임지고 실시하는 것, 일본을 점령하지 않는 것, 전범자 처벌은 일본 정부에 위임한다는 것을 항복 조건으로 내걸었다. 군부 강경파는 전범 재판을 자율화하여 최대한 처벌을 면하고자 했다. 마쓰자카 히로마사 사법대신, 야스이 도지 국무대신, 오카다 다다히코 후생대신 등 일부 문관도 군부의 의견을 지지했다. 8월 12일, 쇼와 천황은 포츠담 선언을 받아들이기로 결정하고 그 뜻을 황실에 전했다.

### 포츠담 선언수락 연설
항복을 반대하던 군대는 궁성 사건을 일으키고, 아쓰기와 가스미가우라호의 비행장에서도 쿠데타를 시도했지만 모두 수포로 돌아갔으며, 오히려 쇼와로부터 지지를 잃으면서 저항 의지를 상실했다. 군대의 저항이 일단락된 후 항복 선언의 사전 작업으로 스즈키 간타로 내각은 미국과 연합군 각 정부에 포츠담 선언을 수용하겠다고 통지했다.
8월 15일 정오, 쇼와 천황이 전날에 녹음한 일명 옥음방송(玉音放送)이 라디오를 통해 퍼졌다.
히로히토의 옥음 방송

짐은 깊이 세계의 형세와 제국의 현상에 비추어보아 특단의 조치로서 시국을 수습하려고 하여,
이에 충성스럽고 선량한 그대 백성에게 고한다.
짐은 제국 정부로 하여금 미·영·중·소 4국에 대해 그 공동성명을 수락한다는 뜻을 통고하게 했다.
무릇 제국 백성의 안녕을 꾀하고 세계만방이 공영의 즐거움을 함께 하는 것은,
예로부터 황실 조상이 남긴 법도로서 짐이 삼가 신불에 바친 바이다.
앞서 미국·영국 두 나라에 선전포고를 한 까닭도,
동아시아의 안정을 간절히 바라는 것이었을 뿐으로,
다른 나라의 주권을 빼앗고 그 영토를 침범하는 것과 같은 바는 처음부터 짐의 뜻이 아니었다.
그런데 전쟁은 4년이 지나면서, 육해군 장병이 용맹히 싸우고, 문무백관이 근면히 일하고,
일억 백성이 멸사봉공하여도 국면을 호전시킬 수 있을 정도를 벗어난 지 오래되었다.
세계의 대세 또한 우리에게 이롭지 아니하였을 뿐만 아니라,
적은 새로이 잔혹한 폭탄을 사용하여 끊임없이 무고한 백성을 살상하고 참담한 피해를 입힌저,
참으로 전쟁은 예측할 수 없는 지경에 이르렀다.
거기에 일찍이 제국은 교전을 계속하였으나,
이로써 마침내 우리 민족은 멸망에 치닫게 되었을 뿐만 아니라,
나아가 인류의 문명마저 무너질 위험에 놓여 있다.
짐이 어떻게 해서든 수많은 제국의 백성들을 보호하고 황실의 신령께 사죄하며,
제국 정부로 하여금 공동 성명에 응하게 한 연유가 이와 같다.
짐은 제국과 함께 줄곧 동아시아의 해방과 공영을 위해 노력한 여러 우방들에 대해
안타까운 뜻을 보이지 않을 수 없다.
제국의 백성으로 태어나 전쟁터에서 죽고, 일하던 곳에서 죽고,
또 제 명을 살지 못하고 죽은 이들과 그 유족들을 생각하면 오장육부가 찢어지는 것 같다.
이제 부상을 당하고 재난을 당하고, 가업을 잃은 이들의 후생복지를 짐은 깊이 마음에 두는 바이다.
앞으로 제국이 받아야 할 고난은 일찍이 어림한 바보다 더 클 것이다.
그대들 백성의 충정을 짐은 잘 알고 있었지만, 짐은 이제 시운(時運)을 따르는 바,
고난을 참고 견디며 후세를 위해 평화로운 세상을 열려 한다.
짐은 국체를 지킬 수 있으며, 충성스럽고 선량한 그대 신민들의 일편단심을 신뢰하며
항상 그대 백성들과 함께 있음을 기억하라.
허나 짐에 대한 충성이 격해져 함부로 일의 발단을 번거롭게 하고, 동포를 물리치고,
시국을 어지럽게 하여 대의를 그르치고, 세계로부터 신의를 잃는 일을 짐은 가장 경계하는 바이다.
모름지기 온 나라 한 집안 자손이 서로 확실히 전하여, 하늘이 주신 땅이 불멸함을 믿고,
책임이 무겁고, 갈 길이 멀다는 것을 생각하여, 장래의 건설에 총력을 기울이고,
도의를 두텁게 하고, 지조를 공고히 하리라 선서하고 국체의 정수를 앙양하고,
세계의 흐름에 뒤쳐지지 않을 것을 기대한다.
그대들 신민은 짐의 이 뜻을 꼭 마음에 두고 지키라.

하지만 옥음방송을 녹음할 때 녹음한 판의 상태가 좋지 않았으며, 쇼와 천황이 사용한 언어는 궁정체였기 때문에 국민들에게 쇼와 천황의 뜻을 전달하기가 어려웠다. 때문에 옥음방송이 있은 뒤 아나운서 와다 노부카타가 조서 전문을 해설을 덧붙여 풀어서 읽었다. 와다는 “천황 폐하께서는 폐하의 명을 받들지 아니하고 무기를 자진해 거두어들인 백성을 나무라지 아니하시고, 오히려 ‘짐의 이 한 몸은 어찌되든 간에 더 이상 국민이 전화에 쓰러지는 것을 눈을 뜨고 볼 수 없었다’ 말씀하셨습니다. 국민에 대한 큰 자비와 사랑을 내려주신 천황 폐하의 성은을 입은 백성들 중 어느 누가 자신의 불충을 반성하지 않을 수 있겠습니까”라고 덧붙였다. 사흘 뒤인 8월 17일에는 아시아와 태평양 전역의 전장에 전투를 중지하고 무장 해제를 명하는 《육해군인에게 내리는 칙어》를 발표하였다. 이로써 일본 제국은 패전국이 됐으며, 일본 제국이 강제로 지배하고 있던 조선은 미국과 소련의 관리체제로 들어갔고 타이완은 청나라를 계승한 중화민국을 이끄는 장제스에게 반환되었으나 후에 장제스는 중국 공산당에게 중국 본토를 빼앗기고 대만섬으로 도주했다.

## 전쟁 이후의 삶

### 연합군의 진주와 민주화 개혁

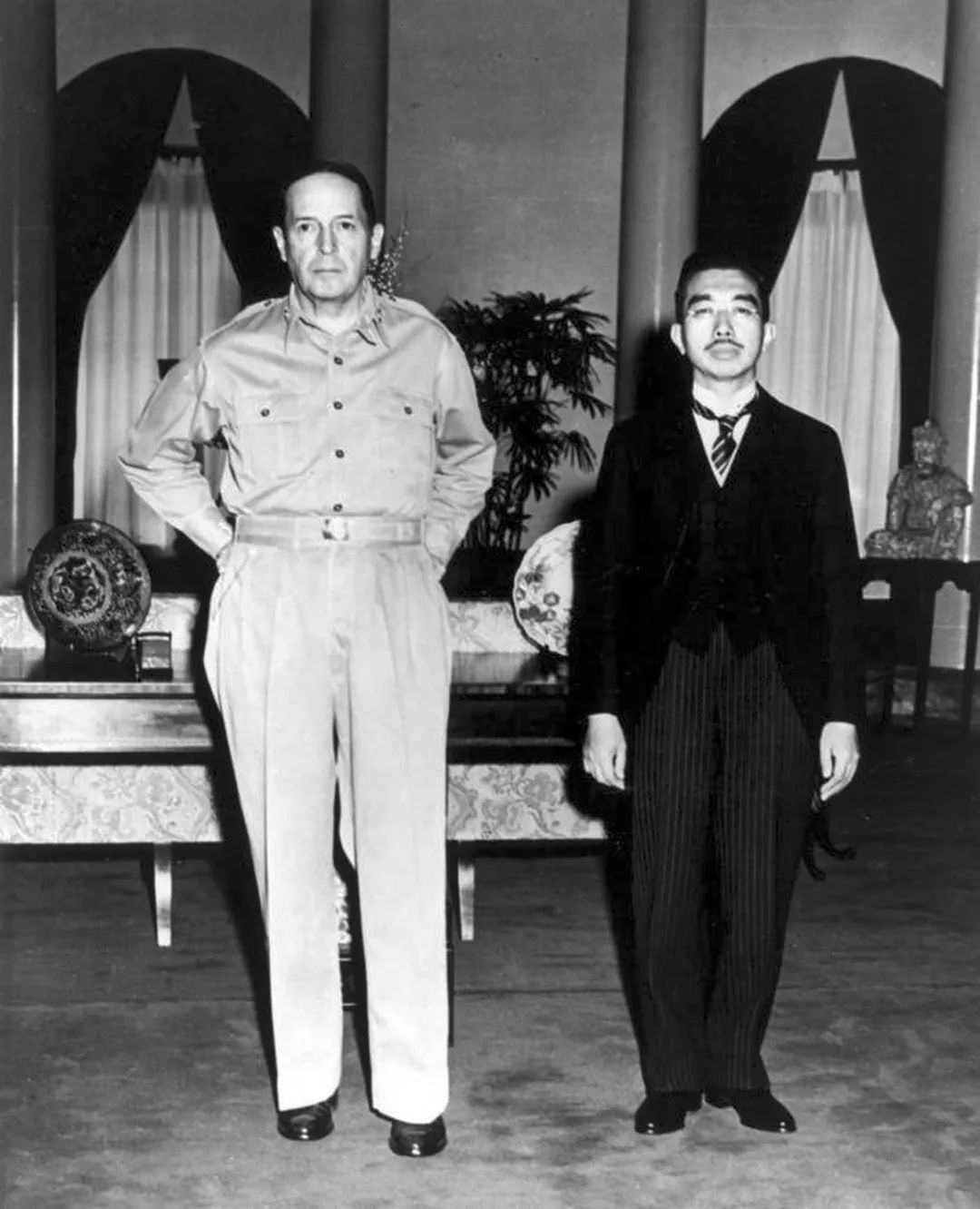
1945년 9월 27일, 더글러스 맥아더(왼쪽)와 쇼와 천황이 함께 찍은 사진. 이 사진은 일본 국민에게 굴욕감을 주어 큰 충격을 주었다.

스즈키 간타로 내각은 전쟁에 대한 책임을 지고 총사임했으며, 쇼와 천황은 8월 17일에 스즈키의 후임 총리로 세습친왕가 후시미노미야의 후손이자, 육군 대장 출신인 히가시쿠니노미야 나루히코를 임명했다. 히가시쿠니노미야는 전임 총리 고노에 후미마로를 국무대신으로, 아사히 신문사 전 부사장 오가타 다케토라를 내각서기관장으로 임명해 쇼와 천황의 행동을 정당화하고 쇼와 천황에 대한 비판을 무마코자 했다. 고노에의 조언에 따라 히가시쿠니노미야 내각은 전국 각지에서 연합군을 위한 매춘부를 모집하여 점령지에서 일본 민간인들을 상대로 일어날 폭행 행위를 예방하려 했는데 이를 위해 세워진 ‘특수위안시설협회’(RAA)는 도쿄에서만 약 1,500명의 자원 여성들을 모으게 됐다. 8월 18일, RAA는 선서문에서 자원으로 매춘에 참여한 이들을 ‘쇼와 천황의 도진 오키치’에 비유하며 “이들의 희생으로 점령군의 광란의 폭력을 막을 방파제를 쌓고, 민족의 순수한 혈통을 지켜가며, 일본 사회의 안녕에 기여하려 한다”는 뜻을 밝혔다. 한편 내무성 경보국은 8월 23일 전국 경찰에 극비 수칙을 내려보내 중신들과 천황이 내린 항복 결정에 대한 여론의 비난을 단속하도록 했다. 특히 마쓰에 소요 사건을 비롯한 대규모 반동 폭동은 보도관제에 따라 그 소식을 철저히 은폐하거나 축소했다.
1945년 8월 30일, 연합군 최고사령관에 새로 임명된 더글러스 맥아더가 요코하마시에 임시 사령부를 차렸다. 도착 사흘 뒤인 9월 2일, 시게미쓰 마모루 외상과 천황 대리인단은 도쿄 만의 미주리 호에서 항복 문서에 정식으로 조인했다. 9월 17일 맥아더는 쇼와 천황이 있는 고쿄에서 가까운 유라쿠초의 다이이치 생명 빌딩에 연합군 최고사령부(GHQ)의 청사를 설치했다. 9월 11일에는 일본인 전범 용의자들이 1차로 연합군에 붙잡혔고, 9월 18일 미국 상원에는 쇼와 천황을 전쟁 범죄자로 기소해야 한다는 내용을 담은 《합동 결의안 94호》가 제출됐다. 하지만 맥아더와 측근 보너 펠러스는 전쟁 책임을 모두 일본의 강경 군부 지도자들에게 전가하고, 쇼와 천황은 따로 떼어 상징적인 입헌군주로 두어, 쇼와로 하여금 일본 국민들을 원활하게 통치한다는 ‘블랙리스트 작전’을 계획하고 있었다. 9월 27일, 쇼와 천황은 서양식 예복 차림으로 미국 대사관에서 맥아더를 만났고 사진을 함께 찍었다. 이 사진은 9월 29일자 일본의 주요 신문에 실리게 됐는데, 맥아더가 훈장을 단 예복을 입지 않았고 천황을 향한 예의있는 자세를 보이지 않았다며 논란을 빚었다. 히가시쿠니노미야 내각은 사진자체를 엠바고에 붙이려 했지만 곧 GHQ는 히가시쿠니노미야 내각의 반대에도 불구하고 사진의 게재를 명령하였다. 이는 맥아더가 일본을 일본의 천황을 평범한 존재로 대외적으로 알리기 위해 고의적으로 연출한 사진이라 한다. GHQ와 계속 충돌하던 히가시쿠니노미야 내각은 총사직했다. 맥아더는 쇼와 천황이 히가시쿠니노미야의 후임으로 온건파이자 외무대신을 지낸 시데하라 기주로를 지명하는 것에 지지를 보냈으며, 10월 8일 시데하라 내각이 출범했다.
일장기·욱일기 사용과 기미가요 등의 국가주의적 요소를 배제한 GHQ는 10월 30일에 황실의 총자산을 공표하였다. 비록 궁내성이 대폭 수치를 축소하였다고는 하나, 이 때 쇼와 천황의 앞으로는 당시 기준으로 약 160억 엔에 이르는 자산이 있었다. 쇼와 천황을 비롯한 황실의 부가 쟁점이 됐고, 일본공산당을 중심으로 한 공산주의자들은 천황제의 폐지를 요구했다. 이제 국민들은 정부와 천황에 대하여 법의 보호 아래 자유롭게 비판할 수 있게 됐으며, 각 정당들도 활동을 재개하였다.
제국주의의 제도적 잔재를 청산한 GHQ는 일본 국민들의 의식 개조 계획에 들어갔지만 이 과정에서도 쇼와 천황을 긍정적으로 묘사하려 했다. GHQ의 민간정보교육국(Civil Information and Education Section)은 기획과장 브래들리 스미스가 쓴 《태평양 전쟁사: 진실 없는 군국주의 일본 제국의 붕괴》라는 10회에 걸친 연재 기사를 교도 통신사를 통해 일본어로 번역해 연재했다. 스미스의 글은 일본군이 난징에서 자행한 대학살을 비롯한 전쟁 범죄를 강조하면서, 동시에 쇼와 천황을 ‘온건파’로 두둔하여 맥아더의 목적을 반영하였다. 이어 GHQ는 일본방송협회(NHK) 라디오를 통해 《진상은 이렇다》라는 프로그램을 방영했다. 여기서도 “일본은 자국 방위가 아닌 침략을 목적으로 전쟁을 일으켰으며, 지도자들이 국민을 기만했다”는 내용을 선전했지만 이 방송은 오히려 국민들을 자극하여 여론의 역풍을 맞았다. 그러는 한편으로 GHQ는 전쟁 범죄자들을 검거하면서 수사 범위를 황족들로 넓혔으며, 12월 15일에는 제국의 비호를 받던 신사에 대한 지원을 중단하고, ‘국가신도’와 연관된 군국주의, 국가주의적 교육을 김지하는 ‘신도 지령’을 내렸다.

### 천황제의 운명과 새로운 일본 헌법

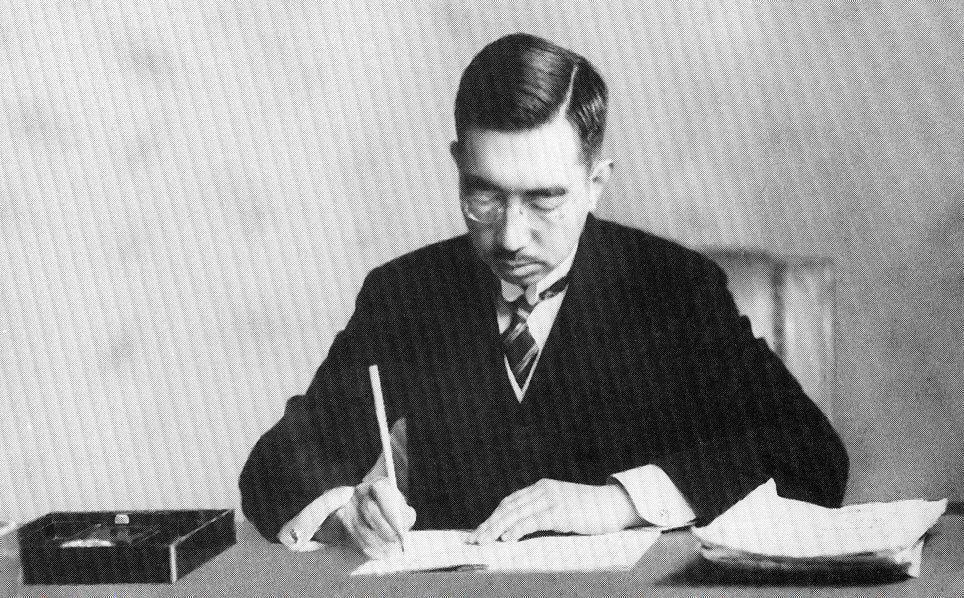
새 헌법안에 승인한 뒤, 서명하는 히로히토

1946년 1월 1일, 쇼와 천황은 ‘국운 진흥 조서’라는 이름으로 자신의 존재를 ‘살아있는 인간으로서의 신’(일본어: 現人神 아라히토가미[*])이 아님을 선언하는 인간선언을 발표했다. 뉴욕 타임스는 사설을 통해 그가 인간 선언을 발표함으로써 “일본 역사상 가장 위대한 개혁자 중 한 사람”이 됐다고 평했다. 이제 언론들은 그동안 공개가 금기시된 천황과 그 일가족들의 사생활을 대중에게 전달하기 시작했다. 하지만 언론들은 쇼와 천황을 비범한 자연과학자, 현자, 위대한 인격체, ‘국민과 함께하며, 평화를 사랑하는 문화인’ 등으로 칭송하는 것을 빠뜨리지 않았다. 지식인들도 쇼와 천황을 새로운 ‘상징 천황’으로 미화했다.
역사학자 쓰다 소키치는 교양지 《세카이》에 실린 자신의 논문에서 “역대 천황은 민주주의와 양립해왔으며, 일본에서는 유사 이래 거의 천황과 지배 계층이 권위와 권력을 나누어 가졌다”고 했다. 그러면서 쓰다는 히가시쿠니노미야나 고노에처럼 전쟁의 책임을 ‘잘못된 위정자에게 국가를 맡긴’ 국민들에게 전가했으며, “국민들은 천황을 비난할 것이 아니라 스스로 반성해야 하며, 황실을 포용하고 황실의 영구성을 위해 노력해야”한다고 덧붙였다. 뒷날 총리가 되는 요시다 시게루도 자서전에서 “모름지기 우리 일본의 역사적 관념, 전통적 정신에 따르면 황실이 우리 민족의 시조이먀 종가”라고 했다.
반면 좌파 지식인들은 이러한 기성 지식인들의 쇼와 천황에 대한 미화에 반발했다. 1946년 3월 1일에 창간된 좌파의 폭로 잡지 《신소》(真相)의 창간사에서는 “‘백성에게 의지하되 그 백성들에게는 알리지 말라’던 도쿠가와 이에야스의 봉건적 정치사상을 답습하는 천황제로부터 인민을 해방해야” 한다면서 “사실에 따라 천황제와 자본주의 기구를 철저히 해부해 인민들의 민주주의 교육에 일조코자 한다”고 밝히며 천황제를 공격했다. 이어 이들은 천황 퇴위 요구, 구마자와 히로미치의 천황 사칭 사건 등을 소재로 쇼와 천황을 빗자루로 비유해 풍자하는 만화를 올렸다.
쇼와 천황의 인간 선언이 있은 직후 트루먼 행정부는 ‘천황제를 폐지’하거나 ‘더욱 민주적인 노선에 따라 개혁’하라고 맥아더를 압박하였다. 이제 맥아더는 진주만 공격 명령에 대한 쇼와 천황의 책임 문제와 함께 쇼와 천황의 모호한 입지를 명확히 정리하라는 압박을 받고 있었다. 1946년 1월 25일, 그는 당시 미국 육군참모총장 드와이트 아이젠하워에게 보낸 전보에서 아래와 같이 밝혔다.
| “ | 쇼와 천황이 앞선 10년 동안 다양한 수준에서 일본 제국의 정치적 결정에 뚜렷이 관여했다는 명백한 증거는 전혀 없었다. 종전 때까지, 쇼와 천황의 관여는 행정상의 것에 지나지 않았으며, 측근들의 강요에 가까운 조언에 ‘기계적으로’ 응했을 뿐이라는 분명한 인상을 받았다. 또, 일본인을 통합하는 상징인 천황을 전범으로 기소한다면 틀림없이 일본인들 사이에 엄청난 혼란이 일어날 것이며 이러한 혼란 상황을 진압하려면 적어도 백만의 군대가 필요할 것이다. | ” |
|   | — 더글라스 맥아더 |   |

1946년 2월 1일, 마이니치 신문은 국무대신 마쓰모토 조지와 헌법문제조사위원회가 GHQ의 명령에 따라 새 헌법의 초안을 마련했다고 보도했다. 하지만 맥아더는 마쓰모토 초안에서 천황의 지위에 아무런 변화가 없으며, 오히려 천황의 권력 행사를 정당화하는 내용을 담고 있다고 보았고, 코트니 휘트니 장군 휘하의 GHQ 민정국(Government Section)에 2월 10일까지 새 헌법안을 작성하도록 명령했다. 민정국의 헌법 기초자들은 일본이 미국에 다시 군사적 위협을 가하는 일이 없도록 만드는 것을 목표로 한 새 헌법안에서 “천황은 현실의 정치권력에서 떨어져 나온 통합의 상징”으로 규정했으며 내각의 조언에 따라 특정한 국사 행위에 참여하는 것만 허용케 했다. 그 다음, 헌법 기초자들은 일본의 ‘전쟁 포기’를 선언하는 조항을 새로 집어넣었다.
일본국 헌법 제9조 【전쟁 포기, 전력 및 교전권 부인】

① 일본국민은 정의와 질서를 기조로 하는 국제 평화를 성실히 바라고 추구하며,
　 국제 분쟁을 해결하는 수단으로써 국권이 발동되는 전쟁과
　  무력에 의한 위협 또는 무력 행사를 영구히 포기한다.
② 전항의 목적을 달성하기 위하여 육·해·공군, 그 밖의 전력을 보유하지 않는다.
　 국가 교전권은 인정하지 않는다.

이어 헌법 기초자들은 모든 시민의 자유와 권리를 보장하는 조항을 추가하였으며 행정부 관료의 권한을 축소하고 의회의 권한을 강화하는 조항들을 넣었다.
이들은 2월 13일에 외무대신 요시다 시게루와 국무대신 마쓰모토 조지에게 전달했다. 3월 5일, 시데하라 기주로 총리는 GHQ 초안과 “천황이 헌법의 전면적 개정을 바란다”는 내용을 담은 칙서 초안을 쇼와 천황에게 전달했고, 곧 쇼와 천황은 승인했다. 이 초안은 4월부터 8월까지 아시다 히토시 위원장이 이끄는 중의원 제국헌법개정특별위원회가 수정한 뒤 쇼와 천황이 승인한지 8개월 후인 11월 3일에 ‘일본국 헌법’으로 공포돼 이듬해인 1947년 5월 3일부터 시행됐다. 새 헌법으로 쇼와 천황은 정치적인 권력을 빼앗겼으며, 같은 해에 새 헌법 기초에 따라 다시 만들어진 ‘황실전범’에도 따라야만 하게 됐다.

### 끝내 지지 않은 전쟁 책임

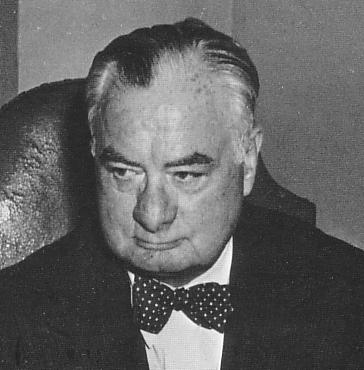
조지프 베리 키넌

GHQ는 1943년 모스크바 선언, 1945년 7월 포츠담 선언, 1945년 8월 8일 런던에서 조인된 ‘국제사법재판소 헌장’에 따라 9월 11일 전범 용의자에 대한 1차 체포·구금령을 내렸다. 히가시쿠니노미야 내각은 전범 용의자가 된 이들을 보호하기 위해 일본이 독자적인 전범 재판을 열어야 한다고 주장했지만 GHQ는 이를 거절했다.
9월 22일, 맥아더의 심리전 담당 참모였던 보너 펠러스는 GHQ가 검거한 일본 제국의 전쟁 지도자들 중 40명을 따로 뽑은 뒤, 1946년 3월 6일까지 5달 보름동안 스가모 형무소에서 그들을 만나 이야기를 들었다. 펠러스의 심문을 받은 전쟁 지도자들은 쇼와 천황이 기소되지 않도록 쇼와 천황에게 유리한 증언을 하기로 입을 맞췄다. 개인 심문을 마친 1946년 3월 6일, 펠러스는 GHQ가 있는 다이이치 생명 빌딩의 집무실로 요나이 미쓰마사와 통역관을 불러 연합국 중 소비에트 연방을 위시한 몇몇 국가가 쇼와 천황의 처벌을 원하고 있다는 것을 전했다. 1945년 12월 6일에서 7일 사이, 미국인 수석검사 조지프 베리 키넌과 직원들이 도쿄에 국제검찰국을 설치하였으며, 이어 11개국의 재판관과 검사들이 모일 극동 국제 군사 재판소의 설치도 추진했다. 쇼와 천황의 측근들은 쇼와 천황이 재판에 서는 일이 없도록 하기 위해 여러 차례 고위 관료들과 비밀 모임을 가졌는데 이들은 변호인단을 차려 군부의 ‘단독 책임’을 강종하고, 쇼와 천황에게 책임을 물을 만한 어떤 꼬투리도 허용하지 않기로 했다.
1946년 3월 18일, GHQ 연락 담당관 데라사키 히데나리는 맥아더가 보낸 질문서를 쇼와 천황에게 전달했다. 쇼와 천황은 답변을 구술하는 자리에서 캘리포니아주의 아시아인 이민 거부 정책, 오스트레일리아의 백호주의가 “일본국민을 분개하게 하기에 충분했으며”, “제1차 세계 대전 후에 열린 파리 강화 회의에서 일본 대표가 주장한 인종 평등에 관한 호소를 열강들은 받아들이지 않았다”며 태평양 전쟁의 배경으로 인종적 긴장을 이야기했다. 그 후, 쇼와 천황은 관동군이 저지른 장쭤린 폭살 사건, 다나카 기이치 내각 총사직, 런던 해군 군축 회의, 만주사변과 상해 사변에 대해서 이야기했다. 그리고 1936년 2·26 사건, 자신이 재가한 “육해군 대신을 현역 장교에 한해 임명하기로 하는 규정”, “중국에 대한 평화협상과 추축국 삼국동맹”에 대해서도 증언했다. 쇼와 천황과 데라사키의 두 번째 만남에서 데라사키는 맥아더가 이미 1946년 1월에 쇼와 천황의 전쟁 범죄 혐의를 씻어낼 비밀 전문을 워싱턴에 보냈음을 전했다. 그 날 쇼와 천황은 아베 노부유키·요나이 미쓰마사 내각의 실각 원인과 추축국 삼국동맹, 도조 히데키에 얽힌 문제, 진주만 공격 계획까지, 측근들이 앞서 제기했던 7가지 질문에 대답했다.
이틀 뒤에 열린 세 번째 자리에서 쇼와 천황은 도조 독재 내각의 성립과 도조의 개전 방지 노력, 쇼와 자신이 내린 개전 조서, 제국 육군과 해군의 반목 등에 대해 자세히 증언했다. 이 때 쇼와 천황은 도조를 “남을 잘 헤아리는 인물”이라며 치켜세우면서 도조의 독재에 대해서는 “(도조가) 유사시에 여러 관직을 차지해 지나치게 바쁜 나머지 도조의 마음이 아랫사람에게 전달되지 않았기 때문”이며, “헌병을 지나치게 앞세웠기 때문”이라며 두둔했다. 또한 쇼와 천황은 자신이 도조의 해임을 반대했다고 인정했다. “(도조가) 이전부터 대동아 각지의 사람들과 접촉해왔기 때문에 도조를 무시하고 내각을 무너뜨리면 대동아 각지에서 혼란이 빚어질 것”을 우려했다고 말했다. 데라사키와 쇼와 천황은 이후에도 여러 차례 만났다. 데라사키와 만난 뒤 쇼와 천황은 데라사키를 통역으로 대동하여 4월 23일에 맥아더와 만나기로 하였으나 그 전날인 22일에 시데하라 내각이 갑작스럽게 총사직했기 때문에 데라사키는 펠러스에게 회담 연기를 요청했다. 대신 데라사키는 쇼와 천황의 구술 기록에서 중요한 부분을 영어로 번역해 펠러스에게 전달했다. 이 요약문에서는 중일 전쟁에서 쇼와 천황이 수행한 역할을 완전히 생략하여 쇼와 천황을 ‘무력한 존재’로 묘사했다.
국제검찰국(IPS)의 집행위원회는 극동 국제 군사 재판소를 구성하는 각 나라에서 보낸 ‘참여검사’가 모인 곳이었다. 조지프 키낸이 우두머리를 맡았고, 미국과 영국의 법무관 직원들이 돕는 가운데 IPS는 용의자를 심문하고 ‘평화에 대한 죄’로 기소할 용의자를 선정하는 작업에 집중했다. 미국 검찰진이 작성한 이른바 ‘A급 전범’ 용의자 명단에는 30명이, 영국 검찰진이 작성한 명단에는 11명이 올랐는데 쇼와 천황은 양쪽 명단에 모두 들지 않았다. 그러나 오스트레일리아가 제시한, 기소 가능한 ‘100인의 잠정 명단’에는 평화에 대한 죄뿐만 아니라 “인도(人道)를 거스른 죄”(Crimes against humanity)에 대한 용의자로 쇼와 천황이 들어가 있었다. 또 오스트레일리아는 쇼와 천황의 혐의를 뒷받침하는 상세한 보고서를 제출하였는데 이 보고서에서 오스트레일리아 측은 “쇼와 천황이 어느 때에도 일본의 침략 행위에 대해 강요를 받아 승낙 문서를 쓴 바가 없다”고 강조했으며, “자신이 옳다고 생각하지 않는 것을 승낙했기에” 쇼와 천황의 죄질이 더 나쁜 것이라고 설의 형식으로 덧붙였다. 하지만 쇼와 천황은 결국 기소를 당하지 않았다.

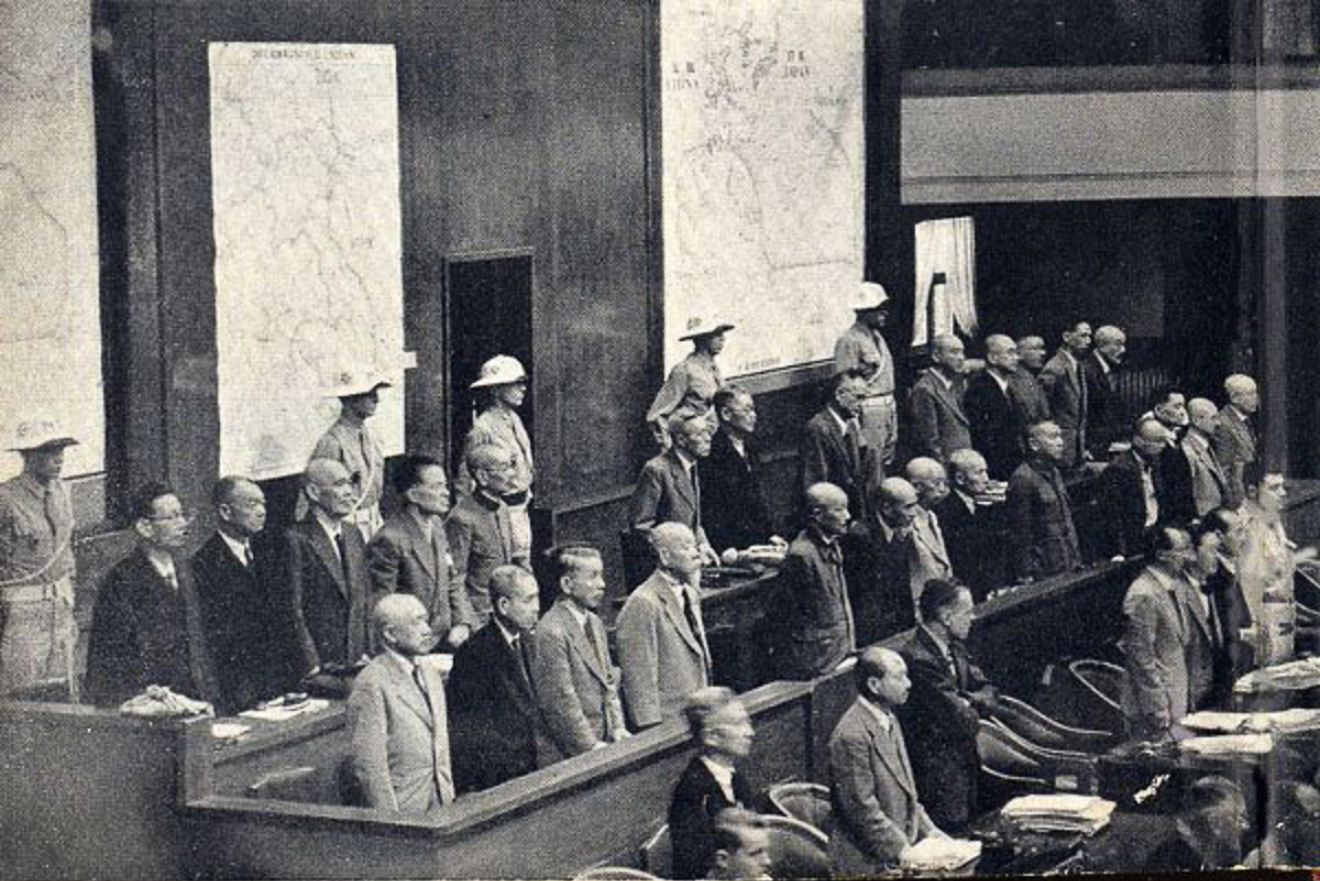
극동 국제 군사 재판의 모습. 침략 전쟁을 주도한 고위 장군들과 관료들은 모두 재판을 받았지만 쇼와 천황은 재판을 받지 않았다.

극동 국제 군사 재판, 속칭 ‘도쿄 재판’에 참여한 연합국은 저마다 이해관계에 따라 움직였다. 반공주의자였던 장제스와 국민당 정부는 마오쩌둥의 중국 공산당과의 싸움에 집중하기 위해 쇼와 천황을 기소하지 않기로 하였으며, 도쿄 재판에도 재판관으로 메이루아오, 검사로 샹저준, 비서 두 명 등 네 명만을 보냈다. 필리핀은 전쟁 기간에 100만 명이 넘는 민간인을 잃는 피해를 입었으며, 쇼와 천황에게 전쟁 책임이 있다고 주장했다. 필리핀 정부는 도쿄 재판의 재판관으로 바탄 죽음의 행진을 경험한 델핀 하라니야(Delfin Jaranilla)를 천거했으며, 참여검사로 페드로 로페스(Pedro Lopez)를 임명했다. 로페스는 도쿄 재판에서 필리핀 관계 사건을 다룰 때, 일본군이 필리핀의 민간인, 미군과 필리핀군 포로에게 자행한 잔학 행위 144건을 발표해 배상 청구의 근거로 삼았다. 하지만 이들은 쇼와 천황이 기소 명단에서 제외된 것을 문제삼지는 않았다. 인도는 캘커타 고등법원의 판사를 지낸 라다비노드 팔을 보냈는데, 팔은 추축국을 이용해 독립 운동을 꾀하던 찬드라 보스를 지지하는 인물들 중 한 명이었다. 팔은 일본식 제국주의를 적극 옹호했기 때문에 재판 자체를 반대했다. 팔은 ‘공명정대한 재판 운영을 다짐하는 공동 선언문’에도 홀로 서명을 거부했으며 피고인들에게 예의를 표하기도 했다. 팔은 이처럼 일본에 대해 우호적인 생각을 갖고 있었으나, “일본은 무조건 옳다”고 주장한 것은 아니었다.
재판은 1946년 5월 3일, 도쿄 고쿄에서 가까운 이치가야(市ヶ谷)의 구 육군성 건물을 개수한 강당에서 열렸다. 알파벳에 따라 아라키 사다오부터 차례로 불려나온 피고인들은 모든 혐의에 대해 이구동성으로 무죄를 주장했다. 검찰진은 6월 4일 키낸의 초두진수를 시작으로 거의 8달 동안에 걸쳐 각 국면의 공소를 제기했다. 이어 검사들은 미국과 일본의 외교 정책에 관한 자료로서 각종 조약과 협정, 기타 문서를 제시했으며 증인 109명을 소환해 구두로 증언케 하고 561명의 서면 증언을 받아 모두 법정에 제출했다.
6월 13일, 오스트레일리아의 참여검사 앨런 맨스필드(Alan Mansfield)는 일본도 가맹했던 헤이그 조약의 다양한 내용과 일본의 정치·관료 체제를 명백히 밝히는 문서를 법정에 제출하였다. 일본인 증인으로 출석한 시데하라 기주로, 와카쓰키 레이지로 등 전임 총리들은 육군의 사실상의 독립과 ‘경찰국가’ 체제 등을 이야기하며 “천황과는 관련이 없는 군국주의자들이 사건을 벌이고 역대 내각의 권위에 도전”했다고 주장했다. 재판은 여름을 대비해 냉방 시설을 갖추기 위해 잠시 휴정에 들어갔다가 6월 27일에 재개됐다. 검찰진은 2·26 사건으로 죽음을 당한 이누카이 쓰요시의 아들인 이누카이 다케루를 증인으로 불렀다. 다케루는 “아버지 쓰요시가 쇼와 천황을 알현해 만주에서 군대를 철수할 수 있도록 칙령을 내려달라고 요청했는데 받아들여지지 않았다”고 증언했는데 기도 고이치와 도고 시게노리의 변호인 호즈미 시게타카는 이누카이 다케루의 증언이 “천황 폐하께 만주사변 확대의 책임이 있다는 의미”로 받아들여질 수 있다고 말했다. 의도치 않게 쇼와 천황에게 책임이 있다고 말하게 된 것에 대해 당황한 이누카이는 다음 날 증언에서 전날의 증언을 “조선군과 철도수비대를 제자리로 철수시키게 해달라는 것”이었다고 축소했다.
1947년 12월 26일, 증인석에 선 도조 히데키는 “천황에게는 책임이 없다”면서 “일본의 정치는 메이지 헌법 체제를 끝까지 준수했다”며 일본 정부와 쇼와 천황을 두둔하고 나섰다. 하지만 기도 고이치의 변호인인 윌리엄 로건이 도조 히데키를 심문하는 과정에서 도조 히데키는 로건의 “평화를 바라는 천황의 의사에 반해 기도 고이치가 어떠한 행동을 취한 적이 있는가”라는 질문에 “그런 적은 없다. 대일본 제국의 신민이 천황 폐하의 의사를 거역한다는 것은 있을 수 없는 일이다. 하물며 제국의 고관이라면 더욱 그러하다”라는 증언을 하면서 여태껏 변호인들과 GHQ, 일본 정부가 계획해온 ‘천황에게 책임을 지우지 않는 것’을 뒤엎게 됐다. 바로 다음인 1948년 1월 6일에 증인석에 섰을 때 도조는 이 증언을 번복하려 했다.
1948년 11월 12일, 재판장 윌리엄 웹(오스트레일리아 소속)은 다수파의 의견만을 반영한 판결에 따라 주요 전범 25명에게 전원 유죄 평결을 내렸다. 이 중 도조 히데키와 이타가키 세이시로, 기무라 헤이타로, 도이하라 겐지, 마쓰이 이와네, 무토 아키라 등 다섯 장군에게는 사형 선고를 내렸으며, 문관 출신인 전 총리 히로타 고키에게도 사형 선고를 내렸다. 변호인단은 이 선고를 무마하기 위해 미국 연방대법원에 소원을 냈지만 연방대법원은 심리 전날에 극동위원회가 극동 국제 군사 재판소는 ‘국제적인 권위 하에 임명된 것’이라는 성명을 낸 것을 반영해 “연방대법원은 극동 국제 군사 재판소의 판결을 파기할 권한이 없다”며 재판소의 결정을 인정했다. 사형당한 피고인들의 시신은 화장되고, 유골은 바다에 뿌려졌다. 한 시종은 도조 히데키가 사형 당했을 때 쇼와 천황이 방에서 눈물을 흘렸다고 전했다. 한편, 재판장 웹은 전 내대신 기도 고이치, 전 총리 히라누마 기이치로 등 16명에게 종신형을, 전 총리 도고 시게노리에게는 금고 20년형을, 판사진이 개전의 주요 책임자로 판단하지 않았던 시게미쓰 마모루에게는 금고 7년형을 내렸다. 하지만 쇼와 천황에게는 아무런 형도 내려지지 않았다.
판결 후 웹은 쇼와 천황의 면책에 대해 쇼와 천황이 ‘강요를 당했다는 것’을 부인하면서, “어떠한 통치자도 침략 전쟁 개시라는 범죄를 저지르고서, ‘그렇게 하지 않으면 목숨이 위태로웠기 때문’이라며 당당히 면죄를 주장할 수는 없다”고 단언해 쇼와 천황을 감싸는 이들을 공격했다. 프랑스의 앙리 베르나르(Henri Bernard) 판사도 쇼와 천황의 면책에 불만을 표했다. 베르나르는 “비록 (쇼와 천황을 비롯한) 선전 포고의 주요 장본인들은 모두 책임에서 풀려났지만, 출두한 피고인들은 어떤 경우에도 모두 (쇼와 천황을 비롯한) 주요 장본인들과 공범으로 생각할 수밖에 없다”고 말했다. 네덜란드의 베르트 뢸링 판사는 쇼와 천황의 면책에 대해 이의를 제기하지 않았으며, 오히려 ‘침략’이라는 개념을 국제법상의 범죄로 규정하는 것을 거부하고 피고인 중 기도 고이치, 도고 시게노리 등 다섯 명의 무죄를 주장했다. 인도의 라다비노드 팔 판사는 8월 초순에 반대 의견을 모두 써 웹에게 냈지만 웹은 선고 당일인 11월 12일에 “팔 판사가 반대 의견을 냈다”는 사실만 공표했다.

### 상징적 군주가 되다
쇼와 천황은 점령기와 도쿄 재판이 진행되던 때 민심 수습을 위해 전국 각지를 행차했다. 오가네 마스지로, 가토 스스무 등 궁내성(지금의 궁내청) 관료들은 쇼와 천황의 행차가 메이지 천황의 권위적인 대순행을 선례로 한 것이라고 했지만 반면 쇼와 본인은 행차의 목적이 “고통 받는 국민을 위로하고 복구 노력을 격려하는” 치유라고 밝혔다.
1947년, 문부성이 민주주의 교육 교본인 《새 헌법 이야기》에서 쇼와 천황에게 극존칭어를 사용한 것을 시작으로, 일본의 대중매체들은 천황 관련 소식을 전할 때 극존칭어를 사용하기로 합의했다. 그러는 한편으로 쇼와 천황은 새 일본국 헌법 제정 이후에도 정치에 간섭을 시도했는데 일본사회당의 가타야마 데쓰가 새 내각을 조직하자 가타야마를 ‘유약하다’고 비판했으며, 가타야마 총리에게 교토 어소에서 자신에게 공식 보고를 올릴 것을 요구했다. 또 아시다 히토시 외무상 등을 통해 미국의 오키나와의 반환에 대해서도 관심을 가져, 9월 20일에 맥아더를 찾아 미군이 오키나와를 99년간 점유하는 것은 어떻겠냐고 제의했다.
쇼와 천황이 니가타현 나가오카시를 찾은 1947년 10월 10일, 조지프 키낸 수석검사는 천황과 재벌계에게 전쟁 책임이 없다는 성명을 내 쇼와 천황이 기소되지 않았음을 공식적으로 천명했다. 이로서 쇼와 천황은 법적인 책임 요구에서는 자유로워졌다. 하지만 갈수록 행차의 규모가 커지자 GHQ는 “지방행정기관과 사기업이 막대한 경비를 부담하고 있다”며 쇼와 천황의 행차 일정을 “호화로운 유세”라고 비난했다. 곧 GHQ는 1948년 1월 12일 민정국을 통해 공공 자금을 남용하고 부당한 과세를 강요하는 행차를 중단하도록 명령했다. 하지만 이 행차는 1949년에 재개돼 1951년 말까지 계속 이어졌다. 이 사이 한국 전쟁이 일어났고, 맥아더는 인천 상륙 작전으로 전세를 역전시켰지만 만주 공격 문제로 경질당하면서 매슈 리지웨이가 새로 GHQ 사령관이 됐다.
한국 전쟁을 계기로 요시다 시게루 내각은 ‘스탈린주의자들과의 전쟁’을 빌미로 좌익을 탄압했으며 평화주의 운동과 천황 비판 또한 엄격히 통제했다. 좌익 단체의 풍자잡지 《신소》는 나가사키현 사세보시의 한 청년이 ‘쇼와 천황의 사생아’라고 주장한 기사를 전했는데 요시다 총리는 쇼와 천황을 대신해 이들을 모두 고발했다. 이와 같은 일본 정부의 탄압에도 불구하고, 쇼와 천황은 평화주의 시위에서 자신의 권위에 대한 평화주의자들의 도전에 직면했다. 요시다 내각이 1951년 9월 8일에 샌프란시스코 강화조약과 미일 안보 조약에 조인한 뒤 같은 해 10월에 쇼와 천황은 교토 지역을 행차하던 중 교토 대학을 찾았다. 교토 대학에서는 요시다 내각이 조인한 두 조약을 반대하는 시위를 열고 있었다. 시위에 참여한 학생들은 “인간선언을 한” 천황에게 ‘공개 질의서’를 냈는데 그 내용은 “우리는 일본이 단독 강화와 재무장을 하려는 과정에서, (쇼와) 당신이 예전과 같은 전쟁 이데올로기의 지주 구실을 하고 있다고 본다”는 것이었다. 쇼와 천황이 교토 대학에 도착했을 때 2,000여명의 학생들은 천황을 칭송하는 기미가요 대신 《평화의 노래》를 불렀고, 신문은 이것을 ‘불경한 행동’이라고 맹비난했다. 이 항의 집회를 주도한 8명은 제적을 당했으며 시위에 참여한 학생들은 ‘멍청한 빨갱이’라는 비난에 시달렸다. 하지만 쇼와 천황에 대한 반감이나 무관심을 보이면서 학생들의 평화주의적 시위를 옹호하는 사람들도 많았다.

### 일본의 독립과 복고 운동

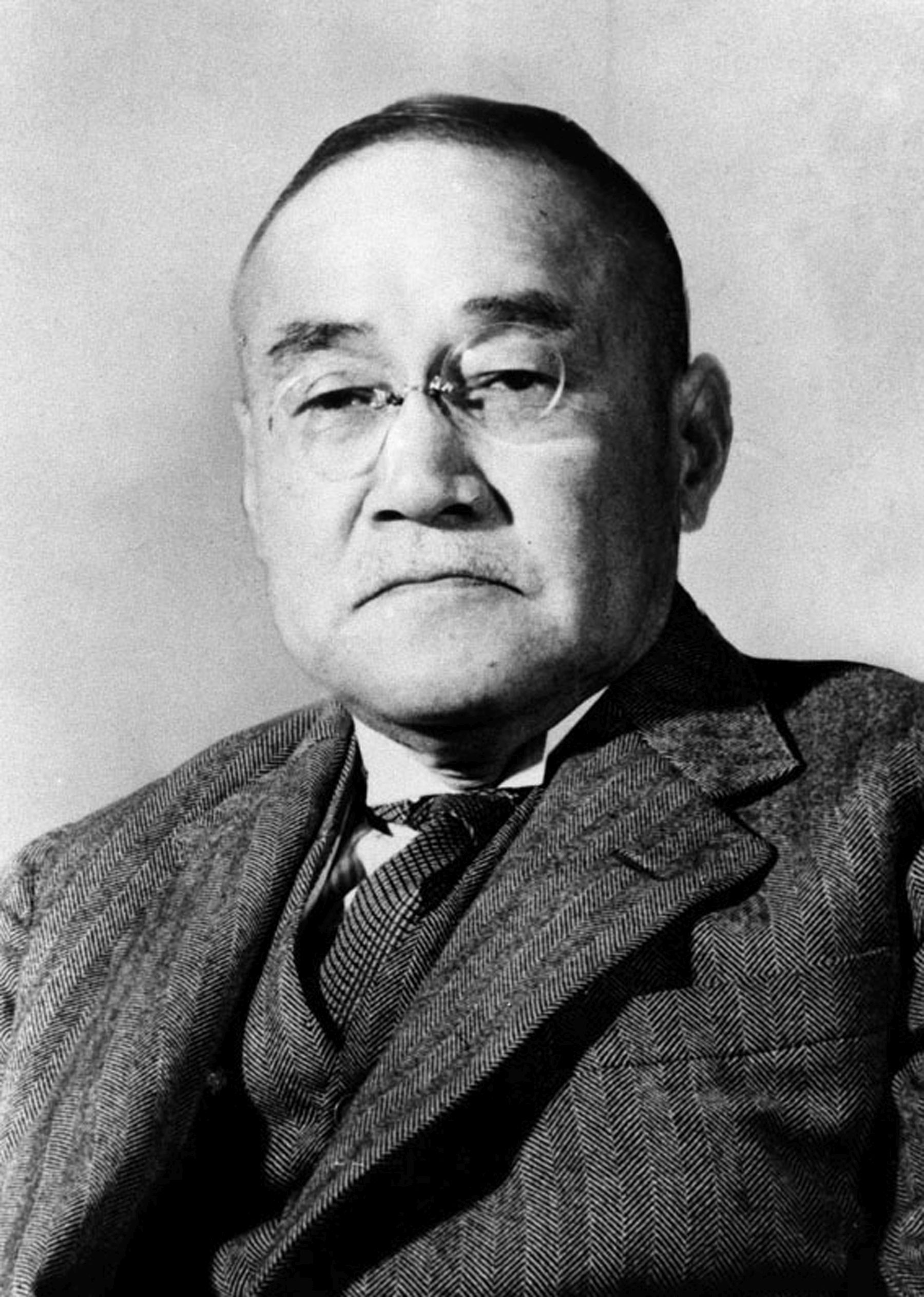
주권 회복 정책과 복고 개헌 운동을 추진한 요시다 시게루는 조선총독부에서도 근무한 바 있다.

1952년 4월 28일, 샌프란시스코 대일 강화조약, 미일안전보장조약, 주일 미군에게 특별 권한을 부여하는 행정 협정이 한꺼번에 발효됐다. GHQ는 폐지되고 점령은 끝났으며 일본은 정식으로 독립국이 됐다. 하지만 쇼와 천황은 새 헌법에 따라 정치적인 일에 함부로 간섭할 수 없게 됐다. 이에 요시다 시게루가 이끄는 자유민주당 세력은 극우 정당인 개진당과 손잡고 헌법 제9조의 폐지와 천황의 국가원수 지위 명시, 메이지 헌법에 있었던 천황의 권한 일부 부활 등을 골자로 한 ‘개헌 운동’을 벌였지만 민중의 반대로 저지당했다.
자유민주당의 나카소네 야스히로 중의원은 1952년 1월 31일, 예산위원회의 질의 시간에 “황태자 아키히토도 성인이 됐으니, 쇼와 천황이 책임을 지고 천황 자리를 양위한다면 전쟁 유가족들에게 감명을 줄 것”이라는 말을 조심스럽게 꺼냈다가, 오히려 요시다 총리의 분노를 사 “천황에게 퇴위를 요구하는 자는 비국민”이라는 힐난을 받았으며 국민들로부터 주목을 끌지도 못했다. 나카소네가 퇴위론을 꺼낼 당시 황태자 아키히토는 18세로 같은 해 11월에 황태자 책봉식을 앞두고 있었으며 그 직전에 엘리자베스 2세 영국 여왕의 대관식에 참여하는 등으로 언론의 주목을 끌고 있었다. 쇼와 천황과 요시다 내각은 황태자를 통해 ‘같은’ 입헌군주제 국가인 영국에 우호의 뜻을 전하려 했다. 그러면서도 쇼와 천황은 복고적인 태도를 가졌는데 이세 신궁, 메이지 신궁에 참배했을 뿐만 아니라 1952년 10월 16일에는 야스쿠니 신사 참배를 다시 거행했다. 그 후 1975년까지 야스쿠니 신사를 여덟 차례나 방문했다. 그러나 1978년 태평양전쟁 A급 전범이 합사된 이후로는 야스쿠니 신사를 참배하지 않았다.
또한 자유민주당과 개진당이 추진한 헌법 복고 운동을 지지했으며, 1955년에는 하토야마 이치로 내각을 무시하고 자신을 지지하던 시게미쓰 마모루 외상과 한 달에 두어 번 꼴로 만나 직접 중요한 외교 문제를 협의하기까지 했다. 하지만 시게미쓰는 곧 쇼와 천황이 공산주의 확산을 우려했으며, 자신이나 하토야마 총리와는 달리 소비에트 연방과의 국교 회복을 반대하고 있다는 것을 알고 쇼와 천황에게 자문을 구하는 것을 그만두었다.

이처럼 쇼와 천황이 일본 제국 시대로의 복고를 시도하려는 것과는 달리 각지의 전쟁터에서 돌아온 군인들은 일본군이 자행한 전쟁 범죄를 공개적으로 고백하기 시작했다. 1957년, 이들이 중국에서 일본군이 저지른 방화, 살인, 약탈에 대해 쓴 《삼광》(三光)이라는 책은 그 해에 베스트셀러가 됐으며, 곧 ‘삼광 작전’이라는 단어가 널리 퍼졌다. 우익 기득권층에서는 복귀한 병사들을 “일본인의 망신, 공산주의의 첩자, 중공에 세뇌당한 자들”로 매도했으며, 조직 폭력배를 동원하여 출판사를 압박해 책을 절판하게 만들었다.

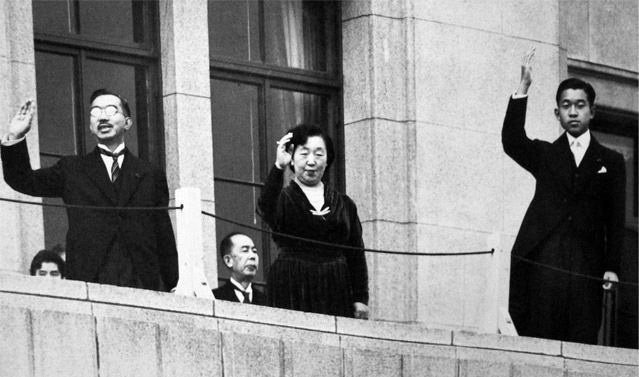
쇼와 천황과 고준 황후가 황태자 책봉식에서 황태자 아키히토와 함께 한 모습(1952년)

하지만 우익 세력의 신국가주의 운동에 대항하기 위한 움직임은 계속됐다. 패전에 비판적 견해를 표방하며 소수의 시각을 바탕으로 한 역사 연구가 국민들의 주목을 받았으며, 1930년대와 1940년대 사이에 전쟁 확대를 지지한 지식인들은 비판의 대상이 됐다. 공산주의자, 좌파 사회주의자, 자유주의자, 학생 집단과 노동층은 자유민주당의 복고 개헌 운동을 비난했으며, 자유민주당은 교육위원 직선제 폐지, 검정 제도 도입 등의 무리한 방법을 동원해 교육을 통제하고 애국심 고양을 강요하려다 여론의 역풍을 맞았다.
그러던 중 일명 ‘2키 3스케’라 불리면서 도조 히데키와 뜻을 같이한 기시 노부스케가 새로 총리에 올랐다. 기시 내각은 B급, C급 전범들의 구명 정책과, 동남아시아 국가들과의 관계 회복을 지향했다. 기시 내각은 드와이트 아이젠하워 행정부를 “이들 ‘경미한 전범’들을 가석방하거나 사면해준다면 일본은 과거를 잊고 미국에 더 가까이 접근할 수 있다”고 설득했고, 냉전에 따른 이해관계를 고려한 아이젠하워는 이를 승인하고 전범 석방을 도왔다. 이어 기시 내각은 자유민주당이 줄곧 주창해왔던 바대로 복고 개헌과 자위대 강화를 추진했으며 미일 안보 조약 개정에 대한 반대 여론을 탄압하기 위해 경찰력을 강화하는 ‘경찰관직무집행법’ 입안을 추진했다. 하지만 기시의 계획은 국민들의 반발로 무너졌다. 400만여 명의 노동자들이 합류한 일본노동조합총평의회가 1958년 11월부터 총파업에 들어간 것이었다.

## 노년기의 삶과 새로운 세대

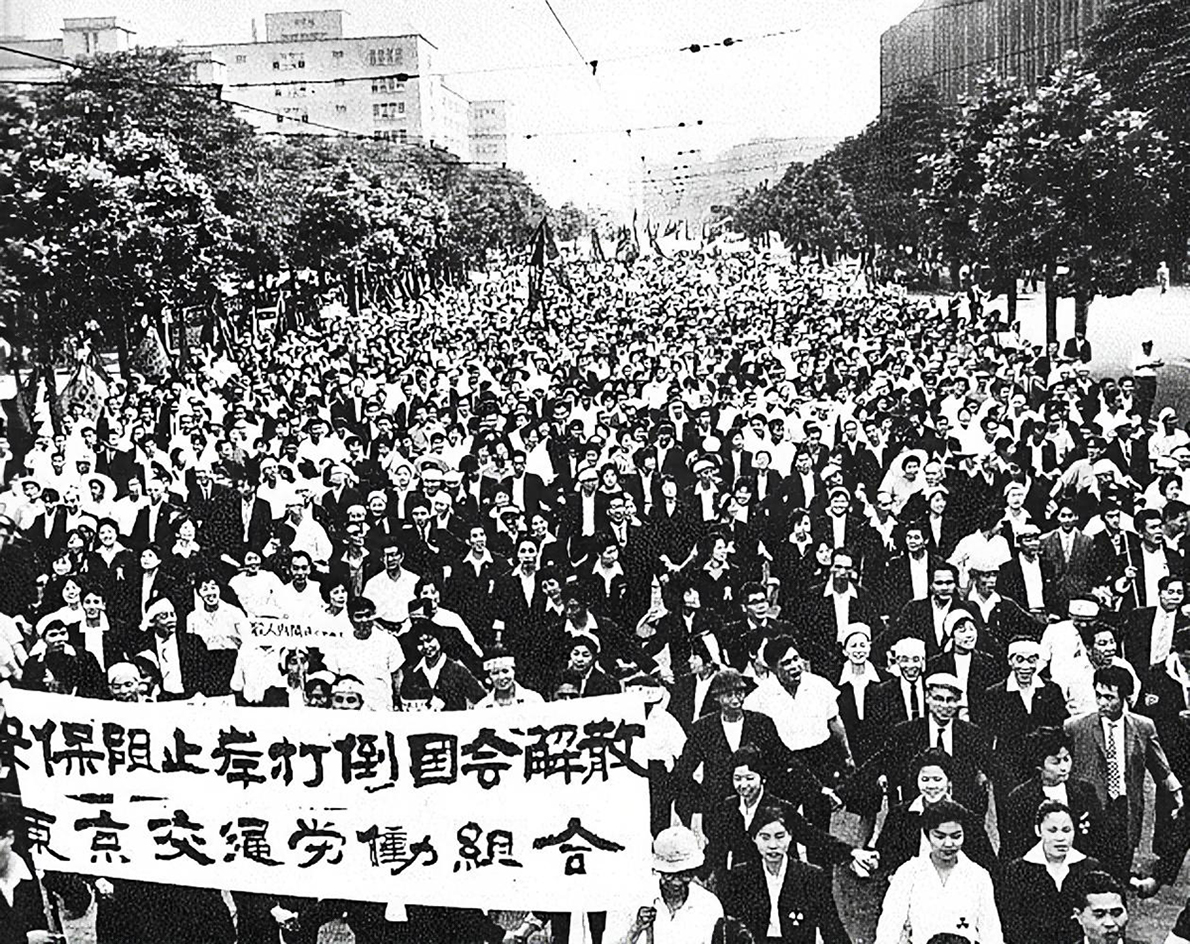
기시 내각의 새로운 안보 조약 비준에 항의하는 시민들(1960년 6월 15일)

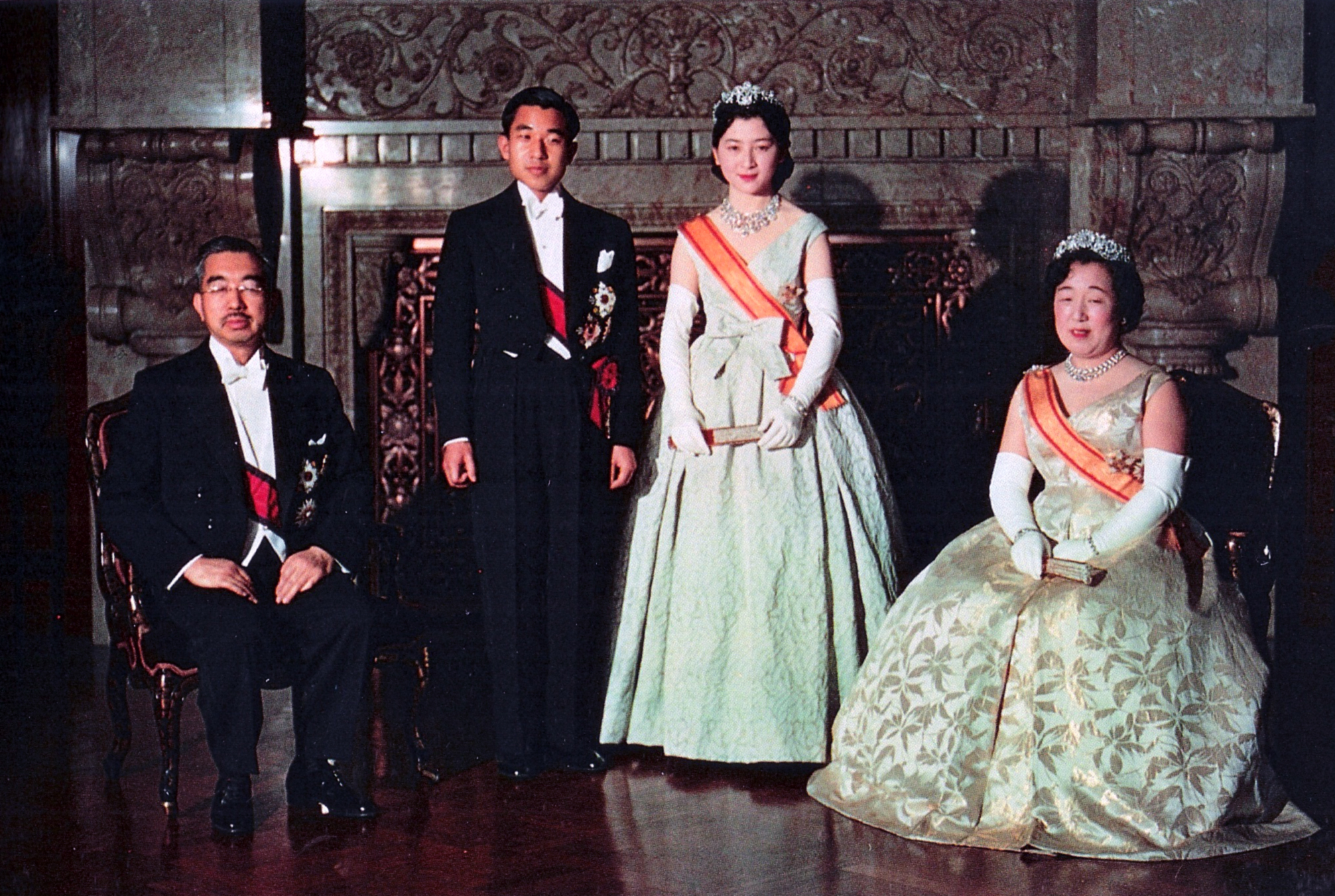
1959년에 촬영한 쇼와 천황의 가족 사진, 왼쪽부터 쇼와 천황, 아키히토, 미치코 황후, 고준 황후

반대 여론을 탄압하려는 기시 내각과 자유민주당을 향한 비난 여론은 황태자비 선정 문제와 함께 잠시 수그러들었다. 기시 내각은 반대 여론을 돌리기 위해 황태자 아키히토의 결혼 이야기를 발표했는데 아키히토의 결혼 상대였던 쇼다 미치코는 황족이나 세습친왕가 출신이 아닌 대형 제분회사 사장의 딸이었다. 쇼와 내외는 아키히토가 자신들이 점지해주지 않았던 여자와 “연애결혼을 한 것”과, 황태자비가 될 이가 ‘평민 출신’이라는 점에 대해 “황실의 전통이 단절되는 것”을 우려하면서, “미치코가 궁중의 복잡한 관례를 소화하지 못할 것”임을 구실로 결혼을 반대했다. 1959년 2월에 실시된 여론 조사에서 응답한 국민 87%는 아키히토가 평민 출신의 여자를 사랑한 것을 지지했지만, 그런 한편으로 문인 후카자와 시치로 등은 황족 남자와 외부 여성의 결혼이 이어지면서, ‘천황가의 혈통’은 자연스레 소멸할 것이라고 주장했다. 그런 반대에도 불구하고 쇼와 내외는 미치코가 유력한 실업가의 규수임을 고려해 결혼을 승낙했고, 1959년 4월 10일에 아키히토와 미치코는 정식으로 결혼식을 올렸다. 아키히토의 결혼식은 TV 방송으로 중계됐으며 식장에만 약 50만 명의 관중이 모였다. 결혼 문제가 수그러든 후 1960년 1월 19일 워싱턴에서 기시 노부스케 총리는 불평등 조항을 개선한 새로운 미일 안보 조약에 조인했다. 반대 여론에도 불구하고 조약은 6월 19일에 자동 비준됐고, 기시 내각은 그해 7월에 총사직했다.
후카자와 시치로는 안보투쟁 정국과 엮어, 《풍류몽담》에서 쇼와 천황, 고준 황후, 아키히토와 황태자비 미치코를 국민이 살해하는 것으로 묘사했다. 《풍류몽담》은 우익 세력의 분노를 샀고, 《풍류몽담》을 낸 주오코론샤 사장 시마나카 호지의 집이 극우단체에 소속된 소년의 습격을 받은 뒤로 후카자와는 오랫동안 잠적해야 했다. 시마나카는 습격 직후, 신문 광고란을 통해 “황실에 크나큰 누를 끼쳤다”며 쇼와 천황에게 사죄하는 글을 올렸다. 《풍류몽담》과 시마나카 사장 습격 사건으로 천황에 대한 희화화는 사회적인 금기가 됐지만, 천황제에 대한 지식인들의 논쟁은 계속됐으며, 중산 계급을 이룩한 전후 세대는 천황에 대한 맹목적 충성을 의식화한 구세대의 가치관과 대립했다.
1970년대 사토 에이사쿠 내각 시기에 쇼와 천황은 도쿄 대공습으로 소실된 메이지 궁전을 대신할 신 궁전을 작은 규모로 조영해 옮겼으며 도쿄 올림픽, 오사카 만국 박람회 등 국제적인 행사에 참석했다. 도쿄 올림픽과 오사카 만국 박람회는 일본의 국제적 위상을 높였으며, 1972년 사토 내각은 미국으로부터 오키나와를 돌려받았다. 쇼와 천황은 총리 사토 에이사쿠를 자주 만나 정치적 의견을 나누었다. 사토의 후임으로 총리가 된 다나카 가쿠에이는 중화인민공화국과의 국교 정상화를 성사시켰지만 일본공산당 의원으로부터 “중일 전쟁을 침략 전쟁이라 생각하는가”라는 질문을 받았을 때는 “그것은 먼 미래의 역사가 평가할 것”이라고 얼버무려 공산당 등으로부터 비난을 샀다. 그런 한편으로 1973년 5월에 방위청장 마스하라 게이키치가 “천황이 ‘옛 군대의 나쁜 점과 좋은 점을 가려 배우라’라고 말씀하셨다”고 기자단에게 발언하였다가 “늙은 상징의 천황이 왜 비밀리에 내각의 보고를 받고 있는가”라는 여론의 비판을 받고 경질당했다. 이 사건 이후로 다나카를 비롯하여 그 후임 수상들은 방위청장이 천황에게 군사 문제를 보고하는 것을 금했다. 하지만 쇼와 천황은 군사, 정치, 외교에 대한 관심을 끊지 않았으며, 정부의 고관들을 자주 불러 설명을 듣거나 여러 대학의 교수를 초빙해 강연을 듣곤 했다. 또 건강 문제로 집무를 할 수 없을 때까지는 형식적으로나마 정부의 중요 서류를 모두 검토하고 ‘확인’ 내지는 ‘승인’이 새겨진 옥새를 일일이 찍었다.
일본의 언론들은 쇼와 천황을 궁 바깥의 일반인들과 밀접시키기 위해 그와 일가족의 사생활을 사회에 적극적으로 공개했다. 1975년 고단샤가 미국인들을 위해 낸 《그림으로 보는 일본 역사》에는 쇼와 천황과 고준 황후가 일어나는 시간, 아침에 보는 연속극, 먹는 음식, 취미 생활 등의 모든 것을 사진을 통해 공개했다. 그러나 시간이 지나면서 가치관이 다른 주일 미군 사병들이 쇼와 천황과 함께 사진을 찍고 사인을 요청하는 일까지 벌어지자 아직까지 남아있던 궁정 의례에 더해 없어졌던 궁정 의례들까지 다시 부활하게 됐다. 부활한 궁정 의례는 고쿄 바깥에서는 효력을 발휘하지 못했지만, 아키히토를 비롯한 젊은 황족들은 궁정 의례에 대해 불만을 표했으며, 한 황족은 “마치 1930년대에 살고 있는 사람들처럼 행동하고 있다”고 말하기도 했다.
| “ | 나는 옥좌에서 오랫동안 일하면서 여러 가지 경험을 했습니다. 가장 인상에 남은 일은 황후와 같이 유럽 여행을 갔을 때입니다. 또 미국 여행을 갈 예정입니다. 1964년 도쿄 올림픽과 오사카 박람회도 인상적이었다고 생각합니다. 반면에 가장 후회스러웠던 일은 두말할 것 없이 제2차 세계 대전이었지요. | ” |
|   | — 1975년, “제일 기억에 남는 일과 제일 후회스러운 일”에 대한 기자의 질문에 답하며 |   |

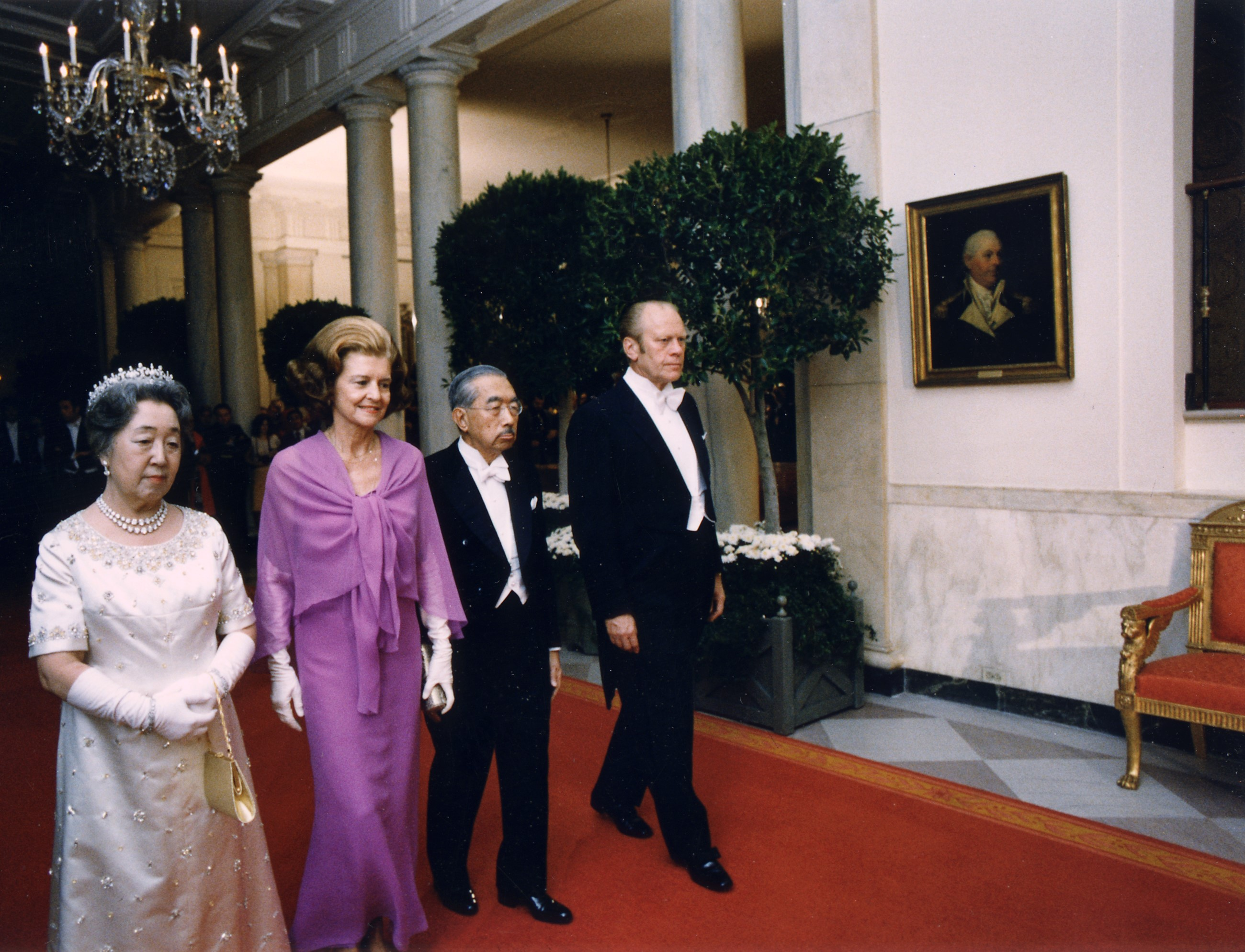
백악관에서의 제럴드 포드 대통령(맨 오른쪽)과 쇼와 내외(1975년)

1975년 10월, 쇼와 천황 내외는 미국을 처음이자 마지막으로 공식 방문했다. 미국 방문을 앞두고 쇼와 천황은 뉴스위크의 기자 버나드 크리셔와 단독 회견을 연 자리에서 “일본이 개전을 결단한 정책 결정 과정에도 폐하가 가담하셨다고 주장하는 사람들에 대해 어떻게 대답할 것인가”라는 질문에 “전쟁을 끝낼 때 나는 스스로 결정을 내렸다. 하지만 전쟁 개시 때에는 내각의 결정이 있었고, 나는 헌법에 따라 내각의 결정을 뒤집을 수 없었다”고 변명했다. 쇼와 천황이 이와 같은 말을 하던 1975년에는 쇼와 천황이 적극적으로 침략 정책에 관여했음을 폭로한 기도 고이치의 일기와, 스기야마 하지메의 《스기야마 메모》가 간행된 지 10년 가까이 지난 시점이었다. 9월 22일에 열린 기자회견에서도 쇼와 천황은 “일본인들의 가치관은 변하지 않았다”면서 “일본의 군부 지도자들이 일본을 잘못된 길로 이끌었던 적이 있을지도 모르겠지만 지금 내가 무슨 말을 한다면 아직도 살아있는 그들을 욕하는 셈이 된다. 나는 그러고 싶지 않다”고 일축했다. 기자회견 후 몇 주일 뒤, 쇼와 내외는 국빈 자격으로 워싱턴을 방문하여 제럴드 포드 대통령에게 “제2차 세계 대전에 대한 깊은 슬픔”을 전했으며, 미국 관광길에 올라 캘리포니아주 애너하임의 디즈니랜드 등을 찾았다. 앞선 1971년 영국 런던, 프랑스 파리, 벨기에 브뤼셀에 이어 서독 본을 찾았을 때 아시아계 대학생들이 쇼와 천황을 규탄하는 집회를 열었던 것과는 달리 쇼와 천황의 미국 방문은 성공리에 마칠 수 있었다.
귀국 후 열린 기자회견에서 원자 폭탄 투하에 대해 쇼와 천황은 “원자 폭탄 투하는 (히로시마 시민들에게는 안된 일이지만) 전쟁 중에 일어난 것이었기 때문에 어쩔 수 없는 일이었다고 생각한다”고 말했다. 쇼와 천황의 “어쩔 수 없다”는 발언은 곧 역사학자들의 분노를 사, 이노우에 기요시는 중일 전쟁과 태평양 전쟁 각 단계에 쇼와 천황이 관여한 바를 처음으로 자세히 다룬 실증 연구서를 썼고, 네즈 마사시의 첫 비판적 전기가 그 뒤를 이었다. 쇼와 천황의 미국 방문과 히로시마 관련 발언이 있은 후 1976년 1월에 교도 통신사가 “천황에게 전쟁 책임이 있는가”를 두고 시행한 설문 조사에서, 응답자 중 57%가 “천황에게는 전쟁 책임이 있다”나, “있다고도 없다고도 할 수 없다”고 응답했다.
쇼와 천황의 미국 방문보다 앞선 1975년 2월, 분게이슌주에 낸 전쟁 회고담에서 다카마쓰노미야가 쇼와 천황의 전쟁 관여에 대해 폭로하는 글을 쓴 것에 자극을 받은 쇼와 천황은 1976년 2월부터 시종장 이리에 스케마사와 함께 자서전 《배청록》을 마저 쓰기 시작했다. 1976년 11월 10일, 75세의 쇼와 천황은 회고록 쓰기를 재위 50년을 기념하는 행사를 맞았는데 이 때 일본공산당과 일본사회당, 그리고 몇몇 현지사들이 “전쟁 이전의 잘못된 20년을 함께 기리는 것은 옳지 않다”며 참여를 거부해 주목을 받았다. 행사 후, 쇼와 천황은 이리에의 도움으로 1977년부터 1979년까지 쇼와 자신의 치세에 대한 수정 회고 작업을 이어갔다. 이리에는 1985년 자신이 죽을 때까지 마지막 2년 동안 쓴 일기에서 쇼와 천황은 로널드 레이건 행정부와 나카소네 내각의 외교적 정책에 관심을 가지고 있었다고 밝혔다.

## 죽음과 유산

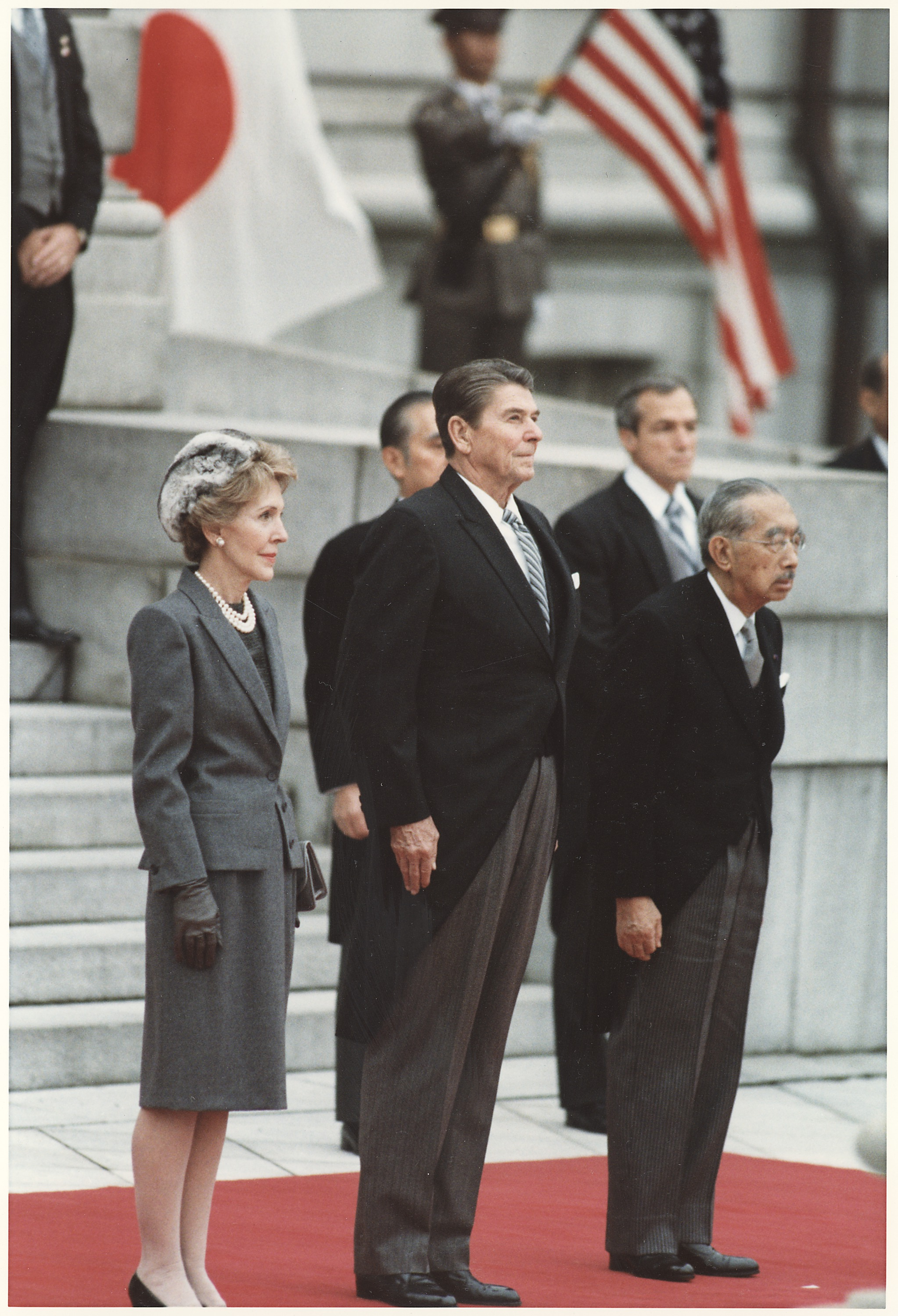
도쿄 영빈관에서 일본을 공식 방문한 로널드 레이건(가운데) 미국 대통령 환영식에서의 쇼와 천황(1983년)

늙은 쇼와 천황은 건강이 악화되기 전까지 아이치현 하즈(幡豆)와 소노다의 별장에서 생활했다. 운동 경기, 시 낭송회, 나무심기 행사 등에 참관하는 횟수나 외국 사절을 맞이하는 일도 점점 줄었다. 나카소네 야스히로는 쇼와 천황이 옥음방송으로 항복을 선언한지 40년이 지난 1985년 8월 15일에 현직 총리로서는 최초로 A급 전범들이 합사된 야스쿠니 신사를 공식 참배해 대한민국과 중화인민공화국을 비롯한 주변국들로부터 비난을 받았다. 나카소네는 1987년 10월 30일에 사직했고, 이어 다케시타 노보루가 총리가 됐다.
한편 쇼와 천황은 점차 시름시름 앓기 시작했는데, 나카소네가 물러나기 전인 9월 18일에 장폐색 진단을 받고 9월 22일에 수술을 받았지만 이듬해인 1988년 9월 19일에 피를 토하며 다시 병세가 나빠졌다. 다케시타 내각과 언론은 쇼와 천황의 수술 이후 쇼와 천황의 유고일을 ‘Y-Day’,로, 갑작스러운 유고에 대비한 준비 기간을 "X-Day"로 암암리에 호칭하며 준비에 만전을 기했다. 방송사들은 정파 시간 동안 쇼와 천황이 죽으면 그 다음날 정파 시간까지만 방송을 하고, 정규 방송 시간 중에 천황이 죽으면 24시간 동안 방송을 하기로 했다.
1988년 12월까지 내출혈이 심해지고 신장·간 기능이 악화된 쇼와 천황은 결국 이듬해인 1989년 1월 7일 오전 6시 33분, 가족들이 함께한 자리에서 88세의 나이로 세상을 떠났다. 주치의 다카기 아키라는 “천황 폐하께서는 정신력으로 버텨오셨으며, 마지막까지 포기하지 않으셨다”는 말을 남겼다.
쇼와 천황이 죽은 뒤 방송사와 언론에는 사망 시간, 쇼와 천황의 사망시 나이, 간단한 사인만을 밝히고 그 이외의 정보는 보도를 철저히 금하라는 지침이 내려졌다. 방송사들은 쇼와 천황의 죽음을 알리는 방송이 나가는 동안 일체의 상업 방송 프로그램이나 가요, 오락, 드라마의 방영을 하지 않았으며 쇼와 천황의 죽음 이후 이어지는 3일 동안의 모든 프로그램은 쇼와 천황의 죽음에 대한 해설과 그의 생애에 관한 내용으로만 짰다. 또 쇼와 천황의 죽음을 애도하는 기간 동안 전국의 은행, 증권시장, 극장, 나이트클럽은 문을 닫았다.
하지만 쇼와 천황의 죽음으로 반사 이익을 얻은 곳도 있었다. ‘히로히토’ 또는 ‘금상 천황’, 연호에 ‘쇼와’라 표기된 일본의 모든 편지지, 서류, 문서, 달력 등을 수정해야 했기 때문에 이와 관련돼 제지, 출판, 인쇄 회사들의 주가가 급등했고 달력이나 수첩을 제작하는 업체들도 마케팅에 힘썼다. 애도용 향의 수요도 급증하여 향을 만드는 소규모 화학회사들의 주가도 폭등했다.
총리 다케시타 노보루는 “대행 천황은 늘 평화주의자, 입헌군주였으며, 62년간 ‘세계의 평화와 국민의 행복을 기원’하셨다”는 공식 애도사를 통해 쇼와 천황을 칭송했다. 쇼와 천황이 죽은 다음 날, 황태자 아키히토가 쉰여섯의 나이로 천황 자리를 물려받았다. 이로써 쇼와 시대는 끝났으며, 새로운 연호 ‘헤이세이’(平成)로 시작되는 시대가 열렸다.
쇼와 천황의 죽음 이후, 그의 장례식을 어떻게 치를 것인가가 의회를 중심으로 논쟁거리가 됐다. 민주당을 비롯한 야당은 쇼와 천황을 평민처럼 묻어야 한다고 주장했으며 새 천황 아키히토도 평범한 절차로 장례를 치르기를 원했다. 반면 자유민주당과 궁내성은 천황이 ‘살아 있는 신’으로 추앙받던 시기였던 1926년과 1928년에 다이쇼의 장례식의 예를 따라야 한다고 주장했다. 자유민주당은 “일본인을 통합하는 상징인 천황의 장례식을 간단하게 치르는 것은 국민들의 분노를 사는 일”이라고 강조했다.
쇼와 천황의 장례식은 1989년 2월 24일에 세계 163개국, 27곳의 국제 기관에서 보낸 사절단이 참석한 가운데 도쿄의 신주쿠 공원에서 열렸다. 그의 유해는 도쿄도 하치오지시에 있는 황릉에 묻히게 됐다. 이 때 쇼와 천황이 생전에 아끼던 소장품인 현미경과 미키 마우스가 그려진 시계도 같이 묻혔다. 쇼와 천황의 장례식이 치러진 1주일 동안 도쿄를 비롯한 수도권에는 비상경계령이 내려졌지만 소수의 좌익 운동 단체가 시위를 한 것 외에는 별다른 소동이 벌어지지는 않았다. 신주쿠에서 무덤까지 이어지는 장의차의 경로를 따라 20만 명의 조문객이 따라나섰다.
아키히토의 즉위식은 쇼와 천황의 장례식을 치른 지 1년이 지난 1990년 11월 21일에서야 치를 수 있었다. ‘천장절’로 기리던 쇼와 천황의 생일은 쇼와 천황이 죽은 뒤 일본 정부에서 공휴일로 지정하였다. 원래 이름은 ‘초록의 날’이었으나, 2007년 아베 신조 내각 때 ‘쇼와의 날’로 바뀌었다.

## 그외 것들
쇼와 천황은 스스로 자연주의를 표방했으며 천황으로 즉위한 후 명절이나 특별한 날에 죽은 생선을 주고받는 관행을 엄금했다. 또한 의회의 개원식, 군대 사열식 등의 행사 외에는 대중 앞에 모습을 드러내는 일이 거의 없었다. 쇼와 천황은 황궁의 의전 절차에 따라 누구도 자신의 몸에 손을 대지 못하게 했으며, 실권을 잃은 뒤에도 신체적인 접촉을 극단적으로 기피했다. 이에 대해 에드워드 베르는 자신이 쓴 평전 《히로히토: 신화의 뒤편》에서 쇼와 천황이 1975년 미국의 디즈니랜드를 방문했을 때 미키 마우스가 악수를 청하자 이를 사양하고 황급히 물러선 일을 언급했다. 쇼와 천황은 시종들이나 통역 담당자들, 황궁을 출입하는 기자들보다는 자신처럼 해양생물학에 관심을 가지고 있는 학자들을 선호했다.
쇼와 천황은 선천적으로 건강이 좋지는 않았다. 할아버지인 메이지 천황처럼 걸을 때 발을 질질 끄는 습관을 가지고 있었으며, 선천적으로 척추가 굽어있었다. 또한 근시로 고생하여 안경을 쓰고 생활해야만 했다.

### 생물학 연구

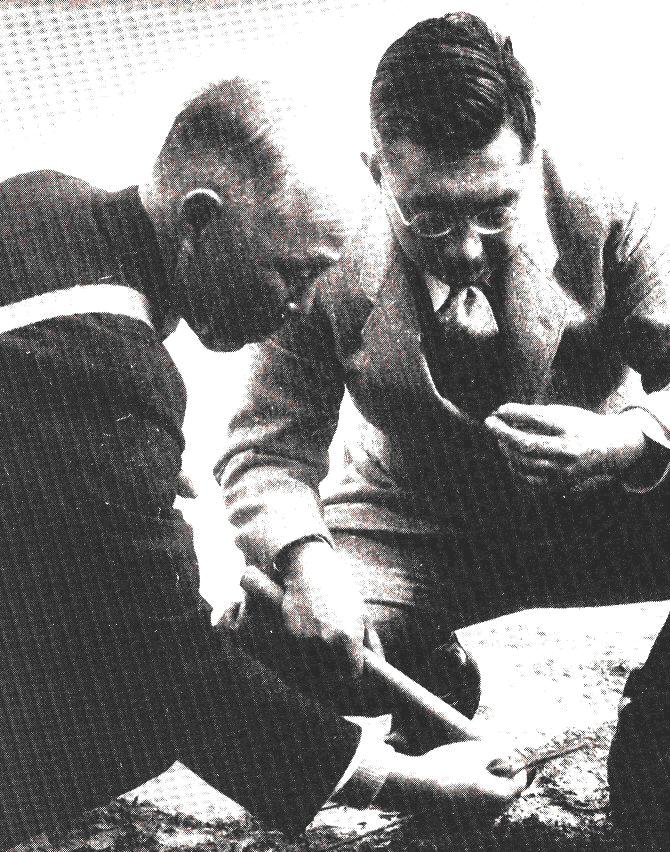
세토 내해의 고고섬에서 개불을 캐는 쇼와 천황(1950년)

히로히토는 어렸을 때부터 자연에 관심을 보였다. 히로히토가 중등과에 다닐 때, 박물과 물리를 가르치던 핫토리 히로타로 교수의 제의로 히로히토는 계몽주의자 오카 아사지로가 쓴 《진화론 강화》(1904년)를 비롯하여 찰스 다윈의 《종의 기원》의 일본어판 등을 읽었으며 즉위 후인 1927년에는 찰스 다윈의 흉상을 선물받자 에이브러햄 링컨과 나폴레옹 보나파르트의 상과 함께 서재에 장식하기도 했다. 섭정 중이던 1925년 가을에는 아카사카 어소 안에 작은 생물학 연구실을 갖게 됐으며 1928년에는 후키아게 정원에 연구실 두 채와 온실 한 채를 더 지었다. 핫토리 교수는 후키아게 정원을 4년 동안 일주일에 한 번씩 찾아 쇼와 천황에게 기초과학을 강의했으며, 가나가와현 하야마에 있는 쇼와 천황의 개인 해양연구소에서도 그를 도왔다. 그 곳에서 쇼와 천황과 핫토리 연구진은 개조한 어선과 작은 나룻배 두 척을 타고 나가 해양 생물들을 채집했다. 그 결과, 핫토리는 사가미 지방의 바다민달팽이에 대해 연구한 책을 내기도 했다. 쇼와 천황과 동문수학했으며 장전장(掌典長)을 지낸 나가즈미 도라히코는 쇼와 천황이 생물학 연구에 대해 “신앙에 가까운 집념”을 가지고 있었다고 말했다. 쇼와 천황의 해양생물 연구 기록은 가나가와현 후지사와시에 있는 신에노시마 수족관에서 일부를 보존해 전시하고 있다. 또, 쇼와 천황이 해양생물 자료 수집을 위해 이용한 배인 ‘하야마마루’는 에히메현 이마바리시의 해사박물관에서 보존하고 있다.
쇼와 천황은 아마쿠사 제도, 오가사와라 제도, 사가미만, 이즈오섬 등에서 채집한 히드라충강 동물들에 관한 논문을 냈으며, 도치기현 북부의 나스 지방, 이즈 반도의 식물이나 황거에 있는 식물 등을 학자들과 공동으로 연구하기도 했다. 그 과정에서 수십 종의 히드라충강 동물들을 학계에 새롭게 발표했다. 1976년, 쇼와 천황은 대한민국 이화여자대학교의 한 교수에게 자신의 히드라충강 연구 논문 두 편을 보낸 바 있다.

### 저서
- 《日本産1新属1新種の記載をともなうカゴメウミヒドラ科Clathrozonidaeのヒドロ虫類の検討》 (1967년, 생물학어연구소)
- 《사가미만의 하이드로충류》 (1988년, 생물학어연구소)
- 궁내청 시종직 엮음, 《쇼와 천황 어제 문집》 (1990년, 요미우리 신문, ISBN 4-643-90095-4)
- 쇼와 천황 쓰고 야마다 마유미 엮음, 《사가미만의 하이드로충류 2》 (1995년, 생물학어연구소)

## 가족 관계

### 배우자
| 황후 | 사진 | 이름               | 출생           | 사망                  | 비고                                                                                                   |
| ---- | ---- | ------------------ | -------------- | --------------------- | --- |
| 황후 |      | 고준 황후 香淳皇后 | 1903년 3월 6일 | 2000년 6월 16일(97세) | - 본명 : 구니노미야 나가코(久邇宮良子) - 구니노미야 구니요시 왕과 지카코의 장녀 - 1924년 1월 26일 혼인 |

### 자녀
| 사진 | 사진 | 이름                                      | 출생                   | 사망                  | 기타                                                   |
| ---- | ---- | ----------------------------------------- | ---------------------- | --------------------- | ------------------------------------------------------ |
| 장녀 |      | 히가시쿠니 시게코 東久邇成子              | 1925년 12월 6일        | 1961년 7월 23일(35세) | - 배우자 : 히가시쿠니 모리히로 - 자녀 : 3남 2녀        |
| 차녀 |      | 히사노미야 사치코 내친왕 久宮祐子内親王   | 1927년 9월 10일        | 1928년 3월 8일(0세)   | - 요절                                                 |
| 3녀  |      | 다카쓰카사 가즈코 鷹司和子                | 1929년 9월 30일        | 1989년 5월 26일(59세) | - 배우자 : 다카쓰카사 도시미치 - 자녀 없음             |
| 4녀  |      | 이케다 아쓰코 池田厚子                    | 1931년 3월 7일(94세)   | 생존                  | - 배우자 : 이케다 다카마사 - 자녀 없음                 |
| 장남 |      | 아키히토 천황 明仁                        | 1933년 12월 23일(91세) | 생존                  | - 제125대 천황 - 배우자 : 쇼다 미치코 - 자녀 : 2남 1녀 |
| 차남 |      | 히타치노미야 마사히토 친왕 常陸宮正仁親王 | 1935년 11월 28일(89세) | 생존                  | - 배우자 : 마사히토 친왕비 하나코 - 자녀 없음          |
| 5녀  |      | 시마즈 다카코 島津貴子                    | 1939년 3월 2일(86세)   | 생존                  | - 배우자 : 시마즈 히사나가 - 자녀 : 1남                |

## 평가와 비판

### 일본 안에서의 평가
쇼와 천황이 죽은 직후 당시 총리 다케시타 노보루는 쇼와 천황의 전쟁 범죄 책임론에 대해 “그 전쟁에 대해서는 역사의 판단에 맡기자”며 두둔했다. 21세기에 들어 분게이슌주의 편집장을 지낸 한도 가즈토시는 2004년과 2006년에 두 차례 걸쳐 《쇼와사》라는 책을 펴내 관동군 장교들이 독단적으로 침략 전쟁을 일으키고도 책임을 지지 않고 승진을 거듭했으며 “쇼와 천황과 쇼와 시대가 엉망이 된 때는 바로 이 순간”이라고 지적했다. 그러면서 한도는 히가시쿠니노미야 나루히코의 일억총참회론을 양비론이라 비난했지만 쇼와 천황 개인에 대해서는 맥아더와의 자리에서 커피 한 잔 마시지 않았다는 일화를 소개하며 “적장이 주는 물은 마시지 않겠다는 왕의 긍지를 보여주었다”고 두둔했다.
반대로 쇼와 천황에 대해 비판적인 평가를 내린 지식인도 있었다. 간사이가쿠인 대학의 도요시타 나라히코 교수는 저서 《히로히토와 맥아더》에서 “쇼와 천황은 자신의 권위와 권력을 이용하려는 맥아더, 미국을 상대로 적극적으로 자신의 이익을 도모하기 위해 거래를 했고 마침내 천황제와 자신의 목숨을 부지한 것”이라고 평했다.

### 외국의 평가
- 미국의 일본사학자 허버트 빅스는 2000년에 쓴 《히로히토와 현대 일본의 형성》(Hirohito and the Making of Modern Japan)를 내면서 “쇼와 천황은 태어날 때부터 전제 군주로 길러졌고 태평양 전쟁에서도 누구보다 주도적인 역할을 했다. 따라서 전쟁 책임에서 히로히토는 결코 면죄부를 받아서는 안된다”고 비판했다.[188]
- 대한민국의 언론들은 일본의 사학자들이 출간한 쇼와 시대와 관련된 책들에 대한 분석을 중심으로 “일본 지식층들이 쇼와 천황이 침략 전쟁에서 어떤 구실을 했는지 밝히는 것을 꺼려하고 있다”고 지적했다.[189] 동아일보 기자 황호택은 2012년 8월에 자신이 기고한 칼럼에서 이명박 대한민국 대통령이 아키히토 천황의 사과를 요구한 것에 대해 “일본 제국 헌법 11조에 따르면 천황은 일본군의 통수권자이다. 그러나 맥아더는 점령의 효율성을 위해 쇼와 천황을 풀어주었고, 전후 일본 세대가 일본의 침략 전쟁을 무시하거나 정당화하는 것도 전전 세대의 이와 같은 책임 유기가 있었기 때문”이라며 쇼와 천황의 책임을 엮어 아키히토의 사과를 요구했다.[190] 국민일보 기자 조용래도 1990년에 일본에서 발간된 쇼와 천황의 《히로히토 독백록》과 거기에 대한 히토쓰바시 대학 교수 요시다 유타카의 평가를 담은 《쇼와 천황의 종전사》(1992)를 예로 들면서 “연합군이 쇼와 천황을 이용하기 위해 쇼와 천황의 전쟁 책임을 묻지 않았고, 이후 이 ‘천황무오설’이 일본의 전쟁책임론 자체에 대한 부정으로 이어져 일본 내 전후 청산이 멈췄다”고 지적했다.[191]
- 영국에서는 쇼와 천황이 죽은 직후 언론들을 중심으로 “쇼와 천황은 악마의 화신”이라는 비판이 쏟아졌다.[192] 영국의 극동전쟁포로연합회 의장 헤럴드 페인은 “쇼와 천황은 제2차 세계 대전 중에 노예 상태에서 숨진 수천 명의 영국군과 연합군 포로의 죽음에 책임을 지고 종전 후 즉각 처형되었어야 한다”며 “지금이 아니라 그때 죽었어야 했다”고 비난했다.[192]
- 또 데일리 익스프레스는 “히로히토, 혐오당하는 일본의 황제”라는 제목의 기사에서 “제2차 세계 대전 당시의 영국군 포로들은 전쟁을 일으킨 쇼와 천황을 ‘악마의 화신’으로 여기고 있으며, 쇼와 천황의 죽음에 대해 기뻐하고 있다”고 썼다.[192] 영국 언론들은 쇼와 천황이 죽기 직전부터 쇼와 천황에 대한 부정적인 기사를 계속 내왔는데 더 선은 “히로히토 천황은 악랄한 범죄에 대한 죄값을 치르지 않고 천수를 누렸다. 지옥이 사악한 황제를 기다리고 있다”고 혹평했고[193], 데일리 스타는 사설을 통해 쇼와 천황을 ‘사악한 작자’로 규정하고 “쇼와 때문에 고통받은 사람들이 그의 무덤 앞에서 기쁨의 춤을 출 것”이라고 썼다. 영국 언론들의 비난은 이처럼 일본 정부가 더 선과 데일리 스타에 직접 항의 서한을 전달했을 정도로 격렬했다.[193]
- 영국 언론 중에는 감정적인 비난 대신 분석을 통해 쇼와 천황과 관련된 사실을 폭로하는 곳도 있었다. 영국 왕실 소식지인 《버키스 피어리지》의 편집자 브룩스 베이커는 1989년 1월 7일 “당시 왕세자였던 덴마크 국왕 프레데리크 9세를 대표로 하여 영국 왕 조지 6세, 노르웨이의 올라프 5세, 룩셈부르크의 샤를로트 여대공 등이 참여한 유럽 왕가 일족이 ‘쇼와 천황을 전범 재판에 부쳐 처형시키는 것은 일본에 정치적 혼란을 유발할 것’이라며 맥아더를 설득했다”고 폭로했다.[194] 영국의 방송사 BBC도 다큐멘터리를 보내 쇼와 천황이 난징 대학살을 잘 알고 있었으며 중일 전쟁과 동남아시아 침략에서 일본군이 전과를 올릴 때마다 시종장 기도 고이치에게 “기도, 자네는 우리가 해낸 것이 얼마나 대단한 일인지를 깨닫고 있느냐”는 말을 했다고 폭로했다.[195]

### 전쟁 범죄에 대한 책임

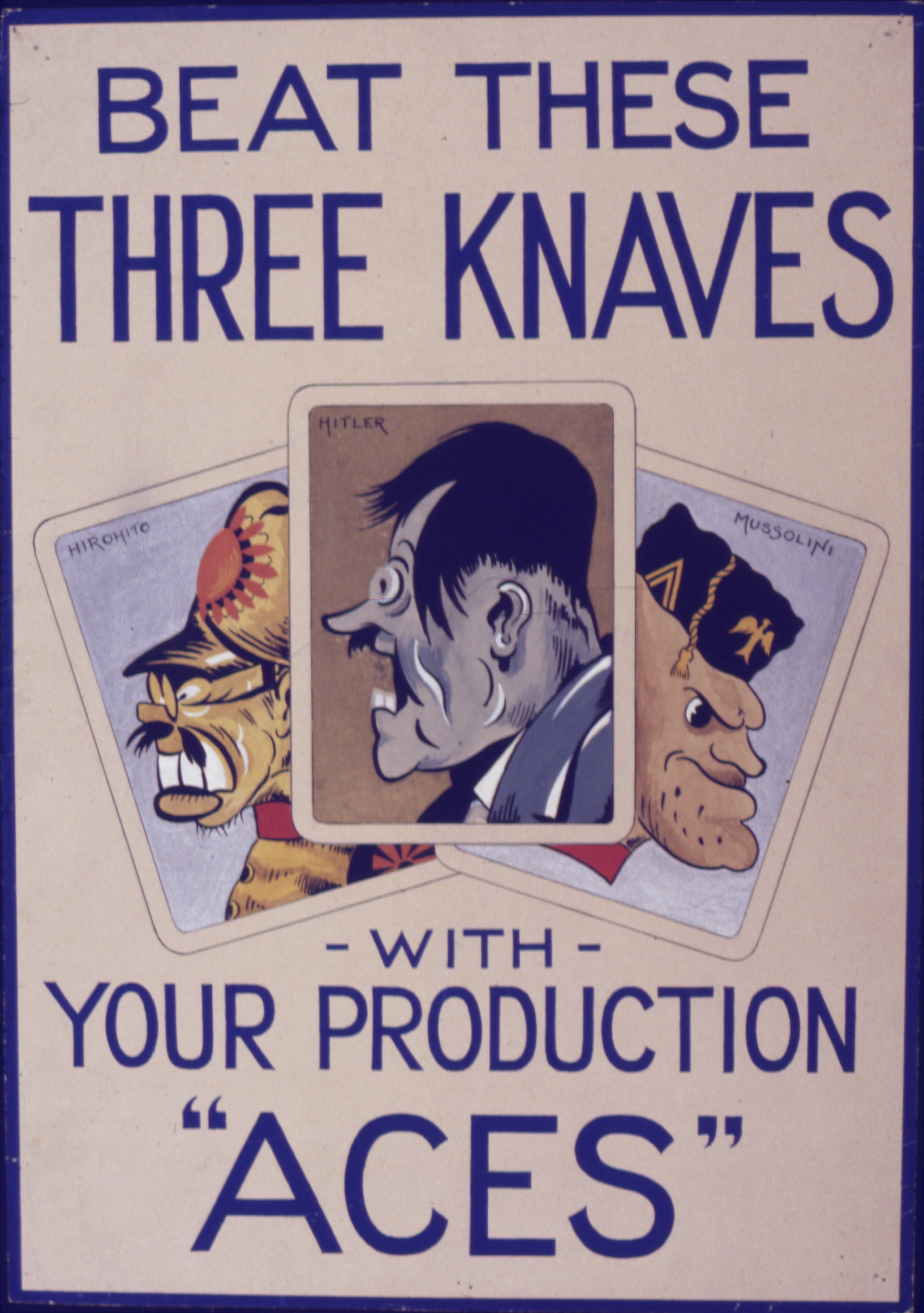
아돌프 히틀러, 베니토 무솔리니와 함께 풍자당한 쇼와 천황

일본군은 중국을 침략하면서 중국에 대한 국제법의 적용을 거부했으나 쇼와 천황은 이들을 제지하지 않았다. 또, 일본이 이미 조인한 바 있는 베르사유 조약 제171조를 비롯하여 여러 국제 협정에서 금지한 화학 무기의 사용을 쇼와 천황은 허락하였다. 1937년 7월 28일에 쇼와 천황은 간인노미야 고토히토 참모총장에게 베이징 - 퉁저우 전역에서 최루탄의 사용을 허가했으며, 이어 1938년 봄부터는 중국과 몽골의 주요 전투 지역에서 일본군이 대대적으로 독가스를 살포하기 시작했다.
1939년 5월 15일 쇼와 천황은 만주국과 소련의 국경 지대를 따라 야외 화학무기 실험을 허가하는 《대륙명 제301호》를 재가했지만 그 실험이 어떤 내용이었는지는 아직까지 밝혀지지 않고 있다. 또한 쇼와 천황은 1940년에 중국에서 세균 무기의 사용을 허락하면서 세균전을 책임지는 731 부대의 창설을 재가하였다. 허버트 빅스는 요시미 요시아키와 마쓰모토 세이야가 1991년에 펴낸 연구 자료를 인용하여 1942년까지 일본군이 중국에서 자행한 세균전이 루스벨트 행정부가 생화학 무기를 연구하는 계기를 주어, 베트남 전쟁에서 미국이 대량으로 고엽제, 독가스 등을 사용하는 행위로 이어졌다고 비판했다.
또 쇼와 천황은 충칭을 비롯한 중국의 여러 도시에서 일본군이 대인 폭탄을 사용해 전략 폭격을 가하는 것과, 일명 ‘삼광 작전’(三光作戰)이라 불리는 방화, 살인, 약탈이 포함된 작전을 명령했다. 이 작전에서 일본군은 “적 또는 지역 주민을 가장한 적”과 “잠재적인 적이 될 수 있는, 주민 중 15세에서 60세에 이르는 성인 남자”를 모조리 죽이는 것을 목표로 했다. 대상 지역은 허베이, 산둥, 쑤이위안, 산시, 차하얼 등의 점령지 5성으로, 1938년 12월 2일에 쇼와 천황은 《대륙명 제241호》를 통해 이 지역에서의 무제한 살육을 묵인했다. 중국 팔로군 게릴라의 저항으로 이 계획이 차질을 빚자, 쇼와 천황은 1941년 12월 3일 《대륙명 제575호》를 내렸다. 이 명에 따르면 점령지역은 공산당원을 색출하기 위하여 일본군이 지배하고 있는 치안지구, 준치안지구와 일본군이 점령하지 못한 미치안지구로 나누어 미치안지구에는 사람이 살지 못하게 하고 준치안지구는 참호로 봉쇄하여 출입을 엄격하게 통제한다. 그 뒤로 일본군은 마을을 불태우고 곡물을 약탈하고 농민들을 쫓아내면서 ‘섬멸 작전’을 수행했다. 역사학자 히메타 미쓰요시는 쇼와 천황이 재가한 이 ‘섬멸 작전’으로 적어도 247만 명 이상의 비전투 민간인이 죽음을 당했을 것이라고 추산했다.

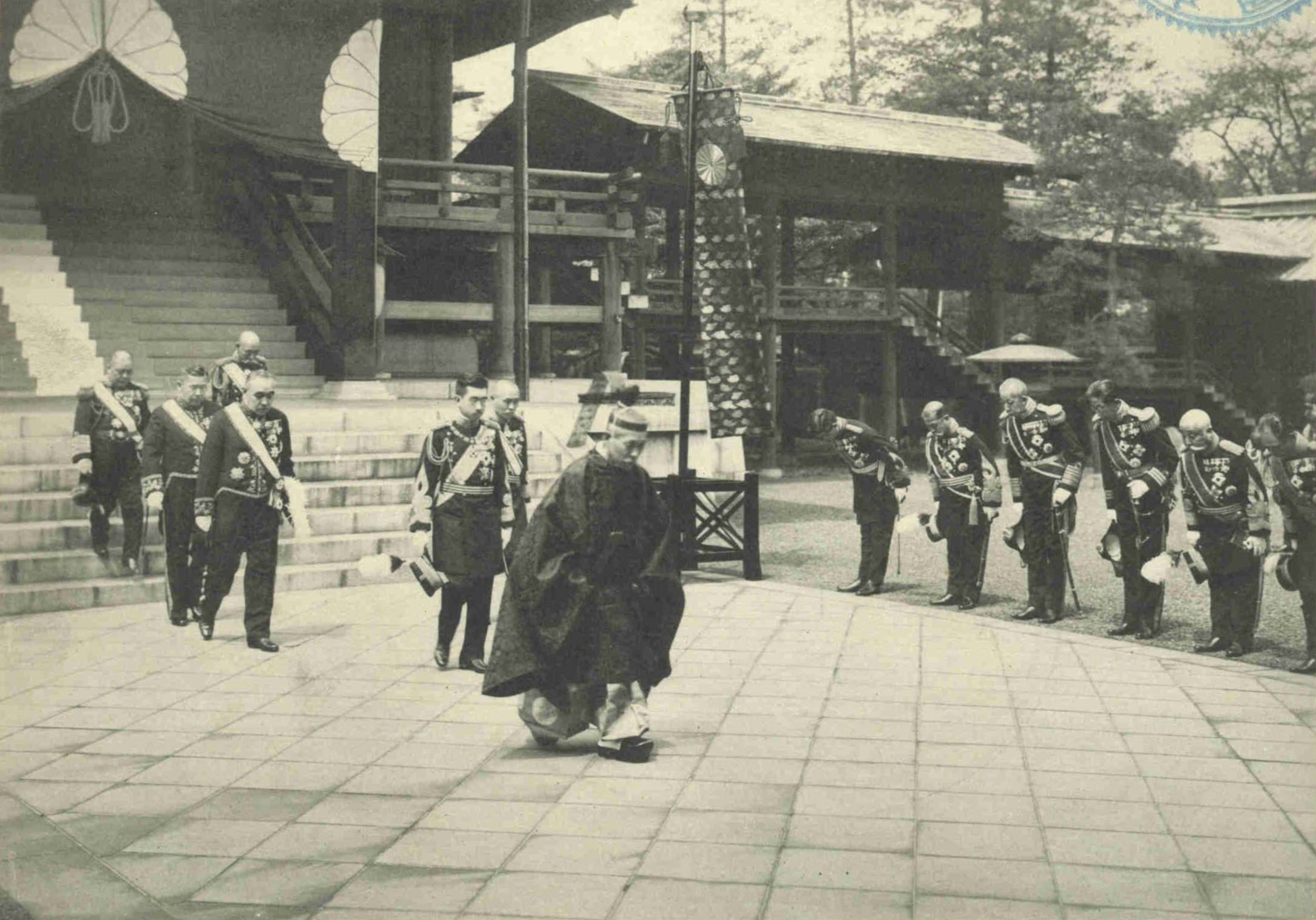
야스쿠니 신사 임시대제에 참배하는 쇼와 천황(1934년)

쇼와 천황은 이와 같이 일본군의 침략 정책을 단순히 재가하는 것에서 그치지 않고 일본군의 침략 행위를 격려하거나 침략 정책 관련자를 불러 자주 이야기를 나누고 지시를 내리기도 했다. 만주사변이 일어나고 3개월이 지난 1932년 1월 8일 쇼와 천황은 “너희 장병들은 더욱 더 견인자중하여 동방 평화의 기초를 확립하고 짐의 신뢰에 응답할 수 있도록 하라”는 칙어를 관동군에 내렸으며, 1940년 나치 독일, 이탈리아와 일본이 삼국 동맹을 체결하자 이를 환영하는 조서를 발표했다. 쇼와 천황은 일본군이 동남아시아를 침략하던 시기에 육군참모총장 스기야마 하지메를 자주 불러 침략 계획을 상의했으며, 중국 침략을 마무리 짓지 못한 것에 대해 스기야마를 크게 질책했다.
1945년 11월, 시데하라 기주로 내각은 각의 결정을 통해 “쇼와 천황은 대미 교섭의 원만한 타결을 위해 끝까지 노력했으며, 전쟁 중의 모든 결정은 일본 제국 헌법의 관례에 따른 단순한 재가에 지나지 않았다”며 쇼와 천황에게는 전쟁 책임이 없다고 밝혔다. 또, 천황제를 일본 국민의 구심점으로 판단한 맥아더는 1946년에 “천황제를 강제로 무너뜨리면 일본 국민들이 반발하여 대규모 게릴라전으로 대항할 것이며 그러한 게릴라전을 상대하려면 적어도 1백만 명 이상의 병력을 투입해야 한다”는 내용의 편지를 드와이트 아이젠하워 육군참모총장에게 보내 쇼와 천황의 면책을 지지했다. 이렇게 쇼와 천황에게 법적으로 전쟁 책임을 묻는다는 사안은 유야무야로 흘렀다. 나카무라 마사노리는 쇼와 천황의 면책에 대한 배경으로 맥아더가 일본 점령 정책을 성공시켜 여론의 지지를 얻은 뒤 미국 대통령이 되려 했다는 맥아더 개인의 야심과, 쇼와 천황을 지도한 가정교사를 비롯한 퀘이커교 신자들의 지지를 지적했다. 또, 요시다 유타카는 “쇼와 천황이 재판에 서거나 퇴위를 당한다 하더라도 맥아더가 주장하는 것처럼 대규모 반란이 일어나지는 않았을 것”이라고 지적하며 맥아더가 쇼와 천황의 면책에 대한 근거로 주장한 것들은 천황을 맥아더 자신이 일본 통치에 용이하게 이용하려는 정책을 정당화하기 위해 맥아더가 꾸며낸 논리에 지나지 않는다고 반박했다.
쇼와 천황은 재판을 받지 않았지만, “쇼와 천황에게 전쟁 책임이 있다”는 시각은 여전히 있었다. 쇼와 천황이 병석에 누워 있던 1988년 12월 7일, 나가사키시에서 열린 시의회에서 모토시마 히토시 시장은 시의원의 “쇼와 천황이 태평양 전쟁의 책임을 져야 한다고 생각하는가”라는 질문에 “그렇다. 쇼와 천황에게도 전쟁의 책임이 있다고 생각한다”고 답변했다. 자유민주당 소속 시의원들은 모토시마 시장에게 발언을 철회하라고 요구했으나 모토시마는 “한번 내뱉은 발언을 철회한다는 것은 정치가에게 죽음이나 다름이 없다”면서 완강히 거부했고 “병사들에게 ‘천황 폐하를 위해 기꺼이 죽으라’고 가르친 내게도 전쟁에 대한 책임이 있다”고 덧붙였다. 일부 국민들은 격려의 편지를 보냈지만 보수 단체를 중심으로 비난과 협박의 내용을 담은 전화와 편지가 모토시마 앞으로 쇄도했다. 자유민주당은 모토시마가 겸하고 있던 고문직을 박탈했으며 모토시마는 아키히토가 새로운 천황이 된 뒤인 1990년 1월에는 극우 단체 세이키주쿠의 간부가 쏜 총에 맞아 죽을 고비를 넘기기까지 했다. 하지만 쇼와 천황이 세상을 떠나면서 그동안 감추어져 있던 쇼와 시대의 자료들이 국민들에게 공개되기 시작하자 객관적으로 쇼와 천황의 전쟁 책임을 분석하려는 시도는 많아졌다. 진보적 성향의 언론인 아사히 신문은 2001년 8월 15일자 사설에서 “1945년의 원점에서 다시 서보면 결국 쇼와 천황의 전쟁 책임은 피할 수 없는 문제이다. 황군에 대한 모든 명령이 육해군의 통수권자인 쇼와 천황의 이름으로 내려졌다. 쇼와 천황은 전쟁 책임을 면할 수 없다”고 밝혔다. 또, NGO들이 2000년 12월 도쿄에서 사적으로 개최한 ‘일본군 성노예여성국제전범법정’에서는 쇼와 천황에게 유죄 판결이 선고됐다.

### 천황 폐위론
일본 제국이 무너지던 1945년 6월, 갤럽은 미국 국민을 대상으로 ‘전쟁 이후, 일본 천황을 어떻게 처리해야 한다고 생각하는가’에 대해 조사하였고 다음과 같은 결과가 나타났다고 발표했다.
| Q. 전쟁 이후 일본 천황을 어떻게 처리해야 한다고 생각하는가?                                        | Q. 전쟁 이후 일본 천황을 어떻게 처리해야 한다고 생각하는가? |
| 항목                                                                                               | 비율                                                        |
| -------------------------------------------------------------------------------------------------- | ----------------------------------------------------------- |
| 1. 죽이거나, 고통을 주고 굶겨 죽인다                                                               | 36%                                                         |
| 2. 처벌하거나 국외로 추방한다                                                                      | 24%                                                         |
| 3. 재판에 회부하여 유죄가 되면 처벌한다                                                            | 10%                                                         |
| 4. 전범으로 처리한다                                                                               | 7%                                                          |
| 5. 천황의 책임에 대해서는 불문에 부치고, 도조 히데키를 비롯한 상급 군사 지도자에게만 책임을 묻는다 | 16%                                                         |
| 6. 꼭두각시로 이용한다                                                                             | 3%                                                          |
| 7. 기타, 모름 등                                                                                   | 4%                                                          |

갤럽 조사에 응답한 사람들 중 중 1번, 2번, 3번, 4번으로 응답한 77%가 천황의 처벌을 요구했다. 또, 1945년 1월 버지니아주 핫스프링스에서 열린 태평양 문제 조사회에서 영국 대표단이 천황제 문제를 일본 국민의 자율에 맡기자고 주장한 반면, 상당수의 중국 대표와 미국 대표는 천황제의 폐지를 주장했다. 그 외에 천황을 런던으로 추방하거나 도쿄가 아닌 일본 국내의 다른 장소에서 연합군이 일본을 통치해야 한다는 주장도 있었다.
연합군 각 정부들도 공식적인 입장을 내기에 이르렀다. 장제스는 일본 국민의 자율에 맡기자고 했지만 국민당 정부 관료들이나 중화민국 의회는 일본의 황실이 책임을 져야 한다고 했으며, 중국공산당도 1945년 9월 14일자 해방일보를 통해 “쇼와 천황(히로히토)은 국가 원수로 일본 육해군의 최고 책임자이기 때문에 전쟁 책임에서 벗어날 수 없다”고 밝혔다. 오스트레일리아 정부는 8월 13일, 미국 국무부에 “천황은 일본의 국가 원수이자 군 통수권자로, 일본의 침략 행위와 전쟁 범죄에 대한 책임을 져야 한다”는 뜻을 전했으며 같은 날 뉴질랜드 외무부도 “천황을 정점으로 하는 봉건제 기구 전체를 근절해야 하며, 천황이 어떠한 형태로든 일본의 침략 전쟁에 관여한 경우에는 재판에 회부해야 한다”고 밝혔다.
일본 제국의 패망 이후, 일본 안에서도 천황이 전범으로 재판을 받아야 하며 쇼와 천황이 물러나야 한다는 여론이 진보계 지식인들 사이에서 퍼지기 시작했다. 1946년 12월 도쿄 대학 총장 난바라 시게루는 의회에 출석해 천황제의 폐지를 주장했으며 시인인 미요시 다쓰지는 국민을 퇴폐로부터 헤어나오게 하기 위해서는 전쟁의 최고 책임자인 쇼와 천황이 물러나는 것이 최선이라는 글을 발표했다. 시데하라 기주로 내각에서 문부대신을 지낸 철학자 아베 요시시게는 “국민에게 복종을 강요하는 천황 스스로가 책임이 없다고 하는 것은 모순”이라고 비판했으며, 쇼와 천황의 측근이었던 기도 고이치도 샌프란시스코 강화조약의 체결을 앞두고 “황실의 안녕을 위해 쇼와 천황이 물러나는 게 좋을 것 같다”는 말을 했다.
하지만 미국의 반대로 천황의 퇴위는 실현되지 않았다. 1952년 샌프란시스코 평화조약 발효 기념식 자리에서 요시다 시게루 내각은 천황이 직접 패전의 책임에 대해 국민에게 사과하는 방안을 검토했지만, 궁내청의 반대로 무산됐다. 이처럼 전쟁 이후에 일본 안팎으로 쇼와 천황이 전쟁 책임을 지고 물러나야 한다는 여론이 흐르기도 했지만 쇼와 천황은 “굳건한 결의로써 만난을 헤치고 일본의 국가 재건을 조속히 달성하기 위해” 계속 재위하기를 원한다는 서한을 맥아더에게 보냈으며 책임을 지라는 여론에 대해 침묵했다. 그 후 일본에서 쇼와 천황의 전쟁 책임을 논하는 것은 쇼와 천황이 죽은 지금까지 일종의 금기 사항이 됐다.

## 쇼와 천황이 등장한 작품
- 영화 《일본 패망 하루 전》

## 참고 서적
- 박진우(2006), 《21세기 천황제와 일본: 일본 지식인과의 대담》, ISBN 89-90618-53-3
- 에드워드 베르 지음(1988), 유경찬 옮김(2002), 《히로히토: 신화의 뒤편》 (HIROHITO: Behind the Myth), ISBN 89-324-6007-8
- 이규배(2005), 《日本 두 얼굴 이야기》, ISBN 89-7193-167-1
- 이창위(2005), 《우리의 눈으로 본 일본제국 흥망사》, ISBN 89-5820-025-1
- 허버트 빅스 지음(2000), 오현숙 옮김(2010), 《히로히토 평전》(Hirohito And The Making Of Modern Japan), ISBN 978-89-6436-020-0

### 주해
1. ↑  후지와라씨는 헤이안 시대 이후 천황가와 외척 관계를 형성했던 섭가로서 겐지나 헤이시처럼 자손들이 여러 가문으로 분가하였다.
2. ↑  “나라가 풍요로우면 백성은 평안하다”는 뜻이다.
3. ↑  요시히토 황태자는 메이지 천황의 후궁 소생이다. 메이지 천황은 5명의 아내에게서 15명의 아이를 얻었으나 11명은 어린 나이에 죽었으며, 3남 요시히토 황태자는 유일하게 살아남은 아들이었다.
4. ↑  이 시기의 일본 평민들은 소학교를 거쳐 5년제 일반 중학교를 다녔다.
5. ↑  아시아계(황인종)가 인도·유럽계(백인종)에게 위협을 끼친다는 주장이다.
6. ↑  일본 궁내성(지금의 궁내청)의 의전직 관리직이었다.
7. ↑  다른 두 정당으로는 정우회, 혁신 클럽이 있었다.
8. ↑  가네코가 박열의 무릎 위에 앉은 사진으로, 정부가 반역 사건 혐의자를 우대했다는 논란의 중심이었다.
9. ↑  1929년 1월까지는 진다 스테미가 맡았으나 곧 죽었고, 마키노는 스즈키를 시종장으로 임명했다. 1936년에 사임했다.
10. ↑  1933년에 퇴역했다.
11. ↑  조선총독부에서 학무국 관리와 중추원 서기를 지냈으며 시즈오카현지사, 궁내차관을 역임했다. 히로히토의 유럽 순방 때 따라갔으며, 히로히토의 결혼 준비에도 참여했다.
12. ↑  지금의 시즈오카현 시즈오카시 시미즈구에 있는 마을로, 2005년 이후 단행된 행정구역 통폐합 이전에는 오키쓰 정을 거쳐 시미즈 시에 속해 있었다.
13. ↑  저격을 당한 하마구치는 1년 후인 1931년 8월 26일에 사망했다. 그 전인 같은 해 4월에 총리 자리에서 물러났다.
14. ↑  시차에 따라 협약이 맺어진 베를린은 9월 27일이었다.
15. ↑  ‘ABCD 포위망’은 일본에서 부르던 명칭으로, 각 나라의 영어 명칭의 첫 글자를 딴 것이다. 각각 America(미국) - Britain(영국) - China(중화민국) - Dutch(네덜란드)이다. (빅스, 455쪽.)
16. ↑  헐 노트는 일본에서 쓰인 용어로, 공식 명칭은 《극비·구속력 없는 사안》과 《합중국과 일본의 협정을 위한 기본 제안 개요》로 두 개의 문서이다.
17. ↑  히로히토의 한자 ‘유인’(裕仁)을 음독으로 읽은 것이다.
18. ↑  미군 전략본부의 보고서에 따르면 도쿄를 공습할 당시 고쿄를 공격하자는 의견이 있었으나, 쇼와 천황을 죽이면 일본인들의 적개심을 북돋아 차후 점령에 어려움이 있을 것이라는 주장 때문에 근처의 육군성과 해군성 청사를 공격해 심리적 효과를 가하는 것으로만 끝내기로 했다(베르, 400쪽에서).
19. ↑  프랭클린 루스벨트 대통령이 4선 임기 중 사망했기 때문에 헌법에 따라 부통령이었던 트루먼이 대신 대통령이 됐다.
20. ↑  이후 방사능 낙진으로 더 많은 사망자와 후유증 환자가 발생했다.
21. ↑  히가시쿠니노미야는 메이지 천황의 아홉번째 딸과 결혼했으며 쇼와 천황과는 사돈 관계에 있었다.
22. ↑  지금의 일본 경시청이다.
23. ↑  일본에서는 이 날을 ‘헌법기념일’로 지정하여 국경일 겸 공휴일로서 쉬고 있다.
24. ↑  허버트 빅스는 저서 《히로히토 평전》의 676쪽 ~ 677쪽에서 피고인 전원의 무죄를 주장한 팔의 판결은 독단적인 것으로, 인도나 다른 아시아 정부를 대변하는 것은 아니었으며, ‘법의 불소급 원칙’에 따라 법적 문제가 있기 때문에 일본 피고인들의 무죄를 주장한 것이라고 설명하고 있다.
25. ↑  때문에 현재 천황 아키히토를 부를 때 대한민국 언론은 일왕(또는 일본 천황) ‘아키히토’라는 본명을 직접 언급하는 데 비해, 일본 언론에서는 금상 폐하(今上陛下)라고 지칭한다.
26. ↑  당시 시마나카 사장은 자리를 비웠으며, 우익 소년의 습격으로 아내가 크게 다치고 가정부는 사망했다.
27. ↑  앞서 쇼와 천황은 이나다 슈이치, 기노시타 미치오와 함께 《배청록》을 작성했지만, 한동안 쉬고 있었다. (빅스, 747쪽에서.)
28. ↑  사망한 천황을 가리키는 경칭으로, 시호를 붙이기 전에 잠시 쓰인다.

### 출전
1. ↑  겸 마지막 후지와라 씨장자
2. ↑  빅스, 21쪽.
3. ↑  빅스, 43쪽.
4. 1 2 3 4 5 6 7 8  빅스, 44쪽 ~ 45쪽.
5. ↑  가와하라 도시아키 (1983), 《천황 히로히토의 쇼와사》, 분게이슌주, 10쪽 ~ 11쪽.
6. 1 2  베르, 45쪽.
7. 1 2 3 4  빅스, 46쪽 ~ 47쪽.
8. ↑  빅스, 48쪽 ~ 49쪽.
9. ↑  빅스, 59쪽.
10. 1 2 3  빅스, 60쪽 ~ 61쪽.
11. ↑  빅스, 62쪽.
12. ↑  빅스, 65쪽.
13. 1 2 3 4  빅스, 68쪽 ~ 77쪽.
14. 1 2  빅스, 91쪽.
15. ↑  빅스, 94쪽.
16. 1 2  빅스, 95쪽 ~ 101쪽
17. ↑  빅스, 102쪽 ~ 105쪽.
18. ↑  빅스, 111쪽.
19. 1 2 3 4 5 6  빅스, 122쪽 ~ 124쪽.
20. ↑  빅스, 125쪽.
21. 1 2 3  빅스, 126쪽 ~ 127쪽.
22. 1 2 3 4 5 6 7  빅스, 130쪽 ~ 142쪽.
23. ↑  빅스, 157쪽 ~ 158쪽.
24. ↑  빅스, 160쪽 ~ 161쪽.
25. 1 2 3 4  빅스, 166쪽 ~ 170쪽.
26. ↑  빅스, 172쪽.
27. ↑  빅스, 175쪽.
28. ↑  빅스, 177쪽.
29. 1 2 3 4  빅스, 190쪽 ~ 193쪽.
30. ↑  박열 사진 사건으로 결국 내각 와해?, 동아일보, 1926년 8월 28일.
31. ↑  빅스, 194쪽 ~ 202쪽.
32. ↑  천황 폐하 붕어, 25일 오전 1시 25분, 동아일보, 1926년 12월 26일.
33. ↑  동궁전하 어천조(御踐祚), 다이쇼 천황 붕어 즉시 거행, 동아일보, 1926년 12월 26일.
34. 1 2 3 4  빅스, 203쪽 ~ 204쪽.
35. ↑  베르, 98쪽.
36. ↑  쇼와로 연호 개원…, 동아일보, 1926년 12월 26일.
37. ↑  네이버 한자사전, "소화" (昭和), 2012년 12월 2일 확인.
38. ↑  천황 폐하의 말씀(칙어), 동아일보, 1926년 12월 26일.
39. ↑  빅스, 224쪽.
40. ↑  천황 폐하, 10일 즉위식 거행, 동아일보, 1928년 11월 10일.
41. 1 2 3 4 5 6 7 8 9  빅스, 204쪽 ~ 213쪽.
42. ↑  18일부터 재개된 양원, 동아일보, 1927년 1월 19일.
43. 1 2 3 4 5  빅스, 214쪽 ~ 218쪽.
44. ↑  와카쓰키 내각 총사직, 동아일보, 1926년 4월 17일.
45. ↑  다나카 내각의 실현과 그 후, 동아일보, 1927년 4월 20일.
46. 1 2 3 4 5 6 7  빅스, 237쪽.
47. ↑  권총 괴한, 돌연 하마구치 총리에게 총격, 동아일보, 1930년 11월 15일.
48. 1 2 3 4 5 6 7 8 9 10 11 12  빅스, 271쪽 ~ 281쪽.
49. ↑  일본군, 랴오닝 성의 새 근거지 진저우 폭격 개시, 동아일보, 1931년 10월 10일.
50. ↑  국제 연맹, "11월 16일까지 일본은 만주 철병 완료하라", 동아일보, 1931년 10월 24일.
51. ↑  소련, 방송 통해 "이번 만주 사건은 세계 대전의 발단…", 동아일보, 1931년 10월 27일.
52. ↑  치치하얼 점령, 그 후, 동아일보, 1931년 11월 20일.
53. 1 2 3 4 5 6 7 8 9 10  빅스, 282쪽.
54. ↑  만주국사는 내일 9일부터 시작된다, 동아일보, 1932년 3월 9일.
55. ↑  천황 폐하의 행차에 폭탄을 던지다, 동아일보, 1932년 1월 10일. - 어노부 (御鹵簿)는 의장을 갖춘 왕실의 거동 행렬을 가리킨다.
56. 1 2  빅스, 291쪽 ~ 295쪽.
57. ↑  내각, "만주국 예정대로 14일 승인"……, 동아일보, 1932년 9월 13일.
58. ↑  연맹 탈퇴 통고문, 오늘 사무국에 보낸다, 동아일보 ,1933년 2월 27일.
59. ↑  일·만 연합군, 러허 진격 개시, 동아일보, 1933년 2월 26일.
60. ↑  중국군에 일대 통격……, 동아일보, 1933년 5월 9일.
61. ↑  빅스, 328쪽 ~ 329쪽.
62. ↑  빅스, 341쪽.
63. ↑  동경 사건의 경과 개요, 동아일보, 1936년 3월 5일.
64. ↑  빅스, 342쪽.
65. ↑  빅스, 310쪽 ~ 311쪽.
66. ↑  빅스, 345쪽.
67. ↑  빅스, 358쪽 ~ 359쪽.
68. 1 2 3 4 5 6 7  빅스, 361쪽 ~ 371쪽.
69. ↑  일·중 양국 간 격전 전개!……, 동아일보, 1937년 7월 29일.
70. 1 2 3 4 5 6 7 8 9  빅스, 372쪽 ~ 396쪽.
71. ↑  성대한 난징 입성식, 동아일보, 1937년 12월 18일.
72. ↑  선간후살, 목 베기 시합…… 그들은 인간이 아니었다, 오마이뉴스, 2007년 12월 17일.
73. ↑  적 유기 사체 8만……, 동아일보, 1937년 12월 19일.
74. ↑  '중국판 쉰들러' 영화로…… 독일인 욘 라베，난징 대학살 당시 25만명 구해, 국민일보, 2006년 7월 24일.
75. ↑  상하이 전선 방면의 최고지휘관을 경질하다, 동아일보, 1938년 2월 24일.
76. 1 2 3 4 5 6  빅스, 414쪽 ~ 433쪽.
77. ↑  사고(社告), 동아일보, 1940년 8월 11일. - 네이버 뉴스 라이브러리에는 복간일자인 1945년 12월까지 기사가 끊겨있다.
78. ↑  도쿄 대학 교양학부 일본사연구실 편, 《일본사개설》, 지영사 펴냄, 1998년, 347 ~ 348쪽.
79. ↑  빅스, 435쪽 ~ 440쪽.
80. 1 2 3  빅스, 440쪽 ~ 453쪽.
81. ↑  오늘의 경제소사 - 미국의 일본자산 동결, 서울경제, 2007년 7월 24일.
82. 1 2 3  빅스, 458쪽 ~ 469쪽.
83. 1 2 3 4 5 6 7  빅스, 470쪽 ~ 487쪽.
84. 1 2 3 4 5 6 7  빅스, 496쪽 ~ 505쪽.
85. 1 2  베르, 367쪽과 370쪽.
86. ↑  베르, 373쪽 ~ 374쪽.
87. ↑  베르, 371쪽 ~ 372쪽.
88. ↑  스기야마 하지메, 《스기야마 메모 下》, 130쪽 ~ 131쪽.
89. ↑  빅스, 506쪽 ~ 515쪽.
90. 1 2 3 4 5  빅스, 516쪽 ~ 528쪽, 529쪽 일부
91. 1 2  베르, 377쪽 ~ 378쪽.
92. ↑  빅스, 506쪽.
93. ↑  어제의 오늘 - 1946년 도조 히데키 전범 기소, 경향신문, 2009년 4월 28일.
94. 1 2 3 4 5 6 7  빅스, 529쪽 ~ 540쪽.
95. ↑  센다 나쓰미쓰(千田夏光), 《천황과 칙어와 쇼와사》 (1983), 373쪽. (빅스, 862쪽)
96. ↑  베르, 397쪽.
97. 1 2 3 4 5  베르, 398쪽 ~ 401쪽.
98. ↑  빅스, 541쪽.
99. ↑  빅스, 545쪽.
100. 1 2  빅스, 549쪽 ~ 551쪽 일부.
101. ↑  빅스, 552쪽 ~ 553쪽.
102. ↑  빅스, 555쪽 ~ 556쪽.
103. ↑  베르, 416쪽.
104. ↑  빅스, 557쪽.
105. ↑  빅스, 568쪽.
106. 1 2  빅스, 569쪽.
107. ↑  빅스, 575쪽.
108. ↑  야마다 아키라(山田朗), 《대원수 쇼와 천황》 (1994), 신니혼 출판사, 304쪽. (빅스, 874쪽에 있음.)
109. 1 2 3 4 5  빅스, 582쪽 ~ 587쪽.
110. ↑  후지타 쇼조(藤田省三), 《전향의 사상사적 연구》 (1975), 이와나미 쇼텐, 227쪽 ~ 230쪽(빅스, 875쪽에 있음)
111. ↑  다케야마 아키코(竹山昭子), 《옥음방송》(1989), 반세이샤, 128쪽. (빅스, 875쪽에 있음.)
112. 1 2 3 4 5 6  빅스, 595쪽 ~ 600쪽.
113. ↑  긴바라 사몬(金原左門)·다케마에 에이지(竹前栄治) 엮음, 《쇼와사: 국민들 사이의 파란과 격동의 반세기》 (증보판, 1982), 유이가쿠(有斐閣), 244쪽.
114. 1 2 3 4 5 6 7 8 9 10 11 12  빅스, 600쪽 ~ 613쪽.
115. ↑  아사히 신문, 요미우리 신문 1945년 11월 1일자(빅스, 879쪽에서)
116. ↑  네즈 마사시(ねず まさし), 《천황과 쇼와사 (하)》 (1976), 산이치쇼보, 265쪽 ~ 266쪽. (빅스, 879쪽에서)
117. ↑  허버트 빅스, The Showa Emperor's 'Monologue' and the Problem of War Responsibilty, 《Journal of Japanese Studies 18》 (1992년 여름), 307쪽.
118. 1 2 3  빅스, 615쪽 ~ 620쪽.
119. 1 2 3 4 5 6 7 8 9 10 11 12 13  빅스, 620쪽 ~ 641쪽.
120. ↑  《뉴욕 타임스》, 1946년 1월 1일자. (빅스, 882쪽에서.)
121. ↑  오노 노보루(小野昇), 《인간 천황》(1947), 이치요샤. (빅스, 882쪽에서.)
122. ↑  쓰다 소키치, 〈건국의 사정과 만세일계의 사상〉, 《세카이》지(1946년 4월호), 53쪽 ~ 54쪽. (빅스, 882쪽에서.)
123. ↑  요시다 시게루(吉田茂), 《회상 10년 제4권》 (1958), 신초샤, 79쪽 ~ 80쪽. (빅스, 882쪽에서.)
124. ↑  〈창간사〉, 《진상》(1946년 창간호), 3쪽. (빅스, 882쪽에서.)
125. ↑  FRUS(미국 외교 기밀 문서), 《외교적 문서: 1946》(Diplomatic Papers 1946), 〈극동〉(The Far East), 3권, 396쪽. (빅스, 882쪽에서.)
126. 1 2 3 4 5 6 7 8 9 10 11 12  빅스, 643쪽 ~ 655쪽 일부.
127. ↑  나가이 히토시, 〈일본군이 저지른 전쟁 범죄〉(War Crimes Trials by the Japanese Army), 《자연·인간·사회》 제26호(1999년 1월) (빅스, 885쪽에 있음.)
128. ↑  히가시노 마코토(東野 真), 《쇼와 천황의 두 가지 "독백록"》 (1998), 일본방송출판협회, 102쪽 ~ 103쪽. (빅스, 886쪽에서.)
129. ↑  기노시타 미치오(木下道雄), 〈성담배청록(聖談拜聽錄) 원고 - "서신"〉, 《측근 일지》 (1990), 분게이슌주, 211쪽. (빅스, 887쪽에서.)
130. ↑  기노시타, 170쪽 ~ 172쪽.
131. ↑  기노시타, 175쪽.
132. ↑  기노시타, 176쪽.
133. ↑  데라사키 히데나리(寺崎英成)·마리코 데라사키 밀러(Mariko Terasaki Miller) 엮음, 《쇼와 천황 독백록: 데라사키 히데나리·어용괘일기》(御用掛日記, 1991), 분게이슌주, 71쪽. (빅스, 887쪽에서.)
134. 1 2 3 4 5 6 7  빅스, 655쪽 ~ 661쪽.
135. ↑  아와야 겐타로(粟谷憲太郎) 외 엮음, 《도쿄 재판으로 가는 길: 국제검찰국 정책결정관계문서 제2권》, 402쪽 ~ 425쪽. (빅스, 887쪽에서.)
136. ↑  아와야 겐타로, 〈점령·피점령: 도쿄 재판의 사례를 중심으로〉, 《이와나미 강좌 - 일본통사 19: 근대 4편》(1995), 이와나미 쇼텐, 198쪽. (빅스, 888쪽에서.)
137. ↑  요시다 히로시(吉田 裕), 〈전쟁 책임과 극동 국제 군사 재판〉, 나카무라 마사노리(中村政則) 외 엮음, 《전후 일본: 점령과 전후 개혁 (5)》 (1995), 이와나미 쇼텐, 75쪽 ~ 76쪽. (빅스, 888쪽에서.)
138. ↑  나카무라 유에쓰(中村祐悅), 《백단(白團): 타이완군을 만든 일본군 장교들》 (1995), 후요쇼보 출판, 74쪽 ~ 83쪽. (빅스, 888쪽에서.)
139. ↑  나가이 히토시(長井 均), 〈필리핀과 도쿄 재판: 대표검사의 검찰 활동을 중심으로〉, 《시엔》(史苑) 제57권 제2호 (1997년 3월), 58쪽. (빅스, 888쪽에서.)
140. ↑  아널드 C. 브랙먼(Arnold C. Brackman), 《또 다른 뉘른베르크: 도쿄 재판의 못다한 이야기》(The Other Nuremberg: The Untold Story of the Tokyo War Crimes Trials), 92쪽과 344쪽. (빅스, 888쪽에서.)
141. 1 2 3 4 5 6 7 8 9 10 11 12 13 14  빅스, 661쪽 ~ 677쪽.
142. ↑  하시모토 아키라(橋本 明), 〈봉인당한 천황의 "사죄"〉, 쓰루미 슌스케(鶴見俊輔)·나카가와 로쿠헤이(中川六平) 엮음, 《천황백화 하권》, 711쪽 ~ 712쪽. (빅스, 892쪽에서.)
143. ↑  [야고부] 라다비노드 팔 매일신문, 2014-08-19
144. ↑  존 W. 도우너의 〈쇼와 천황으로부터의 메시지〉(A Message from the Showa Emperor)를 아키타가와 도루 (明川田 融)가 번역한 〈쇼와 천황의 메시지〉 (昭和天皇のメッセージ), 《세카이》 (1999년 9월), 232쪽. (빅스, 900쪽)
145. ↑  빅스, 686쪽.
146. ↑  다카하시 히로시(高橋 紘)·야마기와 아키라(山極 晃), 〈천황제: 상징 천황의 탄생〉, 가미이 린지로(神井 林二郎)·다케마에 에이지(竹前栄治) 엮음, 《전후 일본의 원점: 점령사의 현재 (상)》 (1992), 유시샤(悠思社), 113쪽. (빅스, 895쪽에서.)
147. ↑  기노시타 미치오, 《측근일지》 (1990), 분게이슌주, 181쪽. (빅스, 894쪽 ~ 895쪽에서.)
148. ↑  빅스, 691쪽.
149. 1 2 3 4 5 6 7 8  빅스, 693쪽 ~ 712쪽.
150. ↑  무기명 기사인 〈히로히토를 아버지로 둔 남자〉, 《신소》 43호 (1950년 7월), 7쪽 ~ 17쪽. (빅스, 899쪽에서.)
151. ↑  마쓰우라 소조(松浦総三), 《천황과 매스컴》 (1975), 아오키 쇼텐, 29쪽. (빅스, 897쪽 및 899쪽에서.)
152. ↑  이토 사토시(伊藤 悟), 《일본국 헌법과 천황》, 141쪽. (빅스, 899쪽에서.)
153. ↑  미나미 히로시(南 博), 〈천황제의 심리적 지반〉, 구노 오사무(久野収)·가미시마 지로(神島二郎) 등 엮음, 《"천황제" 논집》 (1974), 산이치쇼보, 194쪽 ~ 195쪽. (빅스, 899쪽에서.)
154. ↑  사카모토 고지로(坂本 孝治郎), 《상징천황제 수행: 쇼와기 천황 행차의 변천》 (1989), 야마가와 출판사, 369쪽. (빅스, 898쪽 ~ 899쪽에서.)
155. 1 2 3 4 5 6 7 8 9 10 11  빅스, 715쪽 ~ 728쪽 대부분.
156. ↑  시미즈 이쿠타로(清水幾太郎), 〈점령 아래서의 천황제〉, 《시소》(思想) 348호 (1953년 9월), 640쪽 ~ 641쪽. (빅스, 900쪽에서.)
157. 1 2 3 4 5 6 7 8 9 10 11 12 13 14 15 16 17 18  빅스, 728쪽 일부 ~ 746쪽.
158. ↑  야스다 쓰네오(安田常雄), 〈상징천황제와 민중 의식: 사상적 관련 사항을 중심으로〉, 《역사학연구》 621호(1991년 7월), 31쪽 ~ 32쪽. (빅스, 902쪽에서.)
159. ↑  “황태자 전하 결혼하시다”(《아사히 신문》, 1959년 4월 11일자), 쓰루미 슌스케·나카가와 로쿠헤이 엮음, 《천황백화》 하권 (1989), 지쿠마 문고, 477쪽.
160. ↑  요시다 히로시(吉田 裕), 《전쟁의 기억》, 138쪽. (빅스, 903쪽에서.)
161. ↑  베르, 522쪽.
162. ↑  베르, 521쪽 ~ 522쪽.
163. 1 2 3  베르, 523쪽.
164. ↑  베르, 512쪽.
165. ↑  베르, 20쪽.
166. ↑  《타임》지, 1975년 10월 20일자, 14쪽 ~ 15쪽. (빅스, 904쪽에서.)
167. ↑  《뉴스위크》, 1975년 10월 20일자, 25쪽. (빅스, 904쪽에서.)
168. ↑  요시다 히로시, 163쪽.
169. 1 2 3 4 5 6 7  빅스, 746쪽 ~ 756쪽.
170. ↑  일 총리, 야스쿠니 신사 공식 참배, 동아일보, 1985년 8월 16일.
171. ↑  다케시타 노보루, 일본의 다음 수상, 매일경제, 1987년 10월 27일.
172. ↑  일 천황, 수술차 입원, 동아일보, 1987년 9월 22일.
173. ↑  일본 국왕, 병세 악화, 한겨레, 1988년 9월 25일.
174. 1 2 3 4 5 6 7  베르, 531쪽 ~ 534쪽.
175. ↑  히로히토, 또 혼수상태, 매일경제, 1988년 12월 12일.
176. ↑  일왕 히로히토 사망, 경향신문, 1989년 1월 7일.
177. ↑  히로히토, 장례식 치러, 한겨레, 1989년 2월 25일.
178. 1 2 3  베르, 121쪽 ~ 126쪽에서.
179. ↑  베르, 504쪽.
180. ↑  베르, 525쪽.
181. 1 2  베르, 46쪽.
182. 1 2 3 4 5  빅스, 84쪽 ~ 86쪽.
183. ↑  나가즈미 도라히코, 《쇼와 천황과 나》 (1992), 가쿠슈 연구사
184. ↑  일왕, 자신의 "히드라 연구" 논문 두 편 보내와, 동아일보, 1976년 3월 18일.
185. ↑  박근혜 후보에게…“사과를 바라지 않겠습니다”, 한겨레, 2012년 9월 21일.
186. 1 2  쇼와시대를 보는 日 지식인의 '복잡한' 시선, 한국일보, 2010년 8월 13일.
187. ↑  히로히토, 교묘한 정치력으로 처벌 대신 '평화의 상징'으로 남을 수 있었다, 세계일보, 2009년 7월 28일.
188. ↑  일본의 전쟁책임, 그 정점은 히로히토, 연합뉴스, 2010년 10월 5일.
189. ↑  맥아더가 日王 히로히토 대신 죽인 그 군인은…, 프레시안, 2012년 9월 21일.
190. ↑  한국인은 ‘日王전쟁범죄’ 사면한 적 없다, 황호택, 동아일보, 2012년 8월 27일자 오피니언 칼럼.
191. ↑  일본의 전후청산이 멈춰선 까닭은, 조용래, 국민일보, 2012년 9월 11일.
192. 1 2 3  "히로히토는 악마의 화신"…… 영국 언론 일제히 비난, 경향신문, 1989년 1월 9일.
193. 1 2  "히로히토 죄값 안 받고 오래 살아" 영국 신문 사설에 일본 발끈, 한겨레, 1988년 9월 24일.
194. ↑  히로히토 사망 이모저모, 한겨레, 1989년 1월 8일.
195. ↑  [사설] 강영훈 총리의 조문 결정 취소하라, 한겨레, 1989년 1월 25일.
196. 1 2 3 4 5 6 7 8 9 10 11 12  빅스, 406쪽 ~ 413쪽.
197. ↑  중국인 대량 살육 ‘난징 학살’ 사과커녕 정당화하는 일우익, 한겨레, 2005년 12월 9일.
198. ↑  후지와라 아키라, 《‘삼광 작전’과 북지나 방면군 (2)》, 《계간 전쟁책임연구》 제21호 (1998년 가을호), 73쪽,. 히메타 미쓰요시, 《삼광 작전은 무엇이었나 - 중국인이 본 일본의 전쟁》 (1996), 이와나미 부클릿(Iwanami Booklet), 43쪽.
199. 1 2 3 4  이규배, 223쪽 ~ 230쪽.
200. 1 2 3 4 5 6  이창위, 308쪽 ~ 310쪽.
201. ↑  박진우, 164쪽 ~ 170쪽.
202. ↑  박진우, 239쪽.
203. ↑  '日 추악한 역사', 세상 밖으로 끌어낸 수요집회, 머니투데이, 2011년 12월 13일.
204. ↑  조사 결과: 이창위, 303쪽.
205. ↑  이창위, 304쪽.
206. 1 2 3 4 5 6 7 8  이창위, 305쪽 ~ 307쪽.

## 같이 보기
- 쇼와 유신